# 2022 a jogalkotásban
2022-ben a jog terén az alábbi események  történtek:

## Magyarország (Forrás:Magyar Közlöny)

### Magyarország Alaptörvénye
- Magyarország Alaptörvényének tizedik módosítása (2022. május 24.)[1]
- Magyarország Alaptörvényének tizenegyedik módosítása (2022. július 19.)[2]

Egységes szerkezetben (2022. július 25-i állapot) 

### Törvények
- 2022. évi I. törvény Az egyházak hitéleti és közcélú tevékenységének anyagi feltételeiről szóló 1997. évi CXXIV. törvény és egyéb törvények módosításáról[4]
- 2022. évi II. törvény Magyarország minisztériumainak felsorolásáról[5]
- 2022. évi III. törvény A katasztrófavédelemről és a hozzá kapcsolódó egyes törvények módosításáról szóló 2011. évi CXXVIII. törvény módosításáról[1]
- 2022. évi IV. törvény Egyes törvényeknek a Magyarország minisztériumainak felsorolásáról szóló 2022. évi II. törvényhez kapcsolódó módosításáról[6]
- 2022. évi V. törvény A veszélyhelyzet megszűnésével összefüggő szabályozási kérdésekről[7]
- 2022. évi VI. törvény Szomszédos országban fennálló fegyveres konfliktus, illetve humanitárius katasztrófa magyarországi következményeinek elhárításáról[8]
- 2022. évi VII. törvény Egyes törvényeknek a honvédelemmel, a gazdaságfejlesztéssel, valamint a kormányzati igazgatással összefüggő módosításáról[9]
- 2022. évi VIII. törvény A Magyarország Kormánya és az Osztrák Köztársaság Kormánya között a Magyar Népköztársaság és az Osztrák Köztársaság között a beruházások elősegítéséről és védelméről szóló megállapodás megszűnéséről szóló megállapodás kihirdetéséről[10]
- 2022. évi IX. törvény A Magyarország Kormánya és a Visegrádi Szabadalmi Intézet közötti Székhely-megállapodás kihirdetéséről[11]
- 2022. évi X. törvény A Magyarország Kormánya és az Ománi Szultánság Kormánya között a beruházások ösztönzéséről és kölcsönös védelméről szóló megállapodás kihirdetéséről[11]
- 2022. évi XI. törvény Magyarország Kormánya és Nagy-Britannia és Észak-Írország Egyesült Királyságának Kormánya között a Magyar Népköztársaság Kormánya és Nagy-Britannia és Észak-Írország Egyesült Királyságának Kormánya között a beruházások ösztönzéséről és kölcsönös védelméről szóló megállapodás, valamint e megállapodásnak a Man-szigetre, a Guernsey-i és Jersey-i Bailiwick-ekre, Gibraltárra, a Turks- és Caicos-szigetekre, valamint Bermudára történő kiterjesztéséről szóló, Budapesten, 1991. október 25-én és november 7-én a Magyar Köztársaság Kormánya és a Nagy-Britannia és Észak-Írország Egyesült Királyságának Kormánya között létrejött jegyzékváltás megszűnéséről szóló Megállapodás kihirdetéséről[11]
- 2022. évi XII. törvény Az egyrészről az Európai Unió és tagállamai, és másrészről az Örmény Köztársaság között a közös légtér létrehozásáról szóló megállapodás kihirdetéséről[12]
- 2022. évi XIII. törvény A kisadózó vállalkozók tételes  adójáról[13]
- 2022. évi XIV. törvény Az egyrészről az Európai Unió és tagállamai, másrészről Közép-Amerika közötti társulás létrehozásáról szóló megállapodáshoz, a Horvát Köztársaság Európai Unióhoz történő csatlakozásának figyelembevétele céljából készült jegyzőkönyv kihirdetéséről[2]
- 2022. évi XV. törvény A Magyarország Kormánya és a Szerb Köztársaság Kormánya között a közúti, a vasúti és a vízi határforgalom ellenőrzéséről szóló, Magyarország Kormánya és a Szerb Köztársaság Kormánya közötti Megállapodás módosításáról szóló Megállapodás kihirdetéséről[2]
- 2022. évi XVI. törvény A 2021. évi LXVI. törvénnyel kihirdetett, a Magyarország Kormánya és az Egyesült Nemzetek képviseletében eljáró, az Afrikai-eurázsiai vándorló vízimadarak védelméről szóló megállapodás UNEP által ellátott Titkársága (UNEP/AEWA Titkárság) között az Afrikai-eurázsiai vándorló vízimadarak védelméről szóló megállapodásban részes felek találkozója 8. ülésének megrendezéséről (2021. október 59., Budapest, Magyarország) szóló megállapodás jegyzékváltással történő módosításáról szóló Megállapodás kihirdetéséről[2]
- 2022. évi XVII. törvény A termékekre és a szolgáltatásokra vonatkozó akadálymentességi követelményeknek való megfelelés általános szabályairól[2]
- 2022. évi XVIII. törvény Az Országgyűlésről szóló 2012. évi XXXVI. törvény és egyes kapcsolódó törvények módosításáról[2]
- 2022. évi XIX. törvény Egyes gazdaságszabályozási tárgyú törvények módosításáról[2]
- 2022. évi XX. törvény A pénzügyi szektort érintő egyes törvények módosításáról[2]
- 2022. évi XXI. törvény A honvédelmi adatkezelésekről[14]
- 2022. évi XXII. törvény a területi közigazgatás működésével kapcsolatos egyes kérdésekről, valamint egyes törvényeknek az Alaptörvény tizenegyedik módosításával összefüggő módosításáról[14]
- 2022. évi XXIII. törvény egyes választási tárgyú, valamint kapcsolódó törvények módosításáról[14]
- 2022. évi XXIV. törvény Magyarország 2023. évi központi költségvetésének megalapozásáról[15]
- 2022. évi XXV. törvény Magyarország 2023. évi központi költségvetéséről [15]
- 2022. évi XXVI. törvény	A közérdekű nyugdíjas szövetkezet és a kisgyermekkel otthon lévők szövetkezete tagjai védelméről[15]
- 2022. évi XXVII. törvény Az európai uniós költségvetési források felhasználásának ellenőrzéséről[16]
- 2022. évi XXVIII. törvény Az európai uniós költségvetési források felhasználásának ellenőrzésével összefüggő egyes törvények módosításáról[16]
- 2022. évi XXIX. törvény Az európai uniós költségvetési források felhasználásának ellenőrzésével összefüggő egyes, a közfeladatot ellátó közérdekű vagyonkezelő alapítványokat, a Nemzeti Adó- és Vámhivatalt, valamint az Európai Csalásellenes Hivatal ellenőrzéseit érintő törvények módosításáról[16]
- 2022. évi XXX. törvény Az Európai Bizottsággal való megegyezés érdekében a jogalkotásról szóló 2010. évi CXXX. törvény és a jogszabályok előkészítésében való társadalmi részvételről szóló 2010. évi CXXXI. törvény módosításáról[16]
- 2022. évi XXXI. törvény Az európai uniós költségvetési források felhasználásának ellenőrzésével összefüggő egyes, vagyonnyilatkozattal kapcsolatos törvények módosításáról[17]
- 2022. évi XXXII. törvény A védelmi és biztonsági tevékenységek összehangolásáról szóló 2021. évi XCIII. törvénynek a veszélyhelyzet meghosszabbításával összefüggő módosításáról[17]
- 2022. évi XXXIII. törvény A Magyarország és az Andorrai Hercegség között a jövedelemadók területén a kettős adóztatás elkerüléséről és az adókijátszás és adóelkerülés megakadályozásáról szóló Egyezmény kihirdetéséről[17]
- 2022. évi XXXIV. törvény A Közös ügyünk az állatvédelem Alapítvány létrehozásáról[18]
- 2022. évi XXXV. törvény A Magyarország Kormánya és a Norvég Királyság Kormánya között a Magyar Köztársaság Kormánya és a Norvég Királyság Kormánya között a beruházások ösztönzéséről és kölcsönös védelméről szóló megállapodás megszűnéséről szóló Megállapodás kihirdetéséről[18]
- 2022. évi XXXVI. törvény Az 1965. évi 4. törvényerejű rendelettel kihirdetett, a New Yorkban, 1961. március 30-án kelt Egységes Kábítószer Egyezmény módosításának kihirdetéséről[18]
- 2022. évi XXXVII. törvény Az 1979. évi 25. törvényerejű rendelettel kihirdetett, a pszichotróp anyagokról szóló, Bécsben, az 1971. évi február hó 21. napján aláírt egyezmény módosításának kihirdetéséről[18]
- 2022. évi XXXVIII. törvény Az 1998. évi L. törvénnyel kihirdetett, az Egyesült Nemzetek Szervezete keretében a kábítószerek és pszichotrop anyagok tiltott forgalmazása elleni, 1988. december 20-án, Bécsben kelt Egyezmény módosításának kihirdetéséről[18]
- 2022. évi XXXIX. törvény Az adó- és egyéb közterhekkel kapcsolatos nemzetközi közigazgatási együttműködés egyes szabályairól szóló 2013. évi XXXVII. törvény módosításáról[18]
- 2022. évi XL. törvény Az Európai Bizottsággal való megegyezés érdekében az információs önrendelkezési jogról és az információszabadságról szóló 2011. évi CXII. törvény módosításáról[19]
- 2022. évi XLI. törvény A kondicionalitási eljárással összefüggésben a büntetőeljárásról szóló 2017. évi XC. törvény módosításáról[19]
- 2022. évi XLII. törvény Szomszédos országban fennálló fegyveres konfliktus, illetve humanitárius katasztrófa magyarországi következményeinek elhárításáról és kezeléséről[20]
- 2022. évi XLIII. törvény A Magyarország minisztériumainak felsorolásáról szóló 2022. évi II. törvény és egyes kapcsolódó törvények módosításáról[20]
- 2022. évi XLIV. törvény Az Európai Támogatásokat Auditáló Főigazgatóságról és a kondicionalitási eljárás eredményes lezárása érdekében az Európai Bizottság kérésére elfogadott egyes törvények módosításáról[20]
- 2022. évi XLV. törvény Egyes adótörvények módosításáról[20]
- 2022. évi XLVI. törvény Az 1222. évi Aranybulla jelentőségéről és az Aranybulla Napjáról[21]
- 2022. évi XLVII. törvény A 2025. évi Oszakai Világkiállításon történő magyar megjelenés sikeres megvalósításához kapcsolódó rendelkezésekről[21]
- 2022. évi XLVIII. törvény A területi közigazgatás működésével, az ingatlan-nyilvántartással és a területfejlesztéssel összefüggő egyes törvények módosításáról[21]
- 2022. évi XLIX. törvény A Nemzetközi Migrációs Szervezet Alapokmánya módosításának kihirdetéséről[21]
- 2022. évi L. törvény Magyarország biztonságát szolgáló egyes törvények módosításáról[21]
- 2022. évi LI. törvény az állami vagyonnal való gazdálkodás hatékonyságának növelése érdekében egyes vagyongazdálkodást érintő törvények módosításáról[21]
- 2022. évi LII. törvény Az egyrészről az Európai Unió és tagállamai, másrészről a Katari Állam közötti légiközlekedési megállapodás kihirdetéséről[22]
- 2022. évi LIII. törvény A Magyarország Kormánya és a San Marino Köztársaság Kormánya között a beruházások ösztönzéséről és kölcsönös védelméről szóló megállapodás kihirdetéséről[22]
- 2022. évi LIV. törvény Egyes igazságügyi együttműködési tárgyú nemzetközi szerződések kihirdetéséről szóló törvények módosításáról [22]
- 2022. évi LV. törvény Egyes igazságügyi tárgyú törvények módosításáról [22]
- 2022. évi LVI. törvény Az Európai Bizottság kérésére egyes törvényeknek a kondicionalitási eljárás eredményes lezárása érdekében szükséges módosításáról[23]
- 2022. évi LVII. törvény Egyes állami sportcélú közfeladatok ellátásának rendjéről és szervezeti kereteiről[23]
- 2022. évi LVIII. törvény Az elítélt személyek átszállításáról szóló Strasbourgban, 1983. március 21-én kelt Egyezmény, Strasbourgban, 1997. december 18-án kelt Kiegészítő Jegyzőkönyvét módosító Jegyzőkönyv kihirdetéséről[24]
- 2022. évi LIX. törvény Egyes felsőoktatással, szakképzéssel és felnőttképzéssel összefüggő törvények módosításáról[24]
- 2022. évi LX. törvény Egyes büntetőjogi tárgyú és ehhez kapcsolódóan egyéb törvények módosításáról[24]
- 2022. évi LXI. törvény A cselekvő fogyasztóvédelem érdekében szükséges egyes törvények módosításáról[24]
- 2022. évi LXII. törvény Egyes törvények közadatokkal összefüggő módosításáról[24]
- 2022. évi LXIII. törvény A Magyar Honvédség működésével kapcsolatos egyes törvények módosításáról[24]
- 2022. évi LXIV. törvény Egyes bányászati és gazdasági tárgyú törvények módosításáról[24]
- 2022. évi LXV. törvény A Közös Agrárpolitikából és a nemzeti költségvetésből biztosított agrártámogatások eljárási rendjéről[25]
- 2022. évi LXVI. törvény Az agrártermékek eredetvédelméről[25]
- 2022. évi LXVII. törvény Egyes földügyi tárgyú törvények módosításáról[25]
- 2022. évi LXVIII. törvény Az egyes gazdasági tárgyú törvények, valamint egyes vagyongazdálkodást és postaügyet érintő törvények módosításáról[25]
- 2022. évi LXIX. törvény A pénzügyi szektort érintő törvények módosításáról[25]
- 2022. évi LXX. törvény A villamos energiáról szóló 2007. évi LXXXVI. törvény, valamint a földgázellátásról szóló 2008. évi XL. törvény módosításáról[25]
- 2022. évi LXXI. törvény Az atomenergiáról szóló 1996. évi CXVI. törvény és egyes kapcsolódó törvények módosításáról[25]
- 2022. évi LXXII. törvény A Magyarország 2021. évi központi költségvetéséről szóló 2020. évi XC. törvény végrehajtásáról[26]
- 2022. évi LXXIII. törvény Egyes egészségügyi tárgyú törvények módosításáról[26]
- 2022. évi LXXIV. törvény Egyes foglalkoztatási tárgyú törvények módosításáról[26]
- 2022. évi LXXV. törvény Egyes törvények bürokráciacsökkentéssel és jogharmonizációval összefüggő módosításáról[26]
- 2022. évi LXXVI. törvény A hulladékgazdálkodással összefüggő egyes törvények módosításáról[26]
- 2022. évi LXXVII. törvény A Magyar Nemzeti Bankról szóló 2013. évi CXXXIX. törvény módosításáról[26]
- 2022. évi LXXVIII. törvény Az egyházakat érintő egyes törvények módosításáról[26]
- 2022. évi LXXVIX. törvény Az Állami Számvevőszék szervezetével és működésével, valamint a nemzetiségek jogaival összefüggő egyes törvények módosításáról[26]
- 2022. évi LXXX. törvény A Nemzeti Média- és Hírközlési Hatóság 2021. évi egységes költségvetésének végrehajtásáról[26]
- 2022. évi LXXXI. törvény A Nemzeti Média- és Hírközlési Hatóság 2023. évi egységes költségvetéséről[26]

### Kormányrendeletek

#### Január (1−29)
- 1/2022. (I. 3.) Korm. rendelet A hulladékgazdálkodási bírság mértékéről, valamint kiszabásának és megállapításának módjáról szóló 271/2001. (XII. 21.) Korm. rendelet módosításáról[27]
- 2/2022. (I. 7.) Korm. rendelet Egyes eljárási szabályok módosításáról[28]
- 3/2022. (I. 7.) Korm. rendelet Az elektronikus cigaretta, utántöltő flakon és dohányzást imitáló elektronikus eszköz kiskereskedelméhez kapcsolódó kompenzációs eljárás részletes szabályairól[28]
- 4/2022. (I. 7.) Korm. rendelet A játékosügynöki tevékenységről[28]
- 5/2022. (I. 12.) Korm. rendelet A veszélyhelyzetre tekintettel a gyermeket nevelő magánszemélyek adó-visszatérítésével kapcsolatos egyéb intézkedésekről[29]
- 6/2022. (I. 14.) Korm. rendelet Az árak megállapításáról szóló 1990. évi LXXXVII. törvény veszélyhelyzet ideje alatt történő eltérő alkalmazásáról[30]
- 7/2022. (I. 14.) Korm. rendelet A COVID-19 betegséggel összefüggő járványügyi megfigyelés esetén alkalmazandó egyes szabályokról szóló 409/2020. (VIII. 30.) Korm. rendelet módosításáról[30]
- 8/2022. (I. 14.) Korm. rendelet A települési önkormányzatok által biztosított egyes közszolgáltatásokat érintő 2022. évi béremelésekhez nyújtott támogatásról[30]
- 9/2022. (I. 14.) Korm. rendelet A polgármester illetménye és költségtérítése 2022. évi emelésének ellentételezése érdekében az 5000 lakos alatti települési önkormányzatok támogatásáról[30]
- 10/2022. (I. 14.) Korm. rendelet Az egyházi jogi személyek, a nemzetiségi önkormányzatok és a magán fenntartók által fenntartott köznevelési és szakképző intézményben foglalkoztatott, a nemzetiségi nevelési-oktatási feladatokat ellátó pedagógusok bérfejlesztéséhez nyújtott 2022. évi kiegészítő költségvetési támogatásról, valamint a bevett egyház és annak belső egyházi jogi személye által az állami iskolában szervezett hit- és erkölcstan-oktatáshoz kapcsolódóan a figyelembe vehető csoportlétszámok csökkentésével megvalósuló bérfejlesztésről[30]
- 11/2022. (I. 14.) Korm. rendelet Az egyházi és nem állami fenntartású szociális, gyermekjóléti és gyermekvédelmi szolgáltatók, intézmények és hálózatok állami támogatásáról szóló 489/2013. (XII. 18.) Korm. rendelet módosításáról[30]
- 12/2022. (I. 14.) Korm. rendelet A felnőttképzésről szóló törvény végrehajtásáról szóló 11/2020. (II. 7.) Korm. rendelet és a szakképzésről szóló törvény végrehajtásáról szóló 12/2020. (II. 7.) Korm. rendelet módosításáról[30]
- 13/2022. (I. 20.) Korm. rendelet A koronavírus elleni védettség igazolásával összefüggő egyes kormányrendeletek módosításáról[31]
- 14/2022. (I. 20.) Korm. rendelet A Széchenyi Pihenőkártya elfogadói szerződéskötésének egyedi szabályairól[31]
- 15/2022. (I. 20.) Korm. rendelet Az egyes gazdaságfejlesztési célú és munkahelyteremtő beruházásokkal összefüggő közigazgatási hatósági ügyek nemzetgazdasági szempontból kiemelt jelentőségű üggyé nyilvánításáról, valamint egyes nemzetgazdasági szempontból kiemelt jelentőségű üggyé nyilvánításról szóló kormányrendeletek módosításáról szóló 141/2018. (VII. 27.) Korm. rendelet módosításáról[31]
- 16/2022. (I. 20.) Korm. rendelet Egyes gazdaságfejlesztési célú és munkahelyteremtő beruházásokkal összefüggő közigazgatási hatósági ügyek nemzetgazdasági szempontból kiemelt jelentőségű üggyé nyilvánításáról szóló kormányrendeletek módosításáról[31]
- 17/2022. (I. 24.) Korm. rendelet A veszélyhelyzetre tekintettel a gyermeket nevelő magánszemélyek adóvisszatérítés előlegének követelésfoglalás alóli mentesítéséről[32]
- 18/2022. (I. 24.) Korm. rendelet A mezei őrszolgálat megalakítási, fenntartási és működési költségéhez a központi költségvetésből biztosított hozzájárulás eltérő mértékéről[32]
- 19/2022. (I. 24.) Korm. rendelet Az Európai Utasinformációs és Engedélyezési Rendszer (ETIAS) alkalmazásához kapcsolódó feladatok részletes szabályairól[32]
- 20/2022. (I. 24.) Korm. rendelet A Nemzeti Jogszabálytárról szóló 338/2011. (XII. 29.) Korm. rendelet módosításáról[32]
- 21/2022. (I. 25.) Korm. rendelet A központi beszerző szerv kijelöléséről, a védelmi és biztonsági feladatokkal összefüggő beszerzések körének meghatározásáról és a védelmi és biztonsági feladatokkal összefüggő beszerzések központosított rendszeréről szóló 329/2019. (XII. 20.) Korm. rendelet módosításáról[33]
- 22/2022. (I. 25.) Korm. rendelet Az egyes gazdaságfejlesztési célú és munkahelyteremtő beruházásokkal összefüggő közigazgatási hatósági ügyek nemzetgazdasági szempontból kiemelt jelentőségű üggyé nyilvánításáról, valamint egyes nemzetgazdasági szempontból kiemelt jelentőségű üggyé nyilvánításról szóló kormányrendeletek módosításáról szóló 141/2018. (VII. 27.) Korm. rendelet módosításáról[33]
- 23/2022. (I. 27.) Korm. rendelet Egyes agrártárgyú kormányrendeletek módosításáról[34]
- 24/2022. (I. 27.) Korm. rendelet Az állami tulajdonban levő ÉMI Nonprofit Kft. állami építési beruházásokkal kapcsolatos egyes műszaki szolgáltatási feladatok elvégzésére vonatkozó kijelöléséről szóló 51/2016. (III. 17.) Korm. rendelet módosításáról[34]
- 25/2022. (I. 27.) Korm. rendelet Az egyes gazdaságfejlesztési célú és munkahelyteremtő beruházásokkal összefüggő közigazgatási hatósági ügyek nemzetgazdasági szempontból kiemelt jelentőségű üggyé nyilvánításáról, valamint egyes nemzetgazdasági szempontból kiemelt jelentőségű üggyé nyilvánításról szóló kormányrendeletek módosításáról szóló 141/2018. (VII. 27.) Korm. rendelet módosításáról[34]
- 26/2022. (I. 28.) Korm. rendelet Egyes bányászati tárgyú és bányafelügyeleti hatáskört érintő kormányrendeletek módosításáról[35]
- 27/2022. (I. 31.) Korm. rendelet A Magyar Államnak a Pan-Inform Kutatás-fejlesztési és Innovációs Korlátolt Felelősségű Társaság feletti irányítás megszerzésével megvalósuló összefonódás közérdekből történő nemzetstratégiai jelentőségűnek minősítéséről[36]
- 28/2022. (I. 31.) Korm. rendelet Az állami tulajdonú egészséginformatikai gazdasági társasággal kapcsolatos egyes rendelkezéseknek a veszélyhelyzettel összefüggő eltérő szabályairól[37]
- 29/2022. (I. 31.) Korm. rendelet A központi egészséginformatikai szolgáltatásokról[37]

#### Február (30−69)
- 30/2022. (II. 1.) Korm. rendelet Az állami vagyonnal való gazdálkodásról szóló 254/2007. (X. 4.) Korm. rendelet és az egyes beruházásokkal összefüggő közigazgatási hatósági ügyek nemzetgazdasági szempontból kiemelt jelentőségű üggyé nyilvánításáról, valamint egyes nemzetgazdasági szempontból kiemelt jelentőségű beruházásokkal összefüggő kormányrendeletek módosításáról szóló 83/2021. (II. 23.) Korm. rendelet módosításáról[38]
- 31/2022. (II. 4.) Korm. rendelet A sportakadémiákról szóló 303/2019. (XII. 12.) Korm. rendelet módosításáról[39]
- 32/2022. (II. 4.) Korm. rendelet Az egyes beruházásokkal összefüggő közigazgatási hatósági ügyek nemzetgazdasági szempontból kiemelt jelentőségű üggyé nyilvánításáról, valamint egyes nemzetgazdasági szempontból kiemelt jelentőségű beruházásokkal összefüggő kormányrendeletek módosításáról szóló 83/2021. (II. 23.) Korm. rendelet módosításáról[39]
- 33/2022. (II. 4.) Korm. rendelet Az egészségügyi intézmények működési rendjének egyes veszélyhelyzeti szabályairól[39]
- 34/2022. (II. 8.) Korm. rendelet A gyógyászatisegédeszköz-ellátás egyes veszélyhelyzeti szabályairól[40]
- 35/2022. (II. 8.) Korm. rendelet A koronavírus elleni védettség igazolásával összefüggő egyes kormányrendeletek módosításáról szóló 13/2022. (I. 20.) Korm. rendelet hatálybalépéséről[40]
- 36/2022. (II. 11.) Korm. rendelet A köznevelési intézményeket érintő egyes veszélyhelyzeti szabályokról[41]
- 37/2022. (II. 11.) Korm. rendelet A veszélyhelyzet ideje alatt egyes építésügyi közigazgatási hatósági döntésekkel kapcsolatos eltérő szabályok megállapításáról[41]
- 38/2022. (II. 11.) Korm. rendelet Egyes lejárt okmányok érvényességének veszélyhelyzettel összefüggő meghosszabbításáról[41]
- 39/2022. (II. 13.) Korm. rendelet A veszélyhelyzettel összefüggő egyes szabályozási kérdésekről szóló 2021. évi CXXX. törvény veszélyhelyzet ideje alatt történő eltérő alkalmazásáról[42]
- 40/2022. (II. 15.) Korm. rendelet A hulladékgazdálkodási megfelelőségi véleményezési eljárásnak a veszélyhelyzet időszakában alkalmazandó egyes szabályairól[43]
- 41/2022. (II. 15.) Korm. rendelet Az egyes termékek kiegészítő oltalmára vonatkozó európai közösségi rendeletek végrehajtásához szükséges szabályokról szóló 26/2004. (II. 26.) Korm. rendelet jogharmonizációs célú módosításáról[43]
- 42/2022. (II. 15.) Korm. rendelet A Magyarország Kormánya és a Laoszi Népi Demokratikus Köztársaság Kormánya közötti pénzügyi együttműködési keretprogram kialakításáról szóló megállapodás jegyzékváltással történő módosításáról szóló megállapodás kihirdetéséről[43]
- 43/2022. (II. 16.) Korm. rendelet A Covid−19 megbetegedés ellen külföldön kapott védőoltásoknak az Elektronikus Egészségügyi Szolgáltatási Térbe történő bejelentéséről[44]
- 44/2022. (II. 16.) Korm. rendelet A Nemzeti Építőipari Felügyeleti és Adatszolgáltató Rendszerbe tartozó tevékenységekről, valamint az Építőipari Monitoring- és Adatszolgáltató Rendszerről szóló 707/2021. (XII. 15.) Korm. rendelet módosításáról[44]
- 45/2022. (II. 16.) Korm. rendelet Az egyes beruházásokkal összefüggő közigazgatási hatósági ügyek nemzetgazdasági szempontból kiemelt jelentőségű üggyé nyilvánításáról, valamint egyes nemzetgazdasági szempontból kiemelt jelentőségű beruházásokkal összefüggő kormányrendeletek módosításáról szóló 83/2021. (II. 23.) Korm. rendelet módosításáról[44]
- 46/2022. (II. 17.) Korm. rendelet A Magyarország Helyreállítási és Ellenállóképességi Terve végrehajtásának alapvető szabályairól és felelős intézményeiről szóló 413/2021. (VII. 13.) Korm. rendelet, valamint a Gazdaság-újraindítási Alap uniós fejlesztései fejezetbe tartozó fejezeti és központi kezelésű előirányzatok felhasználásának rendjéről szóló 481/2021. (VIII. 13.) Korm. rendelet módosításáról[45]
- 47/2022. (II. 17.) Korm. rendelet Az egyes gazdaságfejlesztési célú és munkahelyteremtő beruházásokkal összefüggő közigazgatási hatósági ügyek nemzetgazdasági szempontból kiemelt jelentőségű üggyé nyilvánításáról, valamint egyes nemzetgazdasági szempontból kiemelt jelentőségű üggyé nyilvánításról szóló kormányrendeletek módosításáról szóló 141/2018. (VII. 27.) Korm. rendelet módosításáról[45]
- 48/2022. (II. 17.) Korm. rendelet A Debrecenben megvalósuló ipari telephely kialakításával összefüggő közigazgatási hatósági ügyek nemzetgazdasági szempontból kiemelt jelentőségű üggyé nyilvánításáról és az eljáró hatóságok kijelöléséről szóló 75/2015. (III. 30.) Korm. rendelet módosításáról[45]
- 49/2022. (II. 18.) Korm. rendelet A fogyasztónak nyújtott hitelről szóló 2009. évi CLXII. törvény veszélyhelyzetben történő eltérő alkalmazásáról szóló 782/2021. (XII. 24.) Korm. rendelet módosításáról[46]
- 50/2022. (II. 22.) Korm. rendelet Az „ANTENNA HUNGÁRIA” Magyar Műsorszóró és Rádióhírközlési Zártkörűen Működő Részvénytársaság tevékenysége feletti befolyás megszerzésével megvalósuló társasági összefonódás közérdekből történő nemzetstratégiai jelentőségűnek minősítéséről[47]
- 51/2022. (II. 23.) Korm. rendelet Az idősügyi digitalizációs program megvalósításához szükséges adatkezeléssel kapcsolatos, veszélyhelyzet ideje alatt érvényes egyes szabályokról[48]
- 52/2022. (II. 23.) Korm. rendelet Az egyes veszélyes anyagok elektromos és elektronikus berendezésekben való alkalmazásának korlátozásáról szóló 374/2012. (XII. 18.) Korm. rendelet módosításáról[48]
- 53/2022. (II. 23.) Korm. rendelet A fizetésképtelenségi nyilvántartás létrehozásával kapcsolatos feladatokról szóló 75/2018. (IV. 20.) Korm. rendelet módosításáról[48]
- 54/2022. (II. 23.) Korm. rendelet A szakképzésről szóló törvény végrehajtásáról szóló 12/2020. (II. 7.) Korm. rendelet módosításáról[48]
- 55/2022. (II. 23.) Korm. rendelet Az egyes gazdaságfejlesztési célú és munkahelyteremtő beruházásokkal összefüggő közigazgatási hatósági ügyek nemzetgazdasági szempontból kiemelt jelentőségű üggyé nyilvánításáról, valamint egyes nemzetgazdasági szempontból kiemelt jelentőségű üggyé nyilvánításról szóló kormányrendeletek módosításáról szóló 141/2018. (VII. 27.) Korm. rendelet módosításáról[48]
- 56/2022. (II. 24.) Korm. rendelet A veszélyhelyzet megszűnésével összefüggő átmeneti szabályokról és a járványügyi készültségről szóló 2020. évi LVIII. törvény menekültügyi eljárás átmeneti szabályainak eltérő alkalmazásáról[49]
- 57/2022. (II. 28.) Korm. rendelet A hatósági üzemanyagárral kapcsolatos egyes intézkedésekről[50]
- 58/2022. (II. 28.) Korm. rendelet Az egészségügyi ellátások működésének egyes veszélyhelyzeti szabályairól[51]
- 59/2022. (II. 28.) Korm. rendelet Az egyes, a koronavírus járvány által különösen veszélyeztetett államokból történő beutazás szabályairól szóló 645/2021. (XI. 27.) Korm. rendelet hatályon kívül helyezéséről[51]
- 60/2022. (II. 28.) Korm. rendelet Magyarország Kínai Népköztársaság területén található külképviseleteinek külképviseleti névjegyzékébe való felvételre irányuló kérelmekkel kapcsolatos egyes rendelkezéseknek a veszélyhelyzettel összefüggő eltérő szabályairól[51]
- 61/2022. (II. 28.) Korm. rendelet A mikro-, kis- és középvállalkozások 2022. évi iparűzési adókedvezményével kapcsolatos önkormányzati támogatásról[51]
- 62/2022. (II. 28.) Korm. rendelet A Magyar Védelmi Exportügynökség Zártkörűen Működő Részvénytársaság feladatairól és a honvédelmi célra feleslegessé nyilvánított hadfelszerelések, haditechnikai eszközök és szakanyagok értékesítéséről[51]
- 63/2022. (II. 28.) Korm. rendelet Az egyajánlatos közbeszerzések számának csökkentését szolgáló intézkedésekről[51]
- 64/2022. (II. 28.) Korm. rendelet Az egészségügyi szolgáltatások Egészségbiztosítási Alapból történő finanszírozásának részletes szabályairól szóló 43/1999. (III. 3.) Korm. rendelet és az egyes egészségügyi dolgozók és egészségügyben dolgozók illetmény- vagy bérnövelésének, valamint az ahhoz kapcsolódó támogatás igénybevételének részletes szabályairól szóló 256/2013. (VII. 5.) Korm. rendelet módosításáról[51]
- 65/2022. (II. 28.) Korm. rendelet Az egészségügyi szolgáltatások Egészségbiztosítási Alapból történő finanszírozásának részletes szabályairól szóló 43/1999. (III. 3.) Korm. rendelet és a veszélyhelyzet ideje alatt a járvány elleni védekezést elősegítő egyes intézkedésekről szóló 89/2021. (II. 27.) Korm. rendelet módosításáról[51]
- 66/2022. (II. 28.) Korm. rendelet A közlekedési hatósági jogalkalmazással összefüggő egyes közlekedési tárgyú kormányrendeletek módosításáról[51]
- 67/2022. (II. 28.) Korm. rendelet Egyes kormányrendeleteknek a közúti infrastruktúra fejlesztésével összefüggő, valamint jogharmonizációs célú módosításáról[51]
- 68/2022. (II. 28.) Korm. rendelet Az egyes közlekedésfejlesztési projektekkel összefüggő közigazgatási hatósági ügyek nemzetgazdasági szempontból kiemelt jelentőségű üggyé nyilvánításáról és az eljáró hatóságok kijelöléséről szóló 345/2012. (XII. 6.) Korm. rendelet módosításáról[51]
- 69/2022. (II. 28.) Korm. rendelet A filmalkotások közvetett támogatásának céljából fenntartott letéti számlán gyűjthető összeg mértékéről szóló 439/2016. (XII. 16.) Korm. rendelet módosításáról[51]

#### Március (70−127)
- 70/2022. (III. 2.) Korm. rendelet A tömeges bevándorlás okozta válsághelyzet Magyarország egész területére történő elrendeléséről, valamint a válsághelyzet elrendelésével, fennállásával és megszüntetésével összefüggő szabályokról szóló 41/2016. (III. 9.) Korm. rendelet módosításáról[52]
- 71/2022. (III. 2.) Korm. rendelet Az élelmiszerláncról és hatósági felügyeletéről szóló 2008. évi XLVI. törvény veszélyhelyzet ideje alatt történő eltérő alkalmazásáról[52]
- 72/2022. (III. 2.) Korm. rendelet Az élelmiszermentésről[52]
- 73/2022. (III. 2.) Korm. rendelet Egyes gazdaságfejlesztési célú és munkahelyteremtő beruházásokkal összefüggő kormányrendeletek módosításáról[52]
- 74/2022. (III. 3.) Korm. rendelet A 2014−2020 programozási időszakra az Európai Területi Együttműködési Programokból rendelt források felhasználására vonatkozó uniós versenyjogi értelemben vett állami támogatási szabályokról szóló 44/2016. (III. 10.) Korm. rendelet módosításáról[53]
- 75/2022. (III. 3.) Korm. rendelet A 2021−2027 programozási időszakban az egyes európai uniós alapokból származó támogatások felhasználásának rendjéről szóló 256/2021. (V. 18.) Korm. rendelet módosításáról[53]
- 76/2022. (III. 3.) Korm. rendelet Egyes szabályozott szakmák folytatásának veszélyhelyzettel összefüggő eltérő szabályairól[53]
- 77/2022. (III. 4.) Korm. rendelet A koronavírus-világjárvány elleni egyes védelmi intézkedések megszüntetéséről[54]
- 78/2022. (III. 4.) Korm. rendelet A katasztrófavédelemről és a hozzá kapcsolódó egyes törvények módosításáról szóló 2011. évi CXXVIII. törvény egyes rendelkezéseinek eltérő alkalmazásáról szóló 307/2021. (VI. 5.) Korm. rendelet módosításáról[54]
- 79/2022. (III. 4.) Korm. rendelet Az Európai Unió vagy más nemzetközi szervezet felé vállalt kötelezettséggel összefüggő, a 20142020 programozási időszakban a Kormány által a nemzeti fejlesztési miniszter hatáskörébe utalt energiahatékonyság növelését célzó beruházások megvalósításáról szóló  435/2015. (XII. 28.) Korm. rendelet módosításáról[54]
- 80/2022. (III. 4.) Korm. rendelet A nyomozás és az előkészítő eljárás részletes szabályairól szóló 100/2018. (VI. 8.) Korm. rendelet módosításáról[54]
- 81/2022. (III. 4.) Korm. rendelet A dohánytermékek nyomonkövethetőségéről és biztonsági eleméről szóló 72/2018. (IV. 16.) Korm. rendelet és az egyes gazdaságfejlesztési célú és munkahelyteremtő beruházásokkal összefüggő közigazgatási hatósági ügyek nemzetgazdasági szempontból kiemelt jelentőségű üggyé nyilvánításáról, valamint egyes nemzetgazdasági szempontból kiemelt jelentőségű üggyé nyilvánításról szóló kormányrendeletek módosításáról szóló 141/2018. (VII. 27.) Korm. rendelet módosításáról[54]
- 82/2022. (III. 4.) Korm. rendelet A 2021−2027 programozási időszakban az egyes európai uniós alapokból származó támogatások felhasználásának rendjéről szóló 256/2021. (V. 18.) Korm. rendelet módosításáról[54]
- 83/2022. (III. 5.) Korm. rendelet A takarmány- és élelmiszer ellátásbiztonság szempontjából stratégiai jelentőségű mezőgazdasági termékek kivitelével kapcsolatos bejelentési eljárásról és kapcsolódó intézkedésekről[55]
- 84/2022. (III. 5.) Korm. rendelet A kisbenzinkutaknak a vidéki ellátásbiztonság garantálása érdekében történő támogatásáról[55]
- 85/2022. (III. 5.) Korm. rendelet A Nemzeti Humanitárius Koordinációs Tanácsról szóló 178/2013. (VI. 4.) Korm. rendelet módosításáról[55]
- 86/2022. (III. 7.) Korm. rendelet Az ideiglenes védelemre jogosultként elismert személyekkel kapcsolatos veszélyhelyzeti szabályokról, továbbá a közfoglalkoztatásról és a közfoglalkoztatáshoz kapcsolódó, valamint egyéb törvények módosításáról szóló 2011. évi CVI. törvény szabályainak eltérő alkalmazásáról[56]
- 87/2022. (III. 7.) Korm. rendelet A veszélyhelyzet ideje alatt a helyi adókról szóló 1990. évi C. törvény idegenforgalmi adóra vonatkozó szabályainak eltérő alkalmazásáról[56]
- 88/2022. (III. 7.) Korm. rendelet Az elektronikus hírközlésről szóló 2003. évi C. törvény veszélyhelyzet ideje alatt történő eltérő alkalmazásáról[56]
- 89/2022. (III. 7.) Korm. rendelet A látvány-csapatsport támogatását biztosító támogatási igazolás kiállításáról, felhasználásáról, a támogatás elszámolásának és ellenőrzésének, valamint visszafizetésének szabályairól szóló 107/2011. (VI. 30.) Korm. rendelet módosításáról[56]
- 90/2022. (III. 8.) Korm. rendelet Magyarország Kormánya és a Szlovén Köztársaság Kormánya között a magyar−szlovén határ két oldalán fekvő vegyes nemzetiségű területen való gazdasági és társadalmi fejlesztési együttműködésről szóló megállapodás kihirdetéséről[57]
- 91/2022. (III. 8.) Korm. rendelet Az egészségügyi szolgáltatások Egészségbiztosítási Alapból történő finanszírozásának részletes szabályairól szóló 43/1999. (III. 3.) Korm. rendelet és a várólista alapján nyújtható ellátások részletes szabályairól szóló 287/2006. (XII. 23.) Korm. rendelet módosításáról[57]
- 92/2022. (III. 8.) Korm. rendelet A Hess András Könyvesház elhelyezését célzó beruházással összefüggő közigazgatási hatósági ügyek nemzetgazdasági szempontból kiemelt jelentőségű üggyé nyilvánításáról[57]
- 93/2022. (III. 8.) Korm. rendelet Az egyes beruházásokkal összefüggő közigazgatási hatósági ügyek nemzetgazdasági szempontból kiemelt jelentőségű üggyé nyilvánításáról, valamint egyes nemzetgazdasági szempontból kiemelt jelentőségű beruházásokkal összefüggő kormányrendeletek módosításáról szóló 83/2021. (II. 23.) Korm. rendelet módosításáról[57]
- 94/2022. (III. 10.) Korm. rendelet A veszélyhelyzettel összefüggő egyes szabályozási kérdésekről szóló 2021. évi CXXX. törvény eltérő alkalmazásáról[58]
- 95/2022. (III. 10.) Korm. rendelet  A megyei, fővárosi védelmi bizottságok humanitárius feladatai ellátásáról[58]
- 96/2022. (III. 10.) Korm. rendelet Az Ukrajna területéről érkezett, ukrán állampolgársággal rendelkező személyek munkavállalásának támogatásáról[58]
- 97/2022. (III. 10.) Korm. rendelet Az ideiglenes védelemre jogosultként elismert személyekkel kapcsolatos veszélyhelyzeti szabályokról, továbbá a közfoglalkoztatásról és a közfoglalkoztatáshoz kapcsolódó, valamint egyéb törvények módosításáról szóló 2011. évi CVI. törvény szabályainak eltérő alkalmazásáról szóló 86/2022. (III. 7.) Korm. rendelet módosításáról[58]
- 98/2022. (III. 10.) Korm. rendelet A veszélyhelyzet során felmerülő egyes gazdálkodási szabályokról[58]
- 99/2022. (III. 10.) Korm. rendelet A nehéz tehergépkocsik közlekedésének korlátozásáról szóló 190/2008. (VII. 29.) Korm. rendelet módosításáról[58]
- 100/2022. (III. 10.) Korm. rendelet Az államháztartásról szóló törvény végrehajtásáról szóló 368/2011. (XII. 31.) Korm. rendelet módosításáról[58]
- 101/2022. (III. 10.) Korm. rendelet A 2014−2020 programozási időszakban az egyes európai uniós alapokból származó támogatások felhasználásának rendjéről szóló 272/2014. (XI. 5.) Korm. rendelet módosításáról[58]
- 102/2022. (III. 10.) Korm. rendelet A Liget Budapest projekt keretében megvalósuló egyes beruházásokkal összefüggő közigazgatási hatósági ügyek kiemelt jelentőségű üggyé nyilvánításáról és az eljáró hatóságok kijelöléséről szóló 546/2013. (XII. 30.) Korm. rendelet és az anyakönyvvezető és az anyakönyvi szervek eljárásáról és kijelöléséről, valamint az anyakönyvezéshez szükséges képesítési feltételekről szóló 174/2017. (VI. 30.) Korm. rendelet módosításáról[58]
- 103/2022. (III. 10.) Korm. rendelet Időközi választások és helyi népszavazások megrendezhetőségéről[58]
- 104/2022. (III. 12.) Korm. rendelet A veszélyhelyzet ideje alatt a szomszédos országban fennálló humanitárius katasztrófára tekintettel érkező személyek elhelyezésének támogatásáról és az azzal kapcsolatos egyéb intézkedésekről[59]
- 105/2022. (III. 12.) Korm. rendelet Az ideiglenes védelemre jogosultként elismert személyek ellátásával összefüggő egyes beszerzések sajátos szabályairól[59]
- 106/2022. (III. 12.) Korm. rendelet A veszélyhelyzet ideje alatt szomszédos országban fennálló humanitárius katasztrófára tekintettel, az ideiglenes védelemre jogosultként elismert személyek foglalkoztatásával és juttatásaival kapcsolatos egyes szabályokról, valamint a menedékjogról szóló 2007. évi LXXX. törvény végrehajtásáról szóló 301/2007. (XI. 9.) Korm. rendelet módosításáról[59]
- 107/2022. (III. 12.) Korm. rendelet A harmadik országbeli állampolgárok részére kiállított, magyarországi beutazás céljából elismert okmányok meghatározásáról szóló 328/2007. (XII. 11.) Korm. rendelet módosításáról[59]
- 108/2022. (III. 12.) Korm. rendelet A takarmány- és élelmiszer ellátásbiztonság szempontjából stratégiai jelentőségű mezőgazdasági termékek kivitelével kapcsolatos bejelentési eljárásról és kapcsolódó intézkedésekről szóló 83/2022. (III. 5.) Korm. rendelet módosításáról[59]
- 109/2022. (III. 12.) Korm. rendelet Az Ukrajna területéről érkezett, ukrán állampolgársággal rendelkező személyek munka-vállalásának támogatásáról szóló 96/2022. (III. 10.) Korm. rendelet módosításáról[59]
- 110/2022. (III. 21.) Korm. rendelet A fejlesztési adókedvezményről szóló 165/2014. (VII. 17.) Korm. rendelet módosításáról[60]
- 111/2022. (III. 21.) Korm. rendelet Az Európai Támogatásokat Auditáló Főigazgatóságról szóló 210/2010. (VI. 30.) Korm. rendelet és az államháztartás számviteléről szóló 4/2013. (I. 11.) Korm. rendelet módosításáról[60]
- 112/2022. (III. 21.) Korm. rendelet Az egyes gazdaságfejlesztési célú és munkahelyteremtő beruházásokkal összefüggő közigazgatási hatósági ügyek nemzetgazdasági szempontból kiemelt jelentőségű üggyé nyilvánításáról, valamint egyes nemzetgazdasági szempontból kiemelt jelentőségű üggyé nyilvánításról szóló kormányrendeletek módosításáról szóló 141/2018. (VII. 27.) Korm. rendelet módosításáról[60]
- 113/2022. (III. 22.) Korm. rendelet A gyógyászati segédeszközök társadalombiztosítási támogatásával kapcsolatos egyes veszélyhelyzeti szabályokról[61]
- 114/2022. (III. 22.) Korm. rendelet A gyógyászati segédeszközök társadalombiztosítási támogatásba való befogadásának, valamint a támogatás megváltoztatásának szabályairól szóló 451/2017. (XII. 27.) Korm. rendelet módosításáról[61]
- 115/2022. (III. 22.) Korm. rendelet Az ideiglenes védelemre jogosultként elismert tanulók érettségi vizsgára bocsátásának rendkívüli szabályairól[61]
- 116/2022. (III. 22.) Korm. rendelet Az ideiglenes védelemre jogosultként elismert személyekkel kapcsolatos veszélyhelyzeti szabályokról, továbbá a közfoglalkoztatásról és a közfoglalkoztatáshoz kapcsolódó, valamint egyéb törvények módosításáról szóló 2011. évi CVI. törvény szabályainak eltérő alkalmazásáról szóló 86/2022. (III. 7.) Korm. rendelet módosításáról[61]
- 117/2022. (III. 22.) Korm. rendelet A köznevelési és szakképző intézményben ideiglenes védelemre jogosult, tanköteles tanulók fejlesztésének, nevelésének-oktatásának megvalósítása érdekében szükséges finanszírozásról[61]
- 118/2022. (III. 22.) Korm. rendelet A támogatott tevékenység időtartamának meghosszabbításával összefüggő veszélyhelyzeti szabályokról[61]
- 119/2022. (III. 23.) Korm. rendelet A fővárosi és megyei kormányhivatalok működésével, valamint az építésüggyel összefüggő egyes kormányrendeletek módosításáról[62]
- 120/2022. (III. 28.) Korm. rendelet A koronavírus elleni védettség igazolásáról szóló 60/2021. (II. 12.) Korm. rendelet módosításáról[63]
- 121/2022. (III. 28.) Korm. rendelet Az Ukrajnából menekült egészségügyi dolgozók magyarországi foglalkoztatásának veszélyhelyzeti szabályairól[63]
- 122/2022. (III. 28.) Korm. rendelet Tulajdonszerzési korlátozás alóli felmentésről[63]
- 123/2022. (III. 28.) Korm. rendelet Az adósságot keletkeztető ügyletekhez történő hozzájárulás részletes szabályairól szóló 353/2011. (XII. 30.) Korm. rendelet módosításáról[63]
- 124/2022. (III. 28.) Korm. rendelet Az állami projektértékelői jogviszonyról, valamint egyes kapcsolódó törvények módosításáról szóló 2016. évi XXXIII. törvény végrehajtásáról szóló 110/2016. (V. 25.) Korm. rendelet, továbbá a Magyarország Helyreállítási és Ellenállóképességi Terve végrehajtásának alapvető szabályairól és felelős intézményeiről szóló 413/2021. (VII. 13.) Korm. rendelet módosításáról[63]
- 125/2022. (III. 28.) Korm. rendelet Az egyes gazdaságfejlesztési célú és munkahelyteremtő beruházásokkal összefüggő közigazgatási hatósági ügyek nemzetgazdasági szempontból kiemelt jelentőségű üggyé nyilvánításáról, valamint egyes nemzetgazdasági szempontból kiemelt jelentőségű üggyé nyilvánításról szóló kormányrendeletek módosításáról szóló 141/2018. (VII. 27.) Korm. rendelet módosításáról[63]
- 126/2022. (III. 28.) Korm. rendelet Az Európai Unió brexit miatti kiigazításokra képzett Brexit Alkalmazkodási Tartalékból a magyar vállalkozások részére nyújtott támogatások igénylésének és a források felhasználásának részletes szabályairól szóló 733/2021. (XII. 20.) Korm. rendelet módosításáról[63]
- 127/2022. (III. 30.) Korm. rendelet Az iskolaszövetkezetek, a közérdekű nyugdíjas szövetkezetek és a kisgyermekkel otthon lévők szövetkezetei számára fizetendő minimális szolgáltatási díjról[64]

#### Április (128−178)
- 128/2022. (IV. 4.) Korm. rendelet A társadalombiztosítási nyugellátásról szóló 1997. évi LXXXI. törvény végrehajtásáról szóló 168/1997. (X. 6.) Korm. rendelet módosításáról[65]
- 129/2022. (IV. 5.) Korm. rendelet A felsőoktatási felvételi eljárásról szóló 423/2012. (XII. 29.) Korm. rendelet módosításáról[66]
- 130/2022. (IV. 5.) Korm. rendelet Az állami sport célú támogatások felhasználásáról és elosztásáról szóló 474/2016. (XII. 27.) Korm. rendelet módosításáról[66]
- 131/2022. (IV. 5.) Korm. rendelet Az egyes beruházásokkal összefüggő közigazgatási hatósági ügyek nemzetgazdasági szempontból kiemelt jelentőségű üggyé nyilvánításáról, valamint egyes nemzetgazdasági szempontból kiemelt jelentőségű beruházásokkal összefüggő kormányrendeletek módosításáról szóló 83/2021. (II. 23.) Korm. rendelet módosításáról[66]
- 132/2022. (IV. 5.) Korm. rendelet Az egyes víziközmű-beruházásokkal összefüggő közigazgatási hatósági ügyek nemzetgazdasági szempontból kiemelt jelentőségű üggyé nyilvánításáról szóló 323/2020. (VII. 1.) Korm. rendelet és az egyes beruházásokkal összefüggő közigazgatási hatósági ügyek nemzetgazdasági szempontból kiemelt jelentőségű üggyé nyilvánításáról, valamint egyes nemzetgazdasági szempontból kiemelt jelentőségű beruházásokkal összefüggő kormányrendeletek módosításáról szóló 83/2021. (II. 23.) Korm. rendelet módosításáról[66]
- 133/2022. (IV. 7.) Korm. rendelet A közúti infrastruktúra közlekedésbiztonsági kezeléséről[67]
- 134/2022. (IV. 7.) Korm. rendelet A vasút-villamos üzemeltetéséhez kapcsolódó egyes személyszállítási szolgáltatási tárgyú kormányrendeletek módosításáról[67]
- 135/2022. (IV. 7.) Korm. rendelet Egyes kormányrendeleteknek az in vitro diagnosztikai orvostechnikai eszközökkel kapcsolatos jogharmonizációs célú módosításáról[67]
- 136/2022. (IV. 7.) Korm. rendelet A védett állatfajok védelmére, tartására, hasznosítására és bemutatására vonatkozó részletes szabályokról szóló 348/2006. (XII. 23.) Korm. rendelet módosításáról[67]
- 137/2022. (IV. 7.) Korm. rendelet A Nemzeti Földalapba tartozó földrészletek hasznosításának részletes szabályairól szóló 262/2010. (XI. 17.) Korm. rendelet módosításáról[67]
- 138/2022. (IV. 7.) Korm. rendelet A katasztrófavédelemről és a hozzá kapcsolódó egyes törvények módosításáról szóló 2011. évi CXXVIII. törvény végrehajtásáról szóló 234/2011. (XI. 10.) Korm. rendelet és a NATO Válságreagálási Rendszerével összhangban álló Nemzeti Intézkedési Rendszer rendeltetéséről, feladatairól, eljárási rendjéről, a közreműködők kötelezettségeiről szóló 278/2011. (XII. 20.) Korm. rendelet módosításáról[67]
- 139/2022. (IV. 7.) Korm. rendelet Az E.ON Áramszolgáltató Korlátolt Felelősségű Társaság 100%-os üzletrészének az MVM Energetika Zártkörűen Működő Részvénytársaság általi megvásárlása nemzetstratégiai jelentőségűnek minősítéséről[67]
- 140/2022. (IV. 7.) Korm. rendelet Az egyes gazdaságfejlesztési célú és munkahelyteremtő beruházásokkal összefüggő közigazgatási hatósági ügyek nemzetgazdasági szempontból kiemelt jelentőségű üggyé nyilvánításáról, valamint egyes nemzetgazdasági szempontból kiemelt jelentőségű üggyé nyilvánításról szóló kormányrendeletek módosításáról szóló 141/2018. (VII. 27.) Korm. rendelet módosításáról[67]
- 141/2022. (IV. 7.) Korm. rendelet Az egyes gazdaságfejlesztési célú és munkahelyteremtő beruházásokkal összefüggő közigazgatási hatósági ügyek nemzetgazdasági szempontból kiemelt jelentőségű üggyé nyilvánításáról, valamint egyes nemzetgazdasági szempontból kiemelt jelentőségű üggyé nyilvánításról szóló kormányrendeletek módosításáról szóló 141/2018. (VII. 27.) Korm. rendelet módosításáról[67]
- 142/2022. (IV. 7.) Korm. rendelet Az egyes gazdaságfejlesztési célú és munkahelyteremtő beruházásokkal összefüggő közigazgatási hatósági ügyek nemzetgazdasági szempontból kiemelt jelentőségű üggyé nyilvánításáról, valamint egyes nemzetgazdasági szempontból kiemelt jelentőségű üggyé nyilvánításról szóló kormányrendeletek módosításáról szóló 141/2018. (VII. 27.) Korm. rendelet módosításáról[67]
- 143/2022. (IV. 7.) Korm. rendelet Az egyes beruházásokkal összefüggő közigazgatási hatósági ügyek nemzetgazdasági szempontból kiemelt jelentőségű üggyé nyilvánításáról, valamint egyes nemzetgazdasági szempontból kiemelt jelentőségű beruházásokkal összefüggő kormányrendeletek módosításáról szóló 83/2021. (II. 23.) Korm. rendelet módosításáról[67]
- 144/2022. (IV. 7.) Korm. rendelet Az egyes közérdeken alapuló kényszerítő indok alapján eljáró szakhatóságok kijelöléséről szóló 531/2017. (XII. 29.) Korm. rendelet és az egyes beruházásokkal összefüggő közigazgatási hatósági ügyek nemzetgazdasági szempontból kiemelt jelentőségű üggyé nyilvánításáról, valamint egyes nemzetgazdasági szempontból kiemelt jelentőségű beruházásokkal összefüggő kormányrendeletek módosításáról szóló 83/2021. (II. 23.) Korm. rendelet módosításáról[67]
- 145/2022. (IV. 7.) Korm. rendelet Az egyes beruházásokkal összefüggő közigazgatási hatósági ügyek nemzetgazdasági szempontból kiemelt jelentőségű üggyé nyilvánításáról, valamint egyes nemzetgazdasági szempontból kiemelt jelentőségű beruházásokkal összefüggő kormányrendeletek módosításáról szóló 83/2021. (II. 23.) Korm. rendelet módosításáról[67]
- 146/2022. (IV. 14.) Korm. rendelet A villamos energiáról szóló 2007. évi LXXXVI. törvény egyes rendelkezéseinek végrehajtásáról szóló 273/2007. (X. 19.) Korm. rendelet módosításáról[68]
- 147/2022. (IV. 14.) Korm. rendelet A veszélyhelyzetre tekintettel az Ukrajna területéről kísérővel érkezett gyermekek gyermekfelügyelettel történő ellátásáról[68]
- 148/2022. (IV. 14.) Korm. rendelet A veszélyhelyzet ideje alatt a szomszédos országban fennálló humanitárius katasztrófára tekintettel érkező személyek elhelyezésének támogatásáról és az azzal kapcsolatos egyéb intézkedésekről szóló 104/2022. (III. 12.) Korm. rendelet módosításáról[68]
- 149/2022. (IV. 14.) Korm. rendelet A veszélyhelyzet ideje alatt szomszédos országban fennálló humanitárius katasztrófára tekintettel, az ideiglenes védelemre jogosultként elismert személyek foglalkoztatásával és juttatásaival kapcsolatos egyes szabályokról, valamint a menedékjogról szóló 2007. évi LXXX. törvény végrehajtásáról szóló 301/2007. (XI. 9.) Korm. rendelet módosításáról szóló 106/2022. (III. 12.) Korm. rendelet módosításáról[65]
- 150/2022. (IV. 14.) Korm. rendelet Az állam által fizetett költségtérítéssel kapcsolatban egyes kormányrendeletek módosításáról[68]
- 151/2022. (IV. 14.) Korm. rendelet A hitelintézetekről és a pénzügyi vállalkozásokról szóló 2013. évi CCXXXVII. törvény, valamint egyes kapcsolódó törvényi rendelkezések eltérő alkalmazásáról[65]
- 152/2022. (IV. 14.) Korm. rendelet Az egyes gazdaságfejlesztési célú és munkahelyteremtő beruházásokkal összefüggő közigazgatási hatósági ügyek nemzetgazdasági szempontból kiemelt jelentőségű üggyé nyilvánításáról, valamint egyes nemzetgazdasági szempontból kiemelt jelentőségű üggyé nyilvánításról szóló kormányrendeletek módosításáról szóló 141/2018. (VII. 27.) Korm. rendelet módosításáról[68]
- 153/2022. (IV. 14.) Korm. rendelet Az egyes gazdaságfejlesztési célú és munkahelyteremtő beruházásokkal összefüggő közigazgatási hatósági ügyek nemzetgazdasági szempontból kiemelt jelentőségű üggyé nyilvánításáról, valamint egyes nemzetgazdasági szempontból kiemelt jelentőségű üggyé nyilvánításról szóló kormányrendeletek módosításáról szóló 141/2018. (VII. 27.) Korm. rendelet módosításáról[68]
- 154/2022. (IV. 14.) Korm. rendelet A védett személyek és a kijelölt létesítmények védelméről szóló 160/1996. (XI. 5.) Korm. rendelet módosításáról[68]
- 155/2022. (IV. 14.) Korm. rendelet Az in vitro fertilizációs eljárások egyes veszélyhelyzeti szabályairól[68]
- 156/2022. (IV. 19.) Korm. rendelet Egyes fejlesztéspolitikai tárgyú kormányrendeletek módosításáról[69]
- 157/2022. (IV. 19.) Korm. rendelet A területfejlesztéssel és a területrendezéssel kapcsolatos információs rendszerről és a kötelező adatközlés szabályairól szóló 31/2007. (II. 28.) Korm. rendelet módosításáról[69]
- 158/2022. (IV. 19.) Korm. rendelet Az egyes gazdaságfejlesztési célú és munkahelyteremtő beruházásokkal összefüggő közigazgatási hatósági ügyek nemzetgazdasági szempontból kiemelt jelentőségű üggyé nyilvánításáról, valamint egyes nemzetgazdasági szempontból kiemelt jelentőségű üggyé nyilvánításról szóló kormányrendeletek módosításáról szóló 141/2018. (VII. 27.) Korm. rendelet módosításáról[69]
- 159/2022. (IV. 19.) Korm. rendelet Az egyes beruházásokkal összefüggő közigazgatási hatósági ügyek nemzetgazdasági szempontból kiemelt jelentőségű üggyé nyilvánításáról, valamint egyes nemzetgazdasági szempontból kiemelt jelentőségű beruházásokkal összefüggő kormányrendeletek módosításáról szóló 83/2021. (II. 23.) Korm. rendelet módosításáról[69]
- 160/2022. (IV. 21.) Korm. rendelet A Magyarország Kormánya és a Kenyai Köztársaság Kormánya közötti pénzügyi együttműködési keretprogram kialakításáról szóló megállapodás jegyzékváltással történő módosításáról szóló Megállapodás kihirdetéséről[70]
- 161/2022. (IV. 28.) Korm. rendelet A nyugellátások és egyes más ellátások 2022. július havi kiegészítő emeléséről[71]
- 162/2022. (IV. 28.) Korm. rendelet Az árszabályozással kapcsolatos egyes kormányrendeletek módosításáról[71]
- 163/2022. (IV. 28.) Korm. rendelet A takarmány- és élelmiszer ellátásbiztonság szempontjából stratégiai jelentőségű mezőgazdasági termékek kivitelével kapcsolatos bejelentési eljárásról és kapcsolódó intézkedésekről szóló 83/2022. (III. 5.) Korm. rendelet módosításáról[71]
- 164/2022. (IV. 28.) Korm. rendelet A koronavírus elleni védettség igazolásáról szóló kormányrendeletek módosításáról[71]
- 165/2022. (IV. 28.) Korm. rendelet Az érettségi vizsga vizsgaszabályzatának kiadásáról szóló 100/1997. (VI. 13.) Korm. rendelet módosításáról[71]
- 166/2022. (IV. 28.) Korm. rendelet A rozsdaövezeti akcióterületek kijelöléséről és egyes akcióterületeken megvalósuló beruházásokra irányadó sajátos követelményekről szóló 619/2021. (XI. 8.) Korm. rendelet módosításáról[71]
- 167/2022. (IV. 28.) Korm. rendelet Az egyes gazdaságfejlesztési célú és munkahelyteremtő beruházásokkal összefüggő közigazgatási hatósági ügyek nemzetgazdasági szempontból kiemelt jelentőségű üggyé nyilvánításáról, valamint egyes nemzetgazdasági szempontból kiemelt jelentőségű üggyé nyilvánításról szóló kormányrendeletek módosításáról szóló 141/2018. (VII. 27.) Korm. rendelet módosításáról[71]
- 168/2022. (IV. 28.) Korm. rendelet Az egyes gazdaságfejlesztési célú és munkahelyteremtő beruházásokkal összefüggő közigazgatási hatósági ügyek nemzetgazdasági szempontból kiemelt jelentőségű üggyé nyilvánításáról, valamint egyes nemzetgazdasági szempontból kiemelt jelentőségű üggyé nyilvánításról szóló kormányrendeletek módosításáról szóló 141/2018. (VII. 27.) Korm. rendelet módosításáról[71]
- 169/2022. (IV. 28.) Korm. rendelet A Dunamelléki Református Egyházkerület Székház és Konferencia Központ épületének felújításával, átalakításával és a hozzá kapcsolódó Ráday Felsőoktatási Diákotthon újjáépítésével összefüggő közigazgatási hatósági ügyek nemzetgazdasági szempontból kiemelt jelentőségű üggyé nyilvánításáról és a beruházás kiemelten közérdekűvé nyilvánításáról szóló 78/2020. (III. 31.) Korm. rendelet módosításáról[71]
- 170/2022. (IV. 28.) Korm. rendelet A veszélyhelyzet ideje alatt szomszédos országban fennálló humanitárius katasztrófára tekintettel kiadott egyes veszélyhelyzeti rendeletek módosításáról[71]
- 171/2022. (IV. 29.) Korm. rendelet Az ukrajnai válsággal összefüggő egyes, az egészségügyi ellátást érintő adatkezelési kérdésekről[72]
- 172/2022. (IV. 29.) Korm. rendelet Az ukrán állampolgársággal rendelkező személyek foglalkoztatásának támogatásáról[72]
- 173/2022. (IV. 29.) Korm. rendelet Az ukrán állampolgársággal rendelkező személyek egyes költségvetési szerveknél való foglalkoztatásának támogatásáról[72]
- 174/2022. (IV. 29.) Korm. rendelet A veszélyhelyzet ideje alatt a szomszédos országban fennálló humanitárius katasztrófára tekintettel érkező személyek elhelyezésének támogatásáról és az azzal kapcsolatos egyéb intézkedésekről szóló 104/2022. (III. 12.) Korm. rendelet módosításáról[72]
- 175/2022. (IV. 29.) Korm. rendelet Az ideiglenes védelemre jogosultként elismert személyekkel kapcsolatos veszélyhelyzeti szabályokról, továbbá a közfoglalkoztatásról és a közfoglalkoztatáshoz kapcsolódó, valamint egyéb törvények módosításáról szóló 2011. évi CVI. törvény szabályainak eltérő alkalmazásáról szóló 86/2022. (III. 7.) Korm. rendelet módosításáról[72]
- 176/2022. (IV. 29.) Korm. rendelet A légiközlekedésről szóló 1995. évi XCVII. törvény végrehajtásáról szóló 141/1995. (XI. 30.) Korm. rendelet és a magyar légtér igénybevételéről szóló 4/1998. (I. 16.) Korm. rendelet módosításáról[72]
- 177/2022. (IV. 29.) Korm. rendelet Az egyes gazdaságfejlesztési célú és munkahelyteremtő beruházásokkal összefüggő közigazgatási hatósági ügyek nemzetgazdasági szempontból kiemelt jelentőségű üggyé nyilvánításáról, valamint egyes nemzetgazdasági szempontból kiemelt jelentőségű üggyé nyilvánításról szóló kormányrendeletek módosításáról szóló 141/2018. (VII. 27.) Korm. rendelet módosításáról[72]
- 178/2022. (IV. 29.) Korm. rendelet Az országos főállatorvosnak élelmiszer- vagy takarmány-összetevő helyettesítésével kapcsolatos feladatairól[72]

#### Május (179−196)
- 179/2022. (V. 4.) Korm. rendelet Egyes kormányrendeleteknek a terrorizmust elhárító szerv feladatkörét érintő módosításáról[73]
- 180/2022. (V. 24.) Korm. rendelet Az Ukrajna területén fennálló fegyveres konfliktusra, illetve humanitárius katasztrófára tekintettel, valamint ezek magyarországi következményeinek az elhárítása érdekében veszélyhelyzet kihirdetéséről és egyes veszélyhelyzeti szabályokról[74]
- 181/2022. (V. 24.) Korm. rendelet A veszélyhelyzet kihirdetéséről és a veszélyhelyzeti intézkedések hatálybalépéséről szóló 27/2021. (I. 29.) Korm. rendelettel kihirdetett veszélyhelyzet megszüntetéséről[74]
- 182/2022. (V. 24.) Korm. rendelet A Kormány tagjainak feladat- és hatásköréről[6]
- 183/2022. (V. 24.) Korm. rendelet A Kormány tagjai feladat- és hatásköreinek megállapításával összefüggésben egyes kormányrendeletek módosításáról[6]
- 184/2022. (V. 25.) Korm. rendelet Egyes villamos energia tárgyú rendeletek módosításáról[75]
- 185/2022. (V. 26.) Korm. rendelet A politikai szolgálati jogviszonyt és a kormányzati szolgálati jogviszonyt érintő egyes veszélyhelyzeti szabályokról[7]
- 186/2022. (V. 26.) Korm. rendelet A veszélyhelyzettel összefüggő egyes szabályozási kérdésekről szóló 2021. évi CXXX. törvény eltérő alkalmazásáról szóló 94/2022. (III. 10.) Korm. rendelet módosításáról[7]
- 187/2022. (V. 26.) Korm. rendelet Az államot megillető tulajdonosi jogok és kötelezettségek gyakorlásának veszélyhelyzettel összefüggő eltérő szabályairól[7]
- 188/2022. (V. 26.) Korm. rendelet A koronavírus elleni védettségi igazolvánnyal kapcsolatos részletszabályokról[7]
- 189/2022. (V. 26.) Korm. rendelet Az uniós digitális Covid-igazolvány kiállításának, az Európai Unióban, illetve a Magyarországon engedélyezett és a lakosság oltására felhasznált COVID19 oltóanyaggal külföldön történt oltás bejelentésének részletes szabályairól[7]
- 190/2022. (V. 26.) Korm. rendelet Egyes, a koronavírus-világjárvány következményeinek elhárítása céljából kihirdetett veszélyhelyzet során kiadott kormányrendeletek hatálybalépéséről és veszélyhelyzeti intézkedésekről[7]
- 191/2022. (V. 26.) Korm. rendelet A gazdaság újraindítása érdekében fizetendő kiegészítő bányajáradékról szóló 404/2021. (VII. 8.) Korm. rendelet, valamint a bányászatról szóló 1993. évi XLVIII. törvény eltérő alkalmazásáról szóló 405/2021. (VII. 8.) Korm. rendelet módosításáról[7]
- 192/2022. (V. 26.) Korm. rendelet Az egyes gazdaságfejlesztési célú és munkahelyteremtő beruházásokkal összefüggő közigazgatási hatósági ügyek nemzetgazdasági szempontból kiemelt jelentőségű üggyé nyilvánításáról, valamint egyes nemzetgazdasági szempontból kiemelt jelentőségű üggyé nyilvánításról szóló kormányrendeletek módosításáról szóló 141/2018. (VII. 27.) Korm. rendelet módosításáról[7]
- 193/2022. (V. 27.) Korm. rendelet Egyes atomenergetikai tárgyú kormányrendeletek hatályon kívül helyezéséről[76]
- 194/2022. (V. 27.) Korm. rendelet A kifogástalan életvitel ellenőrzés és a megbízhatósági vizsgálat szabályairól, valamint a rendőrség belső bűnmegelőzési és bűnfelderítési feladatokat ellátó szerve kijelöléséről, valamint feladatai ellátásának, a kifogástalan életvitel ellenőrzés és a megbízhatósági vizsgálat részletes szabályainak megállapításáról szóló 293/2010. (XII. 22.) Korm. rendelet módosításáról[76]
- 195/2022. (V. 27.) Korm. rendelet A veszélyhelyzet megszűnésével összefüggő egyes szabályozási kérdésekről[76]
- 196/2022. (V. 27.) Korm. rendelet A Magyarország 2022. évi központi költségvetésének a veszélyhelyzettel összefüggő eltérő szabályairól szóló 814/2021. (XII. 28.) Korm. rendelet módosításáról[76]

#### Június  (197−241)
- 197/2022. (VI. 4.) Korm. rendelet Az extraprofit adókról[77]
- 198/2022. (VI. 4.) Korm. rendelet A veszélyhelyzet során teendő intézkedések keretében gazdálkodó szervezet működésének a magyar állam felügyelete alá vonásáról[77]
- 199/2022. (VI. 7.) Korm. rendelet A veszélyhelyzet ideje alatt szomszédos országban fennálló humanitárius katasztrófára tekintettel, az ideiglenes védelemre jogosultként elismert személyek foglalkoztatásával és juttatásaival kapcsolatos egyes szabályokról, valamint a menedékjogról szóló 2007. évi LXXX. törvény végrehajtásáról szóló 301/2007. (XI. 9.) Korm. rendelet módosításáról szóló 106/2022. (III. 12.) Korm. rendelet módosításáról[78]
- 200/2022. (VI. 7.) Korm. rendelet A nemzetközi szervezeteknél nemzeti szakértőként történő foglalkoztatásról[78]
- 201/2022. (VI. 7.) Korm. rendelet a Ráckevei-Soroksári Duna-ág revitalizációja projekt megvalósításával összefüggő közigazgatási hatósági ügyek nemzetgazdasági szempontból kiemelt jelentőségű üggyé nyilvánításáról és az eljáró hatóságok kijelöléséről[78]
- 202/2022. (VI. 7.) Korm. rendelet az egyes gazdaságfejlesztési célú és munkahelyteremtő beruházásokkal összefüggő közigazgatási hatósági ügyek nemzetgazdasági szempontból kiemelt jelentőségű üggyé nyilvánításáról, valamint egyes nemzetgazdasági szempontból kiemelt jelentőségű üggyé nyilvánításról szóló kormányrendeletek módosításáról szóló 141/2018. (VII. 27.) Korm. rendelet módosításáról[78]
- 203/2022. (VI. 8.) Korm. rendelet a 2022. május 25. napjával kihirdetett veszélyhelyzettel összefüggő rendkívüli intézkedések hatályának meghosszabbításáról[8]
- 204/2022. (VI. 11.) Korm. rendelet A biztonsági kőolajtermék készletek veszélyhelyzeti felhasználásáról[79]
- 205/2022. (VI. 14.) Korm. rendelet A veszélyhelyzet ideje alatt a szomszédos országban fennálló humanitárius katasztrófára tekintettel érkező személyek elhelyezésének támogatásáról és az azzal kapcsolatos egyéb intézkedésekről szóló 104/2022. (III. 12.) Korm. rendelet módosításáról[80]
- 206/2022. (VI. 14.) Korm. rendelet A politikai szolgálati jogviszonyt és a kormányzati szolgálati jogviszonyt érintő egyes veszélyhelyzeti szabályokról szóló 185/2022. (V. 26.) Korm. rendelet módosításáról[80]
- 207/2022. (VI. 14.) Korm. rendelet A rendvédelmi feladatokat ellátó szervek hivatásos állományának szolgálati jogviszonyáról szóló 2015. évi XLII. törvény hatálya alá tartozó árvák kiegészítő támogatásával és a kiegészítő hozzátartozói támogatás megállapításához kapcsolódó kiegészítő eljárási rendelkezésekről[80]
- 208/2022. (VI. 14.) Korm. rendelet A szülői felelősséget érintő nemzetközi ügyekben közreműködő központi hatóságok feladatainak ellátásáról[80]
- 209/2022. (VI. 14.) Korm. rendelet Egyes atomenergetikai tárgyú és kapcsolódó kormányrendeletek módosításáról[80]
- 210/2022. (VI. 14.) Korm. rendelet A sajtótermékek terjesztésének veszélyhelyzeti szabályairól[80]
- 211/2022. (VI. 14.) Korm. rendelet Az egyes gazdaságfejlesztési célú és munkahelyteremtő beruházásokkal összefüggő közigazgatási hatósági ügyek nemzetgazdasági szempontból kiemelt jelentőségű üggyé nyilvánításáról, valamint egyes nemzetgazdasági szempontból kiemelt jelentőségű üggyé nyilvánításról szóló kormányrendeletek módosításáról szóló 141/2018. (VII. 27.) Korm. rendelet módosításáról[80]
- 212/2022. (VI. 15.) Korm. rendelet A villamos energiáról szóló 2007. évi LXXXVI. törvény veszélyhelyzet ideje alatt történő eltérő alkalmazásáról[81]
- 213/2022. (VI. 17.) Korm. rendelet A hatósági üzemanyagárral kapcsolatos egyes kormányrendeletek módosításáról[82]
- 214/2022. (VI. 17.) Korm. rendelet Az árak megállapításáról szóló 1990. évi LXXXVII. törvény veszélyhelyzet ideje alatt történő eltérő alkalmazásáról szóló 6/2022. (I. 14.) Korm. rendelet módosításáról[82]
- 215/2022. (VI. 17.) Korm. rendelet A fogyasztónak nyújtott hitelről szóló 2009. évi CLXII. törvény veszélyhelyzetben történő eltérő alkalmazásáról szóló 782/2021. (XII. 24.) Korm. rendelet módosításáról[82]
- 216/2022. (VI. 17.) Korm. rendelet Az egyes kiemelt társadalmi csoportok, valamint pénzügyi nehézséggel küzdő vállalkozások helyzetének stabilizálását szolgáló átmeneti intézkedésekről szóló 2020. évi CVII. törvény eltérő alkalmazásáról[82]
- 217/2022. (VI. 17.) Korm. rendelet A veszélyhelyzet ideje alatt az egyetemes szolgáltatásra jogosultak körének meghatározásáról[82]
- 218/2022. (VI. 17.) Korm. rendelet A járványügyi készültség bevezetéséről szóló 283/2020. (VI. 17.) Korm. rendelet módosításáról[82]
- 219/2022. (VI. 17.) Korm. rendelet A használt lakás vásárlásához, bővítéséhez igényelhető családi otthonteremtési kedvezményről szóló 17/2016. (II. 10.) Korm. rendelet módosításáról[82]
- 220/2022. (VI. 17.) Korm. rendelet A Sberbank Magyarország Zártkörűen Működő Részvénytársaság  – végelszámolás alatt – vállalkozásrészének átruházásával megvalósuló összefonódás közérdekből történő nemzetstratégiai jelentőségűnek minősítéséről[82]
- 221/2022. (VI. 21.) Korm. rendelet A villamos energiáról szóló 2007. évi LXXXVI. törvény veszélyhelyzet ideje alatt történő eltérő alkalmazásáról[83]
- 222/2022. (VI. 21.) Korm. rendelet A gazdaság újraindítása érdekében meghozandó, az építőipari ellátásbiztonság szempontjából stratégiai jelentőségű nyersanyagok és termékek kivitelével kapcsolatos regisztrációs eljárásról és egyéb intézkedésekről szóló 402/2021. (VII. 8.) Korm. rendelet módosításáról[83]
- 223/2022. (VI. 21.) Korm. rendelet A támogatásból megvalósuló fejlesztések központi monitoringjáról és nyilvántartásáról szóló 60/2014. (III. 6.) Korm. rendelet módosításáról[83]
- 224/2022. (VI. 22.) Korm. rendelet Egyes államháztartási szabályoknak a veszélyhelyzet ideje alatt történő eltérő alkalmazásáról, valamint egyes kormányrendeletek módosításáról[84]
- 225/2022. (VI. 22.) Korm. rendelet Az egyes áruk, szolgáltatások és anyagi értéket képviselő jogok vámhatárt vagy országhatárt átlépő kereskedelméről szóló 52/2012. (III. 28.) Korm. rendelet módosításáról[84]
- 226/2022. (VI. 28.) Korm. rendelet A minősített kölcsönbeadói nyilvántartásba vételről és tevékenységről[85]
- 227/2022. (VI. 28.) Korm. rendelet A harmadik országbeli munkavállalók foglalkoztatásának elősegítésével kapcsolatos egyes kormányrendeletek módosításáról[85]
- 228/2022. (VI. 28.) Korm. rendelet A villamos energiáról szóló 2007. évi LXXXVI. törvény veszélyhelyzet ideje alatt történő eltérő alkalmazásáról[85]
- 229/2022. (VI. 28.) Korm. rendelet Egyes villamos energia tárgyú rendeletek módosításáról[85]
- 230/2022. (VI. 28.) Korm. rendelet A veszélyhelyzet során teendő intézkedések keretében gazdálkodó szervezetek működésének a magyar állam felügyelete alá vonásáról[85]
- 231/2022. (VI. 28.) Korm. rendelet A gyógyszerforgalmazást és az utazási költségtérítést érintő egyes kormányrendeletek módosításáról[85]
- 232/2022. (VI. 28.) Korm. rendelet A „GenerorG” Vegyipari, Kereskedelmi és Szolgáltató Korlátolt Felelősségű Társaság „felszámolás alatt” egységesített eljárásrend szerinti megszüntetéséhez szükséges kormányzati intézkedésekről[85]
- 233/2022. (VI. 28.) Korm. rendelet A PENTAFROST Élelmiszeripari Korlátolt Felelősségű Társaság „felszámolás alatt” egységesített eljárásrend szerinti megszüntetéséhez szükséges kormányzati intézkedésekről[85]
- 234/2022. (VI. 28.) Korm. rendelet Az ÖKO-FUTURA Kereskedelmi és Szolgáltató Zártkörűen Működő Részvénytársaság „felszámolás alatt” egységesített eljárásrend szerinti megszüntetéséhez szükséges kormányzati intézkedésekről[85]
- 235/2022. (VI. 28.) Korm. rendelet Az Ital Magyarország Kereskedelmi Korlátolt Felelősségű Társaság „csődeljárás alatt” egységesített eljárásrend szerinti megszüntetéséhez szükséges kormányzati intézkedésekről[85]
- 236/2022. (VI. 28.) Korm. rendelet Az egyes gazdaságfejlesztési célú és munkahelyteremtő beruházásokkal összefüggő közigazgatási hatósági ügyek nemzetgazdasági szempontból kiemelt jelentőségű üggyé nyilvánításáról, valamint egyes nemzetgazdasági szempontból kiemelt jelentőségű üggyé nyilvánításról szóló kormányrendeletek módosításáról szóló 141/2018. (VII. 27.) Korm. rendelet módosításáról[85]
- 237/2022. (VI. 30.) Korm. rendelet A Nemzeti Információs Központ elektronikus hírközlésről szóló törvény szerinti feladatokra történő kijelöléséről[86]
- 238/2022. (VI. 30.) Korm. rendelet Egyes kormányrendeleteknek a kormányzati szerkezetátalakítással összefüggő módosításáról[86]
- 239/2022. (VI. 30.) Korm. rendelet Egyes kormányrendeleteknek a Miniszterelnöki Kabinetirodát vezető miniszter feladat- és hatáskörének a Kormány tagjainak feladat- és hatásköréről szóló kormányrendelet szerinti meghatározásával összefüggő módosításáról[86]
- 240/2022. (VI. 30.) Korm. rendelet Egyes európai uniós versenyjogi értelemben vett állami támogatási szabályokat tartalmazó kormányrendeletek módosításáról[86]
- 241/2022. (VI. 30.) Korm. rendelet A Göd város közigazgatási területén különleges gazdasági övezet kijelöléséről szóló 294/2020. (VI. 18.) Korm. rendelet módosításáról[86]

#### Július  (242−280)
- 242/2022. (VII. 1.) Korm. rendelet Az egyes gazdaságfejlesztési célú és munkahelyteremtő beruházásokkal összefüggő közigazgatási hatósági ügyek nemzetgazdasági szempontból kiemelt jelentőségű üggyé nyilvánításáról, valamint egyes nemzetgazdasági szempontból kiemelt jelentőségű üggyé nyilvánításról szóló kormányrendeletek módosításáról szóló 141/2018. (VII. 27.) Korm. rendelet módosításáról[11]
- 243/2022. (VII. 4.) Korm. rendelet Egyes személyügyi tárgyú kormányrendeletek módosításáról[87]
- 244/2022. (VII. 8.) Korm. rendelet Az általános rendőrségi feladatok ellátására létrehozott szerv állományába tartozó szerződéses határvadászokra vonatkozó szabályokról[88]
- 245/2022. (VII. 8.) Korm. rendelet Egyes államháztartási tárgyú kormányrendeletek módosításáról[88]
- 246/2022. (VII. 8.) Korm. rendelet A veszélyhelyzet alatt az ukrán állampolgárok egyes társadalombiztosítási ellátásainak egyszerűsítéséről[88]
- 247/2022. (VII. 11.) Korm. rendelet A közfoglalkoztatási jogviszony veszélyhelyzet alatti időtartamáról[89]
- 248/2022. (VII. 11.) Korm. rendelet A veszélyhelyzet során felmerülő egyes gazdálkodási szabályokról szóló 98/2022. (III. 10.) Korm. rendelet módosításáról[89]
- 249/2022. (VII. 11.) Korm. rendelet A takarmány- és élelmiszer ellátásbiztonság szempontjából stratégiai jelentőségű mezőgazdasági termékek kivitelével kapcsolatos bejelentési eljárásról és kapcsolódó intézkedésekről szóló 83/2022. (III. 5.) Korm. rendelet módosításáról[89]
- 250/2022. (VII. 11.) Korm. rendelet A Budapest−Kelebia határátkelő közti 150. számú vasútvonal fejlesztésével összefüggő közigazgatási hatósági ügyek nemzetgazdasági szempontból kiemelt jelentőségű üggyé nyilvánításáról és az eljáró hatóságok, valamint a beruházás helyszínével, közvetlen környezetével érintett ingatlanok kijelöléséről szóló 102/2021. (III. 3.) Korm. rendelet módosításáról[89]
- 251/2022. (VII. 13.) Korm. rendelet A közúti közlekedési igazgatási feladatokról, a közúti közlekedési okmányok kiadásáról és visszavonásáról szóló 326/2011. (XII. 28.) Korm. rendelet, valamint a közúti közlekedési nyilvántartás működéséről és az adatszolgáltatás rendjéről szóló 513/2017. (XII. 29.) Korm. rendelet módosításáról[90]
- 252/2022. (VII. 13.) Korm. rendelet A segélyhívásokat fogadó szerv hatásköréről, feladatairól, továbbá feladatai ellátásának részletes szabályairól szóló 361/2013. (X. 11.) Korm. rendelet, valamint a 20142020 közötti programozási időszakban a Belső Biztonsági Alapból és a Menekültügyi, Migrációs és Integrációs Alapból származó támogatások felhasználásáról szóló 135/2015. (VI. 2.) Korm. rendelet módosításáról[90]
- 253/2022. (VII. 15.) Korm. rendelet A rendvédelmi feladatokat ellátó szervek hivatásos állományának szolgálati jogviszonyáról szóló 2015. évi XLII. törvény eltérő alkalmazásáról[91]
- 254/2022. (VII. 15.) Korm. rendelet A Magyarország 2022. évi központi költségvetéséről szóló 2021. évi XC. törvény eltérő alkalmazásáról
- 255/2022. (VII. 15.) Korm. rendelet A médiaszolgáltatásokról és a tömegkommunikációról szóló 2010. évi CLXXXV. törvény médiaszolgáltatási díjfizetési kötelezettségre vonatkozó szabályainak a veszélyhelyzet során történő eltérő alkalmazásáról[91]
- 256/2022. (VII. 15.) Korm. rendelet A postai szolgáltatások nyújtásának és a hivatalos iratokkal kapcsolatos postai szolgáltatás részletes szabályairól, valamint a postai szolgáltatók általános szerződési feltételeiről és a postai szolgáltatásból kizárt vagy feltételesen szállítható küldeményekről szóló 335/2012. (XII. 4.) Korm. rendelet módosításáról[91]
- 257/2022. (VII. 18.) Korm. rendelet Az extraprofit adókról szóló 197/2022. (VI. 4.) Korm. rendelet módosításáról[13]
- 258/2022. (VII. 20.) Korm. rendelet Egyes fejlesztéspolitikai tárgyú kormányrendeletek kormányzati szerkezetátalakítással összefüggő módosításáról[92]
- 259/2022. (VII. 21.) Korm. rendelet Egyes egyetemes szolgáltatási árszabások meghatározásáról[93]
- 260/2022. (VII. 21.) Korm. rendelet A különleges földgázkészlet létrehozásáról[94]
- 261/2022. (VII. 21.) Korm. rendelet A Kormány tagjainak feladat- és hatásköréről szóló 182/2022. (V. 24.) Korm. rendelet módosításáról[94]
- 262/2022. (VII. 27.) Korm. rendelet a személyszállítási szolgáltatásokról szóló 2012. évi XLI. törvény veszélyhelyzet ideje alatt történő eltérő alkalmazásáról[15]
- 263/2022. (VII. 27.) Korm. rendelet a csődeljárásról és a felszámolási eljárásról szóló 1991. évi XLIX. törvény szabályainak a veszélyhelyzet ideje alatt történő eltérő alkalmazásáról[15]
- 264/2022. (VII. 27.) Korm. rendelet a történelmi emlékhelyekről szóló 303/2011. (XII. 23.) Korm. rendelet módosításáról[15]
- 265/2022. (VII. 27.) Korm. rendelet A Nemzeti Humanitárius Koordinációs Tanácsról szóló 178/2013. (VI. 4.) Korm. rendelet módosításáról[15]
- 266/2022. (VII. 27.) Korm. rendelet A fluortartalmú üvegházhatású gázokkal és az ózonréteget lebontó anyagokkal kapcsolatos tevékenységek végzésének feltételeiről szóló 14/2015. (II. 10.) Korm. rendelet módosításáról[15]
- 267/2022. (VII. 29.) Korm. rendelet Az új építésű lakóingatlanokra vonatkozó kedvezményes általános forgalmi adó mérték alkalmazásáról[95]
- 268/2022. (VII. 29.) Korm. rendelet Az öregségi nyugdíj és egyes más ellátások folyósításának, valamint a nyugdíjkorhatárt betöltött személyek továbbfoglalkoztatásának veszélyhelyzeti szabályairól[95]
- 269/2022. (VII. 29.) Korm. rendelet Az öregségi nyugdíj és egyes más ellátások folyósításának, valamint a nyugdíjkorhatárt betöltött személyek továbbfoglalkoztatásának veszélyhelyzeti szabályairól szóló 268/2022. (VII. 29.) Korm. rendelet alkalmazása alóli kivételekről [95]
- 270/2022. (VII. 29.) Korm. rendelet A Magyarország 2022. évi központi költségvetésének a veszélyhelyzettel összefüggő eltérő szabályairól szóló 814/2021. (XII. 28.) Korm. rendelet módosításáról[95]
- 271/2022. (VII. 29.) Korm. rendelet Az államháztartásról szóló 2011. évi CXCV. törvény rendelkezéseinek a veszélyhelyzet során történő eltérő alkalmazásáról[95]
- 272/2022. (VII. 29.) Korm. rendelet A veszélyhelyzet ideje alatt egyes külszolgálattal kapcsolatos eltérő rendelkezésekről[95]
- 273/2022. (VII. 29.) Korm. rendelet A Munkavállalói Résztulajdonosi Programról szóló 1992. évi XLIV. törvény veszélyhelyzet ideje alatt történő eltérő alkalmazásáról [95]
- 274/2022. (VII. 29.) Korm. rendelet A pénzügyi közvetítőrendszert érintő egyes kormányrendeletek módosításáról[95]
- 275/2022. (VII. 29.) Korm. rendelet A látvány-csapatsport támogatását biztosító támogatási igazolás kiállításáról, felhasználásáról, a támogatás elszámolásának és ellenőrzésének, valamint visszafizetésének szabályairól szóló 107/2011. (VI. 30.) Korm. rendelet veszélyhelyzet ideje alatt történő eltérő alkalmazásáról[95]
- 276/2022. (VII. 29.) Korm. rendelet A nemzeti felsőoktatásról szóló 2011. évi CCIV. törvény egyes rendelkezéseinek végrehajtásáról szóló 87/2015. (IV. 9.) Korm. rendeletnek a hallgatói átsorolást érintő módosításáról[95]
- 277/2022. (VII. 29.) Korm. rendelet A Start Garancia Pénzügyi Szolgáltató Zrt. kezességvállalásaihoz kapcsolódó állami viszontgarancia részletszabályairól szóló 505/2021. (VIII. 19.) Korm. rendelet módosításáról[95]
- 278/2022. (VII. 30.) Korm. rendelet A hatósági üzemanyagárral kapcsolatos egyes kormány-rendeletek módosításáról [96]
- 279/2022. (VII. 30.) Korm. rendelet A Rezsivédelmi Alap növeléséhez szükséges intézkedésekről[96]
- 280/2022. (VII. 30.) Korm. rendelet A biztonsági kőolajtermék készletek veszélyhelyzeti felhasználásáról [96]

#### Augusztus (281−326)
- 281/2022. (VIII. 1.) Korm. rendelet A veszélyhelyzet ideje alatt az egyetemes szolgáltatásra jogosultak körének meghatározásáról szóló 217/2022. (VI. 17.) Korm. rendelettel kapcsolatos egyes rendelkezésekről[97]
- 282/2022. (VIII. 1.) Korm. rendelet Egyes államháztartási szabályoknak a veszélyhelyzet ideje alatt történő eltérő alkalmazásáról és a Magyarország 2022. évi központi költségvetésének a veszélyhelyzettel összefüggő eltérő szabályairól szóló 814/2021. (XII. 28.) Korm. rendelet módosításáról[97]
- 283/2022. (VIII. 1.) Korm. rendelet A rendőrség ellenérték fejében végezhető szolgáltató tevékenységéről szóló 16/1999. (II. 5.) Korm. rendelet, valamint a fegyverekről és lőszerekről szóló 253/2004. (VIII. 31.) Korm. rendelet szakképzési tárgyú módosításáról[97]
- 284/2022. (VIII. 1.) Korm. rendelet A Társadalmi Esélyteremtési Főigazgatóságról, valamint egyes kormányrendeleteknek a Szociális és Gyermekvédelmi Főigazgatóság egyes feladatainak átadásával kapcsolatos módosításáról szóló 180/2019. (VII. 26.) Korm. rendelet módosításáról[97]
- 285/2022. (VIII. 1.) Korm. rendelet A Konstantinápolyi Egyetemes Patriarchátus Magyarországi Ortodox Exarchátus Dialógus Központ, Lelkiségi, Kulturális és Tudományos Akadémiája épületének felújításával, átalakításával és újjáépítésével összefüggő közigazgatási hatósági ügyek nemzetgazdasági szempontból kiemelt jelentőségű üggyé és a beruházás kiemelten közérdekűvé nyilvánításáról szóló 462/2020. (X. 21.) Korm. rendelet módosításáról[97]
- 286/2022. (VIII. 1.) Korm. rendelet Az egyes gazdaságfejlesztési célú és munkahelyteremtő beruházásokkal összefüggő közigazgatási hatósági ügyek nemzetgazdasági szempontból kiemelt jelentőségű üggyé nyilvánításáról, valamint egyes nemzetgazdasági szempontból kiemelt jelentőségű üggyé nyilvánításról szóló kormányrendeletek módosításáról szóló 141/2018. (VII. 27.) Korm. rendelet módosításáról[97]
- 287/2022. (VIII. 4.) Korm. rendelet A veszélyhelyzet ideje alatt a tűzifaigények biztosításához szükséges eltérő szabályok alkalmazásáról[98]
- 288/2022. (VIII. 5.) Korm. rendelet az egységes közszolgáltatói számlaképről szóló törvény eltérő alkalmazásáról[99]
- 289/2022. (VIII. 5.) Korm. rendelet a veszélyhelyzet idején a villamos energia és földgáz egyetemes szolgáltatás változatlan feltételek szerinti nyújtását biztosító rezsivédelmi szolgáltatásról[99]
- 290/2022. (VIII. 5.) Korm. rendelet a nagycsaládosokat megillető földgáz árkedvezményről szóló kormányrendelet eltérő alkalmazásáról[99]
- 291/2022. (VIII. 8.) Korm. rendelet a biztosítási tevékenységről szóló 2014. évi LXXXVIII. törvény aszály-veszélyhelyzetben alkalmazandó eltérő szabályainak[100]
- 292/2022. (VIII. 8.) Korm. rendelet a hiteltörlesztési moratórium veszélyhelyzettel kapcsolatos különös szabályainak bevezetéséről[100]
- 293/2022. (VIII. 9.) Korm. rendelet a veszélyhelyzet ideje alatt a társasházakról szóló 2003. évi CXXXIII. törvénnyel kapcsolatos egyes rendelkezésekről[101]
- 294/2022. (VIII. 9.) Korm. rendelet az energiaellátás-biztonság szempontjából [stratégiai jelentőségű faalapú nyersanyagok és termékek kivitelével kapcsolatos regisztrációs eljárásról és egyéb intézkedésekről [101]
- 295/2022. (VIII. 9.) Korm. rendelet egyes fogyasztók által használt gyógyászati segédeszközök villamosenergia-fogyasztásának támogatásáról  [101]
- 296/2022. (VIII. 9.) Korm. rendelet egyes rendészeti jogszabályok eltérő alkalmazásáról[101]
- 297/2022. (VIII. 9.) Korm. rendelet egyes egyszerűsített közteherviselést lehetővé tévő rendelkezések alkalmazásáról[101]
- 298/2022. (VIII. 9.) Korm. rendelet a társasági adó devizában történő megfizetéséről[101]
- 299/2022. (VIII. 9.) Korm. rendelet a köznevelési és szakképző intézményben ideiglenes védelemre jogosult tanulók fejlesztésének, nevelésének-oktatásának megvalósítása érdekében szükséges finanszírozásról[101]
- 300/2022. (VIII. 9.) Korm. rendelet az állami tulajdonban levő ÉMI Nonprofit Kft. állami építési beruházásokkal kapcsolatos egyes műszaki szolgáltatási feladatok elvégzésére vonatkozó kijelöléséről szóló 51/2016. (III. 17.) Korm. rendelet módosításáról [101]
- 301/2022. (VIII. 9.) Korm. rendelet Az egyes beruházásokkal összefüggő közigazgatási hatósági ügyek nemzetgazdasági szempontból kiemelt jelentőségű üggyé nyilvánításáról, valamint egyes nemzetgazdasági szempontból kiemelt jelentőségű beruházásokkal összefüggő kormány-rendeletek módosításáról szóló 83/2021. (II. 23.) Korm. rendelet módosításáról és az ELI Science Park Szeged projekt megvalósításával összefüggő közigazgatási hatósági ügyek nemzet-gazdasági szempontból kiemelt jelentőségű üggyé nyilvánításáról szóló 235/2018. (XII. 6.) Korm. rendelet hatályon kívül helyezéséről [101]
- 302/2022. (VIII. 9.) Korm. rendelet A villamos energiáról szóló 2007. évi LXXXVI. törvény veszélyhelyzet ideje alatt történő eltérő alkalmazásáról [101]
- 303/2022. (VIII. 11.) Korm. rendelet A H5 HÉV kül- és belterületi szakasza nyomvonalának megállapításáról[102]
- 304/2022. (VIII. 11.) Korm. rendelet A H6 HÉV Szigetszentmiklós-Gyártelep  Ráckeve kül- és belterületi szakasza nyomvonalának megállapításáról[102]
- 305/2022. (VIII. 11.) Korm. rendelet A H7 HÉV kül- és belterületi szakasza nyomvonalának megállapításáról[102]
- 306/2022. (VIII. 11.) Korm. rendelet A vertikális megállapodások egyes csoportjainak a versenykorlátozás tilalma alóli mentesítéséről[102]
- 307/2022. (VIII. 11.) Korm. rendelet A Digitális Magyarország Ügynökség Zártkörűen Működő Részvénytársaság kijelöléséről és egyes feladatainak meghatározásáról, valamint a nemzeti informatikai és e-közigazgatási tevékenység összehangolt biztosításával összefüggő részletszabályokról[102]
- 308/2022. (VIII. 11.) Korm. rendelet A Corvinus projekt megvalósításával összefüggő közigazgatási hatósági ügyek nemzetgazdasági szempontból kiemelt jelentőségű üggyé, valamint a Corvinus projekt kiemelten közérdekű beruházássá nyilvánításáról[102]
- 309/2022. (VIII. 11.) Korm. rendelet A fővárosi és megyei kormányhivatalok működésével összefüggő egyes kormányrendeletek módosításáról[102]
- 310/2022. (VIII. 11.) Korm. rendelet A beruházás ösztönzési célelőirányzat felhasználásáról szóló 210/2014. (VIII. 27.) Korm. rendelet módosításáról[102]
- 311/2022. (VIII. 11.) Korm. rendelet Az egyes áruk, szolgáltatások és anyagi értéket képviselő jogok vámhatárt vagy országhatárt átlépő kereskedelméről szóló 52/2012. (III. 28.) Korm. rendelet módosításáról[102]
- 312/2022. (VIII. 11.) Korm. rendelet A Stipendium Hungaricum ösztöndíjak biztosításáról szóló Megállapodás kihirdetéséről[102]
- 313/2022. (VIII. 11.) Korm. rendelet A Fővárosi Önkormányzat kezelésében lévő főútvonalak, közutak és közterületek kijelöléséről szóló 432/2012. (XII. 29.) Korm. rendelet módosításáról[102]
- 314/2022. (VIII. 11.) Korm. rendelet A Budapest XIV. kerületében komplex ingatlanfejlesztésre, illetve az ahhoz kapcsolódó építmények, infrastrukturális fejlesztések megvalósítására irányuló beruházással összefüggő közigazgatási hatósági ügyek nemzetgazdasági szempontból kiemelt jelentőségű üggyé nyilvánításáról és a beruházás kiemelten közérdekű beruházássá nyilvánításáról[102]
- 315/2022. (VIII. 16.) Korm. rendelet Egyes építésügyi, örökségvédelmi, vagyongazdálkodási és kormányzati igazgatási tárgyú kormányrendeletek módosításáról[103]
- 316/2022. (VIII. 16.) Korm. rendelet Egyes kormányrendeletek agrárágazattal összefüggő módosításáról[103]
- 317/2022. (VIII. 16.) Korm. rendelet Egyes közbeszerzési tárgyú kormányrendeletek módosításáról[103]
- 318/2022. (VIII. 16.) Korm. rendelet A Magyarország Helyreállítási és Ellenállóképességi Tervét szabályozó kormányrendelet kormányzati szerkezetátalakítással összefüggő módosításáról[103]
- 319/2022. (VIII. 16.) Korm. rendelet Egyes fejlesztéspolitikai tárgyú kormányrendeletek közbeszerzési ellenőrzéssel kapcsolatos módosításáról[103]
- 320/2022. (VIII. 18.) Korm. rendelet A veszélyhelyzet ideje alatt a harmadik országbeli állampolgárok magyarországi foglalkoztatására vonatkozó különleges szabályokról[104]
- 321/2022. (VIII. 18.) Korm. rendelet A stratégiailag kiemelt jelentőségű csődeljárásokra és felszámolási eljárásokra vonatkozó részletes szabályokról[104]
- 322/2022. (VIII. 18.) Korm. rendelet A védett személyek és a kijelölt létesítmények védelméről szóló 160/1996. (XI. 5.) Korm. rendelet módosításáról[104]
- 323/2022. (VIII. 18.) Korm. rendelet A Debrecenben megvalósuló ipari telephely kialakításával összefüggő közigazgatási hatósági ügyek nemzetgazdasági szempontból kiemelt jelentőségű üggyé nyilvánításáról és az eljáró hatóságok kijelöléséről szóló 75/2015. (III. 30.) Korm. rendelet módosításáról[104]
- 324/2022. (VIII. 23.) Korm. rendelet Az egyetemes földgázszolgáltatással kapcsolatos kormányrendeletek módosításáról[105]
- 325/2022. (VIII. 23.) Korm. rendelet Az épített környezet alakításáról és védelméről szóló 1997. évi LXXVIII. törvény veszélyhelyzet ideje alatt történő eltérő alkalmazásáról[105]
- 326/2022. (VIII. 23.) Korm. rendelet Az egyes gazdaságfejlesztési célú és munkahelyteremtő beruházásokkal összefüggő közigazgatási hatósági ügyek nemzetgazdasági szempontból kiemelt jelentőségű üggyé nyilvánításáról, valamint egyes nemzetgazdasági szempontból kiemelt jelentőségű üggyé nyilvánításról szóló kormányrendeletek módosításáról szóló 141/2018. (VII. 27.) Korm. rendelet módosításáról[105]

#### Szeptember (327–374)
- 327/2022. (IX. 1.) Korm. rendelet A Magyar Export-Import Bank Részvénytársaság kamatkiegyenlítési rendszeréről szóló 85/1998. (V. 6.) Korm. rendelet módosításáról[106]
- 328/2022. (IX. 1.) Korm. rendelet Az egészségügyi szolgáltatások Egészségbiztosítási Alapból történő finanszírozásának részletes szabályairól szóló 43/1999. (III. 3.) Korm. rendelet módosításáról[106]
- 329/2022. (IX. 5.) Korm. rendelet A veszélyhelyzet ideje alatt a szomszédos országban fennálló humanitárius katasztrófára tekintettel érkező személyek elhelyezésének támogatásáról és az azzal kapcsolatos egyéb intézkedésekről szóló 104/2022. (III. 12.) Korm. rendelet módosításáról[107]
- 330/2022. (IX. 5.) Korm. rendelet A kormányzati igazgatási szervek, valamint meghatározott gazdasági társaságok egyes szerződéseinek miniszteri jóváhagyásáról[107]
- 331/2022. (IX. 5.) Korm. rendelet A Cotonouban, 2000. június 23-án, egyrészről az afrikai, karibi és csendes-óceáni államok, másrészről az Európai Közösség és tagállamai között aláírt Partnerségi Megállapodás, annak módosítása, valamint az ehhez kapcsolódó Belső Megállapodások kihirdetéséről szóló 204/2007. (VIII. 2.) Korm. rendelet módosításáról[107]
- 332/2022. (IX. 5.) Korm. rendelet A Kormányzati Személyügyi Döntéstámogató Rendszerről szóló 2020. évi CLXII. törvény végrehajtásáról szóló 673/2020. (XII. 28.) Korm. rendelet módosításáról[107]
- 333/2022. (IX. 6.) Korm. rendelet A tömeges bevándorlás okozta válsághelyzet Magyarország egész területére történő elrendeléséről, valamint a válsághelyzet elrendelésével, fennállásával és megszüntetésével összefüggő szabályokról szóló 41/2016. (III. 9.) Korm. rendelet módosításáról[108]
- 334/2022. (IX. 6.) Korm. rendelet A támogatásból megvalósuló fejlesztések központi monitoringjáról és nyilvántartásáról szóló 60/2014. (III. 6.) Korm. rendelet módosításáról[108]
- 335/2022. (IX. 6.) Korm. rendelet A Széchenyi Programiroda Tanácsadó és Szolgáltató Nonprofit Korlátolt Felelősségű Társaságról szóló 197/2018. (X. 24.) Korm. rendelet módosításáról[108]
- 336/2022. (IX. 7.) Korm. rendelet A biztonsági kőolajtermék készletek veszélyhelyzeti felhasználásáról szóló 204/2022. (VI. 11.) Korm. rendelet módosításáról[109]
- 337/2022. (IX. 7.) Korm. rendelet A Védelmi Igazgatási Hivatalról[109]
- 338/2022. (IX. 7.) Korm. rendelet Az országos közutakkal és műtárgyaikkal kapcsolatos kizárólagos gazdasági tevékenységhez kapcsolódó működtetési jogra vonatkozó részletes szabályokról[109]
- 339/2022. (IX. 7.) Korm. rendelet A felsőoktatási felvételi eljárásról szóló 423/2012. (XII. 29.) Korm. rendelet módosításáról[109]
- 340/2022. (IX. 7.) Korm. rendelet Az országos vasúti mellékvonalak felsorolásáról szóló 194/2016. (VII. 13.) Korm. rendelet módosításáról[109]
- 341/2022. (IX. 7.) Korm. rendelet Az egyes gazdaságfejlesztési célú és munkahelyteremtő beruházásokkal összefüggő közigazgatási hatósági ügyek nemzetgazdasági szempontból kiemelt jelentőségű üggyé nyilvánításáról, valamint egyes nemzetgazdasági szempontból kiemelt jelentőségű üggyé nyilvánításról szóló kormányrendeletek módosításáról szóló 141/2018. (VII. 27.) Korm. rendelet módosításáról[109]
- 342/2022. (IX. 9.) Korm. rendelet Egyes államháztartási szabályok veszélyhelyzet ideje alatti eltérő alkalmazásáról[110]
- 343/2022. (IX. 9.) Korm. rendelet A Magyarország energiabiztonsága szempontjából stratégiai jelentőségű nyersanyagok és termékek kivitelével kapcsolatos regisztrációs eljárásról és egyéb intézkedésekről[110]
- 344/2022. (IX. 9.) Korm. rendelet A veszélyhelyzet ideje alatt a rendszeres gyermekvédelmi kedvezményre való jogosultság jövedelmi feltételeinek egyes szabályaitól való eltérésről[110]
- 345/2022. (IX. 9.) Korm. rendelet A családi fogyasztói közösségekre, valamint a családi otthonteremtési kedvezményből megvalósuló tetőtér-beépítésekre vonatkozó kedvezmények bevezetése érdekében az egyes egyetemes szolgáltatási árszabások meghatározásáról szóló 259/2022. (VII. 21.) Korm. rendelet módosításáról[110]
- 346/2022. (IX. 9.) Korm. rendelet A társasházzá alakuló tulajdonközösségre vonatkozó kedvezmények bevezetése érdekében az egyes egyetemes szolgáltatási árszabások meghatározásáról szóló 259/2022. (VII. 21.) Korm. rendelet módosításáról[110]
- 347/2022. (IX. 9.) Korm. rendelet A veszélyhelyzet ideje alatt a társasházakról szóló 2003. évi CXXXIII. törvénnyel kapcsolatos egyes rendelkezésekről szóló 293/2022. (VIII. 9.) Korm. rendeletnek a napkollektorok és napelemes rendszerek társasházi felhelyezésének további egyszerűsítésével összefüggő módosításáról[110]
- 348/2022. (IX. 9.) Korm. rendelet A veszélyhelyzet ideje alatt a vállalkozások folyamatos energiaellátásának biztosítása érdekében szükséges intézkedésekről[110]
- 349/2022. (IX. 12.) Korm. rendelet A különleges földgázkészlet létrehozásáról szóló 260/2022. (VII. 21.) Korm. rendelet módosításáról[111]
- 350/2022. (IX. 12.) Korm. rendelet Egyes kormányrendeletek módosításáról[111]
- 351/2022. (IX. 13.) Korm. rendelet A Kormányzati Ellenőrzési Hivatalról szóló 355/2011. (XII. 30.) Korm. rendelet módosításáról[112]
- 352/2022. (IX. 13.) Korm. rendelet Az állami foglalkoztatási szervként eljáró járási (fővárosi kerületi) hivatalok általánostól eltérő illetékességi területéről szóló 67/2015. (III. 30.) Korm. rendelet módosításáról[112]
- 353/2022. (IX. 19.) Korm. rendelet Egyes intézmények veszélyhelyzeti működéséről[113]
- 354/2022. (IX. 19.) Korm. rendelet Egyes intézmények földgázfelhasználásának szabályozásáról[113]
- 355/2022. (IX. 19.) Korm. rendelet Az állami erdészeti társaságok általi tűzifa alapanyag lakossági forgalmazásának egyes kérdéseiről[113]
- 356/2022. (IX. 19.) Korm. rendelet Egyes közérdekű adatok nyilvánosságával kapcsolatos jogok veszélyhelyzet idején történő gyakorlásáról[113]
- 357/2022. (IX. 19.) Korm. rendelet A közbeszerzési eljárás veszélyhelyzeti eltérő szabályairól[113]
- 358/2022. (IX. 19.) Korm. rendelet Az ukrajnai helyzetet destabilizáló orosz intézkedések miatt hozott korlátozó intézkedésekről szóló 833/2014/EU tanácsi rendelet, valamint a belarusz helyzetre és Belarusznak az Ukrajna elleni orosz agresszióban való részvételére tekintettel hozott korlátozó intézkedésekről szóló 765/2006/EK tanácsi rendelet alapján kiadható diplomáciai mentességi igazolás kiállításával kapcsolatos eljárási szabályokról[113]
- 359/2022. (IX. 19.) Korm. rendelet A veszélyhelyzet ideje alatt a külképviseletekről és a tartós külszolgálatról szóló 2016. évi LXXIII. törvény hatálya alá tartozó kihelyezettek, külképviseletek által foglalkoztatott házastársak és ösztöndíjas vendégoktatók részére járó devizaárfolyam-kompenzáció megállapításáról[113]
- 360/2022. (IX. 19.) Korm. rendelet Egyes külkereskedelmi tárgyú kormányrendeletek jogharmonizációs célú módosításáról[113]
- 361/2022. (IX. 19.) Korm. rendelet Az autópályák, autóutak és főutak használatáért fizetendő megtett úttal arányos díjról szóló 2013. évi LXVII. törvény végrehajtásáról szóló 209/2013. (VI. 18.) Korm. rendelet módosításáról[113]
- 362/2022. (IX. 19.) Korm. rendelet Az Építési és Beruházási Minisztérium tulajdonosi joggyakorlása alá tartozó, 100%-os állami tulajdonban lévő gazdasági társaságok által ellátott feladatok központi költségvetési szerv általi átvételéről és a társaságok megszüntetéséről, az ezzel kapcsolatos eljárási kérdések rendezésérő[113]
- 363/2022. (IX. 23.) Korm. rendelet Az érettségi vizsga vizsgaszabályzatának kiadásáról szóló 100/1997. (VI. 13.) Korm. rendelet és a gyógyszerek társadalombiztosítási támogatásba történő befogadásának, a befogadás és a támogatás mértéke megállapításának, valamint a támogatás megváltoztatásának részletes szabályairól szóló 452/2017. (XII. 27.) Korm. rendelet módosításáról[114]
- 364/2022. (IX. 23.) Korm. rendelet Az egyes továbbadott támogatások kihelyezésének részletes szabályairól szóló 187/2019. (VII. 30.) Korm. rendelet módosításáról[114]
- 365/2022. (IX. 23.) Korm. rendelet A fogyasztó és vállalkozás közötti, az áruk adásvételére, valamint a digitális tartalom szolgáltatására és digitális szolgáltatások nyújtására irányuló szerződések részletes szabályairól szóló 373/2021. (VI. 30.) Korm. rendelet módosításáról[114]
- 366/2022. (IX. 26.) Korm. rendelet A helyi iparűzési adó devizában történő megfizetéséről[115]
- 367/2022. (IX. 29.) Korm. rendelet A hatósági árral kapcsolatos egyes kormányrendeletek módosításáról[116]
- 368/2022. (IX. 29.) Korm. rendelet A 2022/2023. tanév rendjére alkalmazandó veszélyhelyzeti szabályokról[116]
- 369/2022. (IX. 29.) Korm. rendelet Kormányzati igazgatási szünet elrendeléséről és a kormányzati igazgatási szünetre alkalmazandó veszélyhelyzeti szabályokról[116]
- 370/2022. (IX. 29.) Korm. rendelet Az Európai Unió és az ENSZ Biztonsági Tanácsa által elrendelt pénzügyi és vagyoni korlátozó intézkedések végrehajtásáról szóló 2017. évi LII. törvény veszélyhelyzet ideje alatt történő eltérő alkalmazásáról[116]
- 371/2022. (IX. 29.) Korm. rendelet A veszélyhelyzetre tekintettel egyes felszámolási tárgyú rendelkezések eltérő alkalmazásáról[116]
- 372/2022. (IX. 29.) Korm. rendelet Az új lakások építéséhez, vásárlásához kapcsolódó lakáscélú támogatásról szóló 16/2016. (II. 10.) Korm. rendelet, valamint a használt lakás vásárlásához, bővítéséhez igényelhető családi otthonteremtési kedvezményről szóló 17/2016. (II. 10.) Korm. rendelet módosításáról[116]
- 373/2022. (IX. 30.) Korm. rendelet Magyarország Helyreállítási és Ellenállóképességi Terve végrehajtásának alapvető szabályairól és felelős intézményeiről[117]
- 374/2022. (IX. 30.) Korm. rendelet A 20142020 programozási időszakban az egyes európai uniós alapokból származó támogatások felhasználásának rendjéről szóló 272/2014. (XI. 5.) Korm. rendelet és a 20212027 programozási időszakban az egyes európai uniós alapokból származó támogatások felhasználásának rendjéről szóló 256/2021. (V. 18.) Korm. rendelet módosításáról[117]

#### Október (375–432)
- 375/2022. (X. 5.) Korm. rendelet A nyugellátások és egyes más ellátások 2022. november havi kiegészítő emeléséről[118]
- 376/2022. (X. 5.) Korm. rendelet A 2022. évi nyugdíjprémiumról és egyes más ellátások után járó egyszeri juttatásról[118]
- 377/2022. (X. 5.) Korm. rendelet A Kormány tagjainak feladat- és hatásköréről szóló 182/2022. (V. 24.) Korm. rendelet módosításáról[118]
- 378/2022. (X. 5.) Korm. rendelet Egyes kormányrendeletek módosításáról[118]
- 379/2022. (X. 5.) Korm. rendelet Az államháztartásról szóló törvény végrehajtásáról szóló 368/2011. (XII. 31.) Korm. rendelet veszélyhelyzettel összefüggő eltérő szabályairól, valamint a veszélyhelyzet ideje alatt a szomszédos országban fennálló humanitárius katasztrófára tekintettel érkező személyek elhelyezésének támogatásáról és az azzal kapcsolatos egyéb intézkedésekről szóló 104/2022. (III. 12.) Korm. rendelet módosításáról[118]
- 380/2022. (X. 5.) Korm. rendelet Az egyes intézmények földgázfelhasználásának szabályozásáról szóló 354/2022. (IX. 19.) Korm. rendelet módosításáról[118]
- 381/2022. (X. 6.) Korm. rendelet A Széchenyi Pihenő Kártya felhasználásának veszélyhelyzeti szabályairól[119]
- 382/2022. (X. 10.) Korm. rendelet A közérdekű adat iránti igény teljesítéséért megállapítható költségtérítés mértékéről szóló 301/2016. (IX. 30.) Korm. rendelet módosításáról[16]
- 383/2022. (X. 10.) Korm. rendelet A veszélyhelyzet idején az egyes adatigénylési rendelkezésektől való eltérésről szóló 521/2020. (XI. 25.) Korm. rendelet hatályon kívül helyezéséről[16]
- 384/2022. (X. 11.) Korm. rendelet Az állam által vállalt kezesség előkészítésének és a kezesség beváltásának eljárási rendjéről szóló 110/2006. (V. 5.) Korm. rendelet módosításáról[120]
- 385/2022. (X. 13.) Korm. rendelet A honvédelmi adatkezelésekről szóló törvény végrehajtásáról[121]
- 386/2022. (X. 13.) Korm. rendelet A Nemzeti Adó- és Vámhivatal szerveinek hatásköréről és illetékességéről szóló 485/2015. (XII. 29.) Korm. rendelet módosításáról[121]
- 387/2022. (X. 14.) Korm. rendelet A veszélyhelyzetre tekintettel egyes rendelkezések alkalmazásának a Rezsivédelmi Alap növelése érdekében történő felfüggesztéséről[122]
- 388/2022. (X. 14.) Korm. rendelet Veszélyhelyzeti átmeneti földgázellátás biztosításáról[122]
- 389/2022. (X. 14.) Korm. rendelet Az egyes egyetemes szolgáltatási árszabások meghatározásáról szóló 259/2022. (VII. 21.) Korm. rendelet módosításáról[122]
- 390/2022. (X. 14.) Korm. rendelet A fogyasztónak nyújtott hitelről szóló 2009. évi CLXII. törvény veszélyhelyzetben történő eltérő alkalmazásáról szóló 782/2021. (XII. 24.) Korm. rendelet módosításáról[122]
- 391/2022. (X. 14.) Korm. rendelet Az Európai Támogatásokat Auditáló Főigazgatóságról szóló 210/2010. (VI. 30.) Korm. rendelet, valamint az államháztartásról szóló törvény végrehajtásáról szóló 368/2011. (XII. 31.) Korm. rendelet módosításáról[122]
- 392/2022. (X. 18.) Korm. rendelet A koncesszor, a koncessziós társaság és a koncesszori alvállalkozók indokolt költségeinek meghatározásával, díjjavaslat elkészítésével kapcsolatos rendeletalkotás, valamint módszertani útmutató közzétételére a veszélyhelyzet időszakában alkalmazandó szabályokról[123]
- 393/2022. (X. 19.) Korm. rendelet A Magyar Export-Import Bank Részvénytársaságról és a Magyar Exporthitel Biztosító Részvénytársaságról szóló 1994. évi XLII. törvény veszélyhelyzetben történő eltérő alkalmazásáról[124]
- 394/2022. (X. 19.) Korm. rendelet Egyes közlekedési tárgyú kormányrendeletek módosításáról[124]
- 395/2022. (X. 19.) Korm. rendelet A kormányzati igazgatási szervek, valamint meghatározott gazdasági társaságok egyes szerződései megszűnésének megállapításáról[124]
- 396/2022. (X. 20.) Korm. rendelet A különleges földgázkészlet létrehozásáról szóló 260/2022. (VII. 21.) Korm. rendelet módosításáról[125]
- 397/2022. (X. 20.) Korm. rendelet A tiszta közúti járművek beszerzésének az alacsony kibocsátású mobilitás támogatása érdekében történő előmozdításáról[125]
- 398/2022. (X. 20.) Korm. rendelet Az egyes gazdaságfejlesztési célú és munkahelyteremtő beruházásokkal összefüggő közigazgatási hatósági ügyek nemzetgazdasági szempontból kiemelt jelentőségű üggyé nyilvánításáról, valamint egyes nemzetgazdasági szempontból kiemelt jelentőségű üggyé nyilvánításról szóló kormányrendeletek módosításáról szóló 141/2018. (VII. 27.) Korm. rendelet módosításáról[125]
- 399/2022. (X. 21.) Korm. rendelet A NATO Válságreagálási Rendszerével összefüggő döntéshozatal és feladatellátás, valamint a Nemzeti Intézkedési Rendszer alkalmazásával összefüggő szabályokról[126]
- 400/2022. (X. 21.) Korm. rendelet A védelmi és biztonsági célú tervezés szabályairól[126]
- 401/2022. (X. 21.) Korm. rendelet A bányászatról szóló 1993. évi XLVIII. törvény egyes rendelkezéseinek veszélyhelyzet ideje alatt történő eltérő alkalmazásáról[126]
- 402/2022. (X. 24.) Korm. rendelet A polgári védelmi kötelezettségről[127]
- 403/2022. (X. 24.) Korm. rendelet A védelmi és biztonsági célú ellenőrzésekről[127]
- 404/2022. (X. 24.) Korm. rendelet A védelmi és biztonsági képzések szabályairól[127]
- 405/2022. (X. 24.) Korm. rendelet A védelmi és biztonsági célú gyakorlatokról[127]
- 406/2022. (X. 24.) Korm. rendelet A védelmi és biztonsági bírság szabályairól[127]
- 407/2022. (X. 24.) Korm. rendelet Egyes gazdasági társaságoknak a védelmi és biztonsági tevékenységek összehangolásáról szóló törvény szerinti ellátási kötelezettségeiről[127]
- 408/2022. (X. 24.) Korm. rendelet Egyes védelmi és biztonsági tevékenységekkel kapcsolatos belügyi tárgyú kormányrendeletek módosításáról[127]
- 409/2022. (X. 24.) Korm. rendelet Egyes honvédelmi tárgyú kormányrendeleteknek a honvédelemről és a Magyar Honvédségről szóló 2021. évi CXL. törvény hatálybalépésével összefüggő módosításáról[127]
- 410/2022. (X. 24.) Korm. rendelet Egyes kormányrendeleteknek a honvédelemről és a Magyar Honvédségről szóló 2021. évi CXL. törvény hatálybalépésével összefüggő módosításáról[127]
- 411/2022. (X. 24.) Korm. rendelet A postai szolgáltatások különleges jogrend és az összehangolt védelmi tevékenység időszakára való felkészítésének rendszeréről, feladatairól, működési feltételeiről[127]
- 412/2022. (X. 25.) Korm. rendelet A Magyar Export-Import Bank Zrt. által az állam készfizető kezessége mellett vállalható garanciák, valamint a deviza- és kamatcsere ügyletek pótlási- és kamatköltségei feltételeiről és részletes szabályairól szóló 435/2012. (XII. 29.) Korm. rendelet módosításáról[128]
- 413/2022. (X. 26.) Korm. rendelet A veszélyhelyzet idején a háztartási méretű kiserőművek közcélú hálózatba történő feltáplálásának kérdéseiről[17]
- 414/2022. (X. 26.) Korm. rendelet A veszélyhelyzet idején a naperőművek hálózati csatlakozásának gyorsításához szükséges intézkedésekről és a mikrogridek létrehozásáról[17]
- 415/2022. (X. 26.) Korm. rendelet A veszélyhelyzetre tekintettel a mikro-, kis- és középvállalkozásokat érintő negatív gazdasági hatások mérséklése érdekében szükséges intézkedésekről[17]
- 416/2022. (X. 26.) Korm. rendelet A beruházás ösztönzési célelőirányzat felhasználásáról szóló 210/2014. (VIII. 27.) Korm. rendelet módosításáról[17]
- 417/2022. (X. 27.) Korm. rendelet Egyes egészségügyi ellátásokhoz való hatékonyabb hozzáférést elősegítő veszélyhelyzeti intézkedésekről[129]
- 418/2022. (X. 27.) Korm. rendelet A rehabilitációs foglalkoztatás veszélyhelyzeti működéséről[129]
- 419/2022. (X. 27.) Korm. rendelet Az Ukrajna területén fennálló fegyveres konfliktusra, illetve humanitárius katasztrófára tekintettel, valamint ezek magyarországi következményeinek az elhárítása érdekében kihirdetett veszélyhelyzet során az egyes sportlétesítmények üzemeltetésének felfüggesztésével összefüggő veszélyhelyzeti szabályokról[129]
- 420/2022. (X. 27.) Korm. rendelet A veszélyhelyzet ideje alatt egyes államháztartási szabályok eltérő alkalmazásáról[129]
- 421/2022. (X. 27.) Korm. rendelet Az egyes intézmények veszélyhelyzeti működéséről szóló 353/2022. (IX. 19.) Korm. rendelet módosításáról[129]
- 422/2022. (X. 27.) Korm. rendelet A külképviseletekről és a tartós külszolgálatról szóló 2016. évi LXXIII. törvény szerinti díjazás kifizetésének veszélyhelyzeti szabályairól[129]
- 423/2022. (X. 28.) Korm. rendelet Az Ukrajna területén fennálló fegyveres konfliktusra, illetve humanitárius katasztrófára tekintettel, valamint ezek magyarországi következményeinek az elhárítása érdekében veszélyhelyzet kihirdetéséről és egyes veszélyhelyzeti szabályokról szóló 180/2022. (V. 24.) Korm. rendelettel kihirdetett veszélyhelyzet megszüntetéséről[130]
- 424/2022. (X. 28.) Korm. rendelet Az Ukrajna területén fennálló fegyveres konfliktusra, illetve humanitárius katasztrófára tekintettel, valamint ezek magyarországi következményeinek az elhárítása és kezelése érdekében veszélyhelyzet kihirdetéséről és egyes veszélyhelyzeti szabályokról[130]
- 425/2022. (X. 28.) Korm. rendelet A veszélyhelyzet során kiadott kormányrendeletek hatálybalépéséről és veszélyhelyzeti intézkedésekről[130]
- 426/2022. (X. 28.) Korm. rendelet Az NKK Nemzeti Közlekedési Központ Nonprofit Zártkörűen Működő Részvénytársaság feladatainak átadásáról[130]
- 427/2022. (X. 28.) Korm. rendelet A védelmi és biztonsági igazgatás területi és helyi szabályairól[130]
- 428/2022. (X. 28.) Korm. rendelet A gazdasági és anyagi szolgáltatási kötelezettség szabályairól[130]
- 429/2022. (X. 28.) Korm. rendelet A kormányzati igazgatási szervek, valamint meghatározott gazdasági társaságok egyes szerződései megszűnésének megállapításáról[130]
- 430/2022. (X. 28.) Korm. rendelet A kormányzati igazgatási szervek, valamint meghatározott gazdasági társaságok egyes szerződéseinek megszűnéséről, továbbá miniszteri jóváhagyásáról[130]
- 431/2022. (X. 28.) Korm. rendelet A személygépkocsival díj ellenében végzett közúti személyszállításról szóló 176/2015. (VII. 7.) Korm. rendelet módosításáról[130]
- 432/2022. (X. 30.) Korm. rendelet A gördülő fejlesztési rendszerterv jóváhagyásának, felülvizsgálatának, a jóváhagyott terv végrehajtása ellenőrzésének szabályairól[131]

#### November (433–489)
- 433/2022. (XI. 2.) Korm. rendelet A villamos energiáról szóló 2007. évi LXXXVI. törvény veszélyhelyzet ideje alatt történő eltérő alkalmazásáról[132]
- 434/2022. (XI. 2.) Korm. rendelet A posztdoktorként való foglalkoztatásról és a Bolyai János Kutatási Ösztöndíjról szóló 156/1997. (IX. 19.) Korm. rendelet, valamint a Nemzeti Kutatási, Fejlesztési és Innovációs Alap működtetésének és felhasználásának szabályairól szóló 380/2014. (XII. 31.) Korm. rendelet módosításáról[132]
- 435/2022. (XI. 2.) Korm. rendelet A hallgatói hitelrendszerről szóló 1/2012. (I. 20.) Korm. rendelet módosításáról[132]
- 436/2022. (XI. 2.) Korm. rendelet A Közös Agrárpolitika tagállami végrehajtásával összefüggő feladatokat ellátó egyes szervezetek kijelöléséről szóló 168/2014. (VII. 18.) Korm. rendelet módosításáról[132]
- 437/2022. (XI. 2.) Korm. rendelet A Göd város közigazgatási területén különleges gazdasági övezet kijelöléséről szóló 294/2020. (VI. 18.) Korm. rendelet, valamint az egyes víziközmű-beruházásokkal összefüggő közigazgatási hatósági ügyek nemzetgazdasági szempontból kiemelt jelentőségű üggyé nyilvánításáról szóló 323/2020. (VII. 1.) Korm. rendelet módosításáról[132]
- 438/2022. (XI. 2.) Korm. rendelet A Várpalotai Védelmi Ipari Komplexum megvalósításával összefüggő közigazgatási hatósági ügyek nemzetgazdasági szempontból kiemelt jelentőségű üggyé nyilvánításáról, valamint egyes kapcsolódó kormányrendeletek módosításáról[132]
- 439/2022. (XI. 2.) Korm. rendelet A Budapest V. kerület Kossuth Lajos téri beruházási programmal összefüggő közigazgatási hatósági ügyek kiemelt jelentőségű üggyé nyilvánításáról és az eljáró hatóságok kijelöléséről szóló 100/2012. (V. 16.) Korm. rendelet módosításáról[132]
- 440/2022. (XI. 4.) Korm. rendelet A kábítószerekkel és pszichotróp anyagokkal, valamint az új pszichoaktív anyagokkal végezhető tevékenységekről, valamint ezen anyagok jegyzékre vételéről és jegyzékeinek módosításáról szóló 66/2012. (IV. 2.) Korm. rendelet módosításáról[18]
- 441/2022. (XI. 7.) Korm. rendelet Az egyéni vállalkozók közteherviselését érintő egyes szabályokról, valamint az extraprofit adókról szóló 197/2022. (VI. 4.) Korm. rendelet népegészségügyi termékadóval összefüggő módosításáról[133]
- 442/2022. (XI. 7.) Korm. rendelet A veszélyhelyzet idején az önkormányzatok és gazdasági társaságaik energiahatékonyság javítását szolgáló fejlesztésekhez történő adósságot keletkeztető ügyleteinek eltérő szabályairól[133]
- 443/2022. (XI. 7.) Korm. rendelet A veszélyhelyzet ideje alatt az egyetemes szolgáltatásra jogosultak körének meghatározásáról szóló 217/2022. (VI. 17.) Korm. rendelet és a veszélyhelyzet ideje alatt az egyetemes szolgáltatásra jogosultak körének meghatározásáról szóló 217/2022. (VI. 17.) Korm. rendelettel kapcsolatos egyes rendelkezésekről szóló 281/2022. (VIII. 1.) Korm. rendelet módosításáról[133]
- 444/2022. (XI. 7.) Korm. rendelet A veszélyhelyzet idején a látvány-csapatsport támogatását biztosító támogatási igazolás kiállításáról, felhasználásáról, a támogatás elszámolásának és ellenőrzésének, valamint visszafizetésének szabályairól szóló 107/2011. (VI. 30.) Korm. rendelet szabályainak eltérő alkalmazásáról[133]
- 445/2022. (XI. 7.) Korm. rendelet A 20142020 programozási időszakban az egyes európai uniós alapokból származó támogatások felhasználásának rendjéről szóló 272/2014. (XI. 5.) Korm. rendelet és a 20212027 programozási időszakban az egyes európai uniós alapokból származó támogatások felhasználásának rendjéről szóló 256/2021. (V. 18.) Korm. rendelet egyes rendelkezéseinek veszélyhelyzet ideje alatt történő eltérő alkalmazásáról[133]
- 446/2022. (XI. 7.) Korm. rendelet Egyes koncesszióköteles tevékenységek tekintetében az illetékes ágazati miniszteri feladatok ellátásáról[133]
- 447/2022. (XI. 9.) Korm. rendelet Az ukrajnai helyzetet destabilizáló orosz intézkedések miatt hozott korlátozó intézkedésekről szóló 833/2014/EU tanácsi rendelet, valamint a belarusz helyzetre és Belarusznak az Ukrajna elleni orosz agresszióban való részvételére tekintettel hozott korlátozó intézkedésekről szóló 765/2006/EK tanácsi rendelet egyes rendelkezéseinek végrehajtási szabályairól[134]
- 448/2022. (XI. 9.) Korm. rendelet A veszélyhelyzet ideje alatt az egyetemes szolgáltató ügyfélszolgálati többlettevékenységeinek biztosításához szükséges intézkedésekről[134]
- 449/2022. (XI. 9.) Korm. rendelet A veszélyhelyzet során a közvilágítás üzemeltetésével kapcsolatos szabályokról[134]
- 450/2022. (XI. 9.) Korm. rendelet A villamos energiáról szóló 2007. évi LXXXVI. törvény veszélyhelyzet ideje alatt történő eltérő alkalmazásáról[134]
- 451/2022. (XI. 9.) Korm. rendelet Az árak megállapításáról szóló 1990. évi LXXXVII. törvény veszélyhelyzet ideje alatt történő eltérő alkalmazásáról szóló 6/2022. (I. 14.) Korm. rendelet módosításáról[134]
- 452/2022. (XI. 9.) Korm. rendelet A veszélyhelyzet idején a légitársaságok hozzájárulásának károsanyagkibocsátás-alapú átalakításáról[134]
- 453/2022. (XI. 9.) Korm. rendelet Egyes államháztartási szabályok veszélyhelyzet ideje alatti további eltérő alkalmazásáról[134]
- 454/2022. (XI. 9.) Korm. rendelet A késedelmi kamatra vonatkozó egyes anyagi jogi rendelkezések veszélyhelyzetre tekintettel történő eltérő alkalmazásáról[134]
- 455/2022. (XI. 9.) Korm. rendelet A polgári légiközlekedésben alkalmazandó nemzeti vészhelyzeti tervről és a légitársasági segítségnyújtási tervről[134]
- 456/2022. (XI. 9.) Korm. rendelet Az egyes áruk, szolgáltatások és anyagi értéket képviselő jogok vámhatárt vagy országhatárt átlépő kereskedelméről szóló 52/2012. (III. 28.) Korm. rendelet módosításáról[134]
- 457/2022. (XI. 9.) Korm. rendelet A fővárosi és megyei kormányhivatal, valamint a járási (fővárosi kerületi) hivatal népegészségügyi feladatai ellátásáról, továbbá az egészségügyi államigazgatási szerv kijelöléséről szóló 385/2016. (XII. 2.) Korm. rendelet módosításáról[134]
- 458/2022. (XI. 9.) Korm. rendelet A filmalkotások közvetett támogatásának céljából fenntartott letéti számlán gyűjthető összeg mértékéről szóló 439/2016. (XII. 16.) Korm. rendelet módosításáról[134]
- 459/2022. (XI. 9.) Korm. rendelet Az extraprofit adókról szóló 197/2022. (VI. 4.) Korm. rendelet módosításáról[134]
- 460/2022. (XI. 10.) Korm. rendelet A különleges jogállású szerveknél és a helyi önkormányzatok képviselő-testületeinek hivatalánál elrendelhető igazgatási szünetre alkalmazandó veszélyhelyzeti szabályokról[135]
- 461/2022. (XI. 14.) Korm. rendelet A veszélyhelyzet ideje alatt a szomszédos országban fennálló humanitárius katasztrófára tekintettel érkező személyek elhelyezésének támogatásáról és az azzal kapcsolatos egyéb intézkedésekről szóló 104/2022. (III. 12.) Korm. rendelet módosításáról[19]
- 462/2022. (XI. 15.) Korm. rendelet A befogadó nemzeti támogatás részletes kormányzati feladatairól[136]
- 463/2022. (XI. 15.) Korm. rendelet Egyes fejlesztéspolitikai tárgyú kormányrendeletek módosításáról[136]
- 464/2022. (XI. 15.) Korm. rendelet Az egyes gazdaságfejlesztési célú és munkahelyteremtő beruházásokkal összefüggő közigazgatási hatósági ügyek nemzetgazdasági szempontból kiemelt jelentőségű üggyé nyilvánításáról, valamint egyes nemzetgazdasági szempontból kiemelt jelentőségű üggyé nyilvánításról szóló kormányrendeletek módosításáról szóló 141/2018. (VII. 27.) Korm. rendelet módosításáról[136]
- 465/2022. (XI. 15.) Korm. rendelet A koncessziós társaság és a koncesszori alvállalkozók indokolt költségeinek rendeletalkotásával, valamint a módszertani útmutató elkészítésével kapcsolatban a veszélyhelyzet időszakában alkalmazandó szabályokról[136]
- 466/2022. (XI. 18.) Korm. rendelet A környezeti zaj értékeléséről és kezeléséről szóló 280/2004. (X. 20.) Korm. rendelet módosításáról[137]
- 467/2022. (XI. 21.) Korm. rendelet A Kormány tagjainak feladat- és hatásköréről szóló 182/2022. (V. 24.) Korm. rendelet módosításáról[138]
- 468/2022. (XI. 21.) Korm. rendelet A turizmus-vendéglátás ágazatot segítő intézkedésekről[138]
- 469/2022. (XI. 21.) Korm. rendelet Egyes kulturális intézmények működését érintő veszélyhelyzeti szabályokról[138]
- 470/2022. (XI. 21.) Korm. rendelet A veszélyhelyzet ideje alatt az egyetemes szolgáltatásra jogosultak körének meghatározásáról szóló 217/2022. (VI. 17.) Korm. rendelet és az egyes egyetemes szolgáltatási árszabások meghatározásáról szóló 259/2022. (VII. 21.) Korm. rendelet módosításáról[138]
- 471/2022. (XI. 21.) Korm. rendelet Egyes gazdasági tárgyú intézkedésekről[138]
- 472/2022. (XI. 21.) Korm. rendelet A települési önkormányzatok által biztosított egyes közszolgáltatásokat érintő 2022. évi béremelésekhez nyújtott támogatásról szóló 8/2022. (I. 14.) Korm. rendelet módosításáról[138]
- 473/2022. (XI. 22.) Korm. rendelet Az egyes gazdaságfejlesztési célú és munkahelyteremtő beruházásokkal összefüggő közigazgatási hatósági ügyek nemzetgazdasági szempontból kiemelt jelentőségű üggyé nyilvánításáról, valamint egyes nemzetgazdasági szempontból kiemelt jelentőségű üggyé nyilvánításról szóló kormányrendeletek módosításáról szóló 141/2018. (VII. 27.) Korm. rendelet módosításáról[139]
- 474/2022. (XI. 23.) Korm. rendelet Egyes energiakereskedelemmel összefüggő tevékenységek veszélyhelyzet idején alkalmazandó szabályairól[20]
- 475/2022. (XI. 24.) Korm. rendelet Az önkormányzati tulajdonú víziközmű-szolgáltató társaságok működésének biztosításával kapcsolatban a veszélyhelyzet időszakában alkalmazandó szabályokról[140]
- 476/2022. (XI. 24.) Korm. rendelet A bevett egyház és annak belső egyházi jogi személye által az állami és a nemzetiségi önkormányzat fenntartásában működő iskolában szervezett hit- és erkölcstanoktatásban, valamint az egyházi köznevelési és szakképző intézményben szervezett hittanoktatásban részt vevő személyek bérfejlesztéséhez nyújtott 2023. évi kiegészítő költségvetési támogatásról[140]
- 477/2022. (XI. 24.) Korm. rendelet A Katasztrófavédelmi Speciális Képzési Központnak a Nemzeti Közszolgálati Egyetem Ludovika Campus állami beruházás keretében, a Ludovika Campus területén történő elhelyezésével összefüggő közigazgatási hatósági ügyek nemzetgazdasági szempontból kiemelt jelentőségű üggyé és a beruházás kiemelten közérdekű beruházássá nyilvánításáról, valamint a Nemzeti Közszolgálati Egyetem Ludovika Campusban történő elhelyezéséhez kapcsolódó beruházások megvalósításával összefüggő közigazgatási hatósági ügyek nemzetgazdasági szempontból kiemelt jelentőségű üggyé nyilvánításáról, az eljáró hatóságok kijelöléséről, valamint az ezzel összefüggő egyes kormányrendeletek módosításáról szóló 126/2012. (VI. 26.) Korm. rendelet módosításáról[140]
- 478/2022. (XI. 24.) Korm. rendelet Egyes önkormányzati támogatásokkal kapcsolatos államháztartási szabályok veszélyhelyzet ideje alatti eltérő alkalmazásáról[140]
- 479/2022. (XI. 28.) Korm. rendelet Az Ukrajna területén fennálló fegyveres konfliktusra, illetve humanitárius katasztrófára tekintettel, valamint ezek magyarországi következményeinek az elhárítása és kezelése érdekében kihirdetett veszélyhelyzet meghosszabbításáról[141]
- 480/2022. (XI. 28.) Korm. rendelet Egyes kormányrendeleteknek a Magyarország 2023. évi központi költségvetésének megalapozásával összefüggő módosításáról[141]
- 481/2022. (XI. 28.) Korm. rendelet A mezei őrszolgálat fenntartási és működési költségéhez a központi költségvetésből biztosított hozzájárulás eltérő mértékéről[141]
- 482/2022. (XI. 28.) Korm. rendelet Az egyes gazdaságfejlesztési célú és munkahelyteremtő beruházásokkal összefüggő közigazgatási hatósági ügyek nemzetgazdasági szempontból kiemelt jelentőségű üggyé nyilvánításáról, valamint egyes nemzetgazdasági szempontból kiemelt jelentőségű üggyé nyilvánításról szóló kormányrendeletek módosításáról szóló 141/2018. (VII. 27.) Korm. rendelet módosításáról[141]
- 483/2022. (XI. 28.) Korm. rendelet A védett személyek és a kijelölt létesítmények védelméről szóló 160/1996. (XI. 5.) Korm. rendelet módosításáról[141]
- 484/2022. (XI. 29.) Korm. rendelet A villamos energiáról szóló 2007. évi LXXXVI. törvény veszélyhelyzet ideje alatt történő további eltérő alkalmazásáról és a villamos energiáról szóló 2007. évi LXXXVI. törvény veszélyhelyzet ideje alatt történő eltérő alkalmazásáról szóló 450/2022. (XI. 9.) Korm. rendelet módosításáról[142]
- 485/2022. (XI. 30.) Korm. rendelet A szociális ellátórendszer veszélyhelyzeti működéséről[21]
- 486/2022. (XI. 30.) Korm. rendelet Az egyetemes szolgáltatási árszabások meghatározásáról szóló 259/2022. (VII. 21.) Korm. rendelet eltérő alkalmazásáról[21]
- 487/2022. (XI. 30.) Korm. rendelet A HAJDUFREEZE Hajdúsági Hűtőipari zártkörűen működő Részvénytársaság felszámolás alatt egységesített eljárásrend szerinti megszüntetéséhez szükséges kormányzati intézkedésekről[21]
- 488/2022. (XI. 30.) Korm. rendelet Veszélyes üzemek villamosenergia-ellátásával kapcsolatos veszélyhelyzeti intézkedésekről[21]
- 489/2022. (XI. 30.) Korm. rendelet Az egyes gazdasági tárgyú intézkedésekről szóló 471/2022. (XI. 21.) Korm. rendelet módosításáról[21]

#### December (490–)
- 490/2022. (XII. 1.) Korm. rendelet A 2025. évi Oszakai Világkiállítással kapcsolatos egyes rendelkezésekről[22]
- 491/2022. (XII. 1.) Korm. rendelet Az Ukrajna területén fennálló fegyveres konfliktus magyarországi következményei miatt az ötéves vagy annál hosszabb időszakra kötött egyes szerződések felmondásának lehetőségéről[22]
- 492/2022. (XII. 1.) Korm. rendelet A sportról szóló törvény egyes rendelkezéseinek veszélyhelyzet idején történő eltérő alkalmazásáról[22]
- 493/2022. (XII. 2.) Korm. rendelet A veszélyhelyzet ideje alatt szomszédos országban fennálló humanitárius katasztrófára tekintettel, az ideiglenes védelemre jogosultként elismert személyek foglalkoztatásával és juttatásaival kapcsolatos egyes szabályokról, valamint a menedékjogról szóló 2007. évi LXXX. törvény végrehajtásáról szóló 301/2007. (XI. 9.) Korm. rendelet módosításáról szóló 106/2022. (III. 12.) Korm. rendelet módosításáról[143]
- 494/2022. (XII. 6.) Korm. rendelet az uniós szankciók életbelépése okán az üzemanyagárral kapcsolatos egyes rendelkezésekről[144](A benzin "ársapka" kivezetése azonnali hatállyal, 23 órakor) [145]
- 495/2022. (XII. 6.) Korm. rendelet az egyes gazdaságfejlesztési célú és munkahelyteremtő beruházásokkal összefüggő közigazgatási hatósági ügyek nemzetgazdasági szempontból kiemelt jelentőségű üggyé nyilvánításáról, valamint egyes nemzetgazdasági szempontból kiemelt jelentőségű üggyé nyilvánításról szóló kormányrendeletek módosításáról szóló 141/2018. (VII. 27.) Korm. rendelet módosításáról[144]
- 496/2022. (XII. 7.) Korm. rendelet az extraprofit adókról szóló 197/2022. (VI. 4.) Korm. rendelet módosításáról[146]
- 497/2022. (XII. 8.) Korm. rendelet Az extraprofit adókról szóló 197/2022. (VI. 4.) Korm. rendelet módosításáról[147]
- 498/2022. (XII. 8.) Korm. rendelet A veszélyhelyzet idején a látvány-csapatsport támogatását biztosító támogatási igazolás kiállításáról, felhasználásáról, a támogatás elszámolásának és ellenőrzésének, valamint visszafizetésének szabályairól szóló 107/2011. (VI. 30.) Korm. rendelet szabályainak eltérő alkalmazásáról szóló 444/2022. (XI. 7.) Korm. rendelet módosításáról[147]
- 499/2022. (XII. 8.) Korm. rendelet A Központi Információs Közadat-nyilvántartás részletszabályairól[147]
- 500/2022. (XII. 8.) Korm. rendelet A Lechner Tudásközpont Nonprofit Korlátolt Felelősségű Társaság 100%-os állami tulajdonban lévő gazdasági társaság által ellátott egyes feladatok központi költségvetési szerv általi átvételéről, valamint az ezzel kapcsolatos eljárási kérdések rendezéséről[147]
- 501/2022. (XII. 8.) Korm. rendelet A Magyar Export-Import Bank Részvénytársaság kamatkiegyenlítési rendszeréről szóló 85/1998. (V. 6.) Korm. rendelet módosításáról[147]
- 502/2022. (XII. 8.) Korm. rendelet A Magyar Exporthitel Biztosító Részvénytársaság által a központi költségvetés terhére, a Kormány készfizető kezessége mellett vállalható nem piacképes kockázatú biztosítások feltételeiről szóló 312/2001. (XII. 28.) Korm. rendelet módosításáról[147]
- 503/2022. (XII. 8.) Korm. rendelet A Magyarország gazdasági stabilitásáról szóló 2011. évi CXCIV. törvény veszélyhelyzet ideje alatt történő eltérő alkalmazásáról[147]
- 504/2022. (XII. 8.) Korm. rendelet A Magyarország központi költségvetésétől eltérő rendelkezésekkel összefüggő veszélyhelyzeti eljárási szabályokról[147]
- 505/2022. (XII. 9.) Korm. rendelet A veszélyhelyzet ideje alatt szomszédos országban fennálló humanitárius katasztrófára tekintettel, az ideiglenes védelemre jogosultként elismert személyek foglalkoztatásával és juttatásaival kapcsolatos egyes szabályokról, valamint a menedékjogról szóló 2007. évi LXXX. törvény végrehajtásáról szóló 301/2007. (XI. 9.) Korm. rendelet módosításáról szóló 106/2022. (III. 12.) Korm. rendelet módosításáról[148]
- 506/2022. (XII. 13.) Korm. rendelet A nyugellátások és egyes más ellátások 2023. január havi emeléséről[149]
- 507/2022. (XII. 13.) Korm. rendelet A Svájci Szövetségi Tanács és Magyarország Kormánya között létrejött, az Európai Unió kiválasztott tagállamai számára az Európai Unión belüli gazdasági és társadalmi egyenlőtlenségek csökkentését célzó Svájci Hozzájárulás II. időszak végrehajtásáról szóló keretmegállapodás kihirdetéséről[150]
- 508/2022. (XII. 13.) Korm. rendelet A Magyarország Kormánya és a Sierra Leone-i Köztársaság Kormánya közötti gazdasági és műszaki együttműködésről szóló megállapodás kihirdetéséről[150]
- 509/2022. (XII. 13.) Korm. rendelet Egyes központi kormányzati igazgatási szervek közötti feladatátadásból eredő jogutódlás veszélyhelyzeti szabályairól[150]
- 510/2022. (XII. 13.) Korm. rendelet A gyermekek napközbeni ellátása veszélyhelyzeti működéséről[150]
- 511/2022. (XII. 13.) Korm. rendelet Az árak megállapításáról szóló 1990. évi LXXXVII. törvény veszélyhelyzet ideje alatt történő eltérő alkalmazásáról szóló 6/2022. (I. 14.) Korm. rendelet módosításáról[150]
- 512/2022. (XII. 13.) Korm. rendelet A 2021–2027 programozási időszakban az európai területi együttműködési célkitűzés keretében megvalósuló transznacionális és interregionális együttműködési programok végrehajtásáról[150]
- 513/2022. (XII. 13.) Korm. rendelet Az egészségügyi fekvőbeteg-szakellátást nyújtó közfinanszírozott szolgáltatók gazdálkodását segítő intézkedésekről[150]
- 514/2022. (XII. 13.) Korm. rendelet A fővárosi és megyei kormányhivatal, valamint a járási (fővárosi kerületi) hivatal népegészségügyi feladatai ellátásáról, továbbá az egészségügyi államigazgatási szerv kijelöléséről szóló 385/2016. (XII. 2.) Korm. rendelet módosításáról[150]
- 515/2022. (XII. 13.) Korm. rendelet A költségvetési szervek és a bevett egyházak és belső egyházi jogi személyek foglalkoztatottjainak 2023. évi kompenzációjáról[150]
- 516/2022. (XII. 13.) Korm. rendelet A lelkiismereti és vallásszabadság jogáról, valamint az egyházak, vallásfelekezetek és vallási közösségek jogállásáról szóló 2011. évi CCVI. törvény végrehajtásáról szóló 231/2019. (X. 4.) Korm. rendelet módosításáról[150]
- 517/2022. (XII. 13.) Korm. rendelet A Helikon Kastélymúzeum Közhasznú Nonprofit Korlátolt Felelősségű Társaság feladatainak a NÖF Nemzeti Örökségvédelmi Fejlesztési Nonprofit Korlátolt Felelősségű Társaság részére történő átadásáról, valamint a turisztikai térségek meghatározásáról szóló 429/2020. (IX. 14.) Korm. rendelet módosításáról[150]
- 518/2022. (XII. 13.) Korm. rendelet Az adatok végleges hozzáférhetetlenné tételét lehetővé tevő alkalmazás biztosításával kapcsolatos eljárási szabályok meghatározásáról szóló 726/2020. (XII. 31.) Korm. rendelet módosításáról[150]
- 519/2022. (XII. 13.) Korm. rendelet A Gazdaság-újraindítási Alap uniós fejlesztései fejezetbe tartozó fejezeti és központi kezelésű előirányzatok felhasználásának rendjéről szóló 481/2021. (VIII. 13.) Korm. rendelet módosításáról[150]
- 520/2022. (XII. 13.) Korm. rendelet A veszélyhelyzeti átmeneti villamosenergia-ellátás biztosításáról és egyetemes szolgáltatási árszabások meghatározásával kapcsolatos szabályokról[150]
- 521/2022. (XII. 13.) Korm. rendelet A csődeljárásról és a felszámolási eljárásról szóló 1991. évi XLIX. törvény, valamint a cégnyilvánosságról, a bírósági cégeljárásról és a végelszámolásról szóló 2006. évi V. törvény veszélyhelyzet ideje alatt történő eltérő alkalmazásáról[150]
- 522/2022. (XII. 14.) Korm. rendelet Az Európa Kulturális Fővárosa 2023 cím viselésével összefüggésben, az Európa Kulturális Fővárosa 2023 programsorozat megrendezéséhez szükséges létesítményfejlesztésekkel összefüggő közigazgatási hatósági ügyek nemzetgazdasági szempontból kiemelt jelentőségű üggyé nyilvánításáról, valamint további sajátos szabályok megállapításáról szóló 654/2020. (XII. 23.) Korm. rendelet módosításáról[23]
- 523/2022. (XII. 15.) Korm. rendelet Az Építési és Közlekedési Minisztérium tulajdonosi joggyakorlása alá tartozó, 100%-os állami tulajdonban lévő gazdasági társaságok feladatainak integrációjával kapcsolatos további intézkedésekről és egyes kormányrendeletek módosításáról[151]
- 524/2022. (XII. 16.) Korm. rendelet A pedagógusok előmeneteli rendszeréről és a közalkalmazottak jogállásáról szóló 1992. évi XXXIII. törvény köznevelési intézményekben történő végrehajtásáról szóló 326/2013. (VIII. 30.) Korm. rendelet módosításáról[152]
- 525/2022. (XII. 16.) Korm. rendelet Az épített környezet alakításáról és védelméről szóló 1997. évi LXXVIII. törvény veszélyhelyzet ideje alatt történő eltérő alkalmazásáról;D1[152]
- 526/2022. (XII. 16.) Korm. rendelet A villamos energiáról szóló 2007. évi LXXXVI. törvény veszélyhelyzet ideje alatt történő eltérő alkalmazásáról[152]
- 527/2022. (XII. 16.) Korm. rendelet A szabályozási többletkapacitásra és a saját célra termelő egységekre vonatkozó veszélyhelyzeti szabályokról[152]
- 528/2022. (XII. 16.) Korm. rendelet Az egyes intézmények földgázfelhasználásának szabályozásáról szóló 354/2022. (IX. 19.) Korm. rendelet módosításáról[152]
- 529/2022. (XII. 16.) Korm. rendelet Az egyes államháztartási szabályok veszélyhelyzet ideje alatti eltérő alkalmazásáról szóló 453/2022. (XI. 9.) Korm. rendelet módosításáról[152]

### Országgyűlési határozatok
- 1/2022. (II. 22.) OGY határozat az Országgyűlés bizottságainak létrehozásáról, tisztségviselőinek és tagjainak megválasztásáról szóló 5/2018. (V. 8.) OGY határozat módosításáról[153]
- 2/2022. (II. 22.) OGY határozat dr. Fülöp Erik országgyűlési képviselő mentelmi ügyében[153]
- 3/2022. (II. 22.) OGY határozat dr. Hadházy Ákos országgyűlési képviselő mentelmi ügyében[153]
- 4/2022. (II. 22.) OGY határozat Sebián-Petrovszki László országgyűlési képviselő mentelmi ügyében[153]
- 5/2022. (II. 22.) OGY határozat Szilágyi György országgyűlési képviselő mentelmi ügyében[153]
- 6/2022. (III. 10.) OGY határozat köztársasági elnök megválasztásáról[58]
- 7/2022. (III. 10.) OGY határozat Tóth Csaba országgyűlési képviselő mentelmi ügyében[58]
- 8/2022. (V. 2.) OGY határozat  Az Országgyűlés elnökének megválasztásáról[154]
- 9/2022. (V. 2.)  OGY határozat Az Országgyűlés alelnökeinek, a törvényalkotásért felelős alelnökének, valamint jegyzőinek megválasztásáról[154]
- 10/2022. (V. 2.)  OGY határozat Az Országgyűlés háznagyának megválasztásáról[154] (Mátrai Márta)
- 11/2022. (V. 2.) OGY határozat Az Országgyűlés bizottságainak létrehozásáról, tagjainak és tisztségviselőinek megválasztásáról[154]
- 12/2022. (V. 13.) OGY határozat Az Országgyűlés bizottságainak létrehozásáról, tagjainak és tisztségviselőinek megválasztásáról szóló 11/2022. (V. 2.) OGY határozat módosításáról[155]
- 13/2022. (V. 16.) OGY határozat A miniszterelnök megválasztásáról[156]
- 14/2022. (V. 18.) OGY határozat  Az Országgyűlés tisztségviselőinek megválasztásáról szóló 3/2018. (V. 8.) OGY határozat módosításáról[156]
- 15/2022. (V. 18.) OGY határozat  Az Országgyűlés bizottságainak létrehozásáról, tagjainak és tisztségviselőinek megválasztásáról szóló 11/2022. (V. 2.) OGY határozat módosításáról[156]
- 16/2022. (V. 18.) OGY határozat az Országgyűlés bizottságainak létrehozásáról, tagjainak és tisztségviselőinek megválasztásáról szóló 11/2022. (V. 2.) OGY határozat módosításáról[156]
- 17/2022. (VI. 8.) OGY határozat Az Országgyűlés bizottságainak létrehozásáról, tagjainak és tisztségviselőinek megválasztásáról szóló 11/2022. (V. 2.) OGY határozat módosításáról[8]
- 18/2022. (VI. 8.) OGY határozat  Akopjan Nikogosz nemzetiségi szószóló mentelmi ügyében[8]
- 19/2022. (VI. 8.) OGY határozat  Szabó Timea országgyűlési képviselő mentelmi ügyében[8]
- 20/2022. (VI. 8.) OGY határozat  Tordai Bence országgyűlési képviselő mentelmi ügyében[8]
- 21/2022. (VI. 14.) OGY határozat Az Országgyűlés bizottságainak létrehozásáról, tagjainak és tisztségviselőinek megválasztásáról szóló 11/2022. (V. 2.) OGY határozat módosításáról[80]
- 22/2022. (VI. 14.) OGY határozat Az Országgyűlés alelnökeinek, a törvényalkotásért felelős alelnökének, valamint jegyzőinek megválasztásáról szóló 9/2022. (V. 2.) OGY határozat módosításáról[80]
- 23/2022. (VI. 20.) OGY határozat Az Állami Számvevőszék elnökét jelölő eseti bizottság létrehozásáról[157]
- 24/2022. (VI. 21.) OGY határozat A globális minimumadó bevezetésére vonatkozó európai uniós irányelv elfogadásának elutasításáról[83]
- 25/2022. (VI. 22.) OGY határozat Az Interparlamentáris Unió Magyar Nemzeti Csoportjának megalakításáról[84]
- 26/2022. (VI. 22.) OGY határozat Az Állami Számvevőszék elnökét jelölő eseti bizottság tisztségviselőinek és tagjainak megválasztásáról[84]
- 27/2022. (VI. 22.) OGY határozat A Tájékoztató az Állami Számvevőszék 2021. évi szakmai tevékenységéről és beszámoló az intézmény működéséről az Országgyűlés részére című beszámoló elfogadásáról[84]
- 28/2022. (VII. 5.) OGY határozat Az Állami Számvevőszék elnökének megválasztásáról[158]
- 29/2022. (VII. 5.) OGY határozat Az Országgyűlés bizottságainak létrehozásáról, tagjainak és tisztségviselőinek megválasztásáról szóló 11/2022. (V. 2.) OGY határozat módosításáról[158]
- 30/2022. (VII. 12.) OGY határozat A Magyar Nemzeti Bank Monetáris Tanácsa tagjának megválasztásáról[159]
- 31/2022. (VII. 12.) OGY határozat Az Országgyűlés bizottságainak létrehozásáról, tagjainak és tisztségviselőinek megválasztásáról szóló 11/2022. (V. 2.) OGY határozat módosításáról[159]
- 32/2022. (VII. 19.) OGY határozat Az Európai Unió jövőjével kapcsolatosan képviselendő magyar álláspontról[160]
- 33/2022. (VII. 19.) OGY határozat Az Országgyűlés alelnökeinek, a törvényalkotásért felelős alelnökének, valamint jegyzőinek megválasztásáról szóló 9/2022. (V. 2.) OGY határozat módosításáról
- 34/2022. (VII. 19.) OGY határozat Az Országgyűlés bizottságainak létrehozásáról, tagjainak és tisztségviselőinek megválasztásáról szóló 11/2022. (V. 2.) OGY határozat módosításáról[160]
- 35/2022. (VII. 19.) OGY határozat A Hungarikum Bizottság négy tagjának delegálásáról[160]
- 36/2022. (VII. 22.) OGY határozat Az egyes házszabályi rendelkezésekről szóló 10/2014. (II. 24.) OGY határozat módosításáról[2]
- 37/2022. (IX. 27.) OGY határozat A Nemzeti Választási Bizottság tagjainak és póttagjainak megválasztásáról

### Miniszteri rendeletek

#### Január
- 1/2022. (I. 3.) MK rendelet A fogyasztónak nyújtott hitelről szóló 2009. évi CLXII. törvény veszélyhelyzetben történő eltérő alkalmazásával összefüggő hitelezői tájékoztatásról[27]
- 1/2022. (I. 7.) TNM rendelet A nemzetiségi és egyházi célú fejezeti kezelésű előirányzatok kezeléséről és felhasználásáról szóló 2/2019. (III. 19.) TNM rendeletnek a 2022. évi felhasználási szabályok megállapítására irányuló módosításáról[28]
- 2/2022. (I. 7.) MK rendelet	A fogyasztónak nyújtott hitelről szóló 2009. évi CLXII. törvény veszélyhelyzetben történő eltérő alkalmazásával összefüggő hitelezői tájékoztatásról szóló 1/2022. (I. 3.) MK rendelet módosításáról[28]
- 1/2022. (I. 7.) MvM rendelet	A fejezeti kezelésű előirányzatok és a központi kezelésű előirányzatok kezeléséről és felhasználásáról szóló 8/2016. (III. 25.) MvM rendeletnek a Hungary Helps Ügynökség Nonprofit Zrt. szakmai feladatai ellátásának támogatásával kapcsolatos módosításáról[28]
- 1/2022. (I. 7.) EMMI rendelet A játékosügynöki tevékenység bejelentése esetén fizetendő igazgatási szolgáltatási díjró[28]
- 1/2022. (I. 7.) HM rendelet A fejezeti kezelésű előirányzatok kezelésének és felhasználásának szabályairól szóló 5/2018. (III. 8.) HM rendelet módosításáról[28]
- 1/2022. (I. 7.) ITM rendelet	 A 2022. évi Országos Hulladékgazdálkodási Közszolgáltatási Tervről[28]
- 2/2022. (I. 7.) ITM rendelet	Egyes miniszteri rendeletek szervezeti változásokkal összefüggő módosításáró[28]
- 1/2022. (I. 11.) IM rendelet A 2022. április 3. napjára kitűzött országgyűlési képviselő-választás és országos népszavazási eljárások határidőinek és határnapjainak megállapításáról[161]
- 2/2022. (I. 11.) IM rendelet A közös eljárásban lebonyolított országgyűlési képviselő-választás és országos népszavazás költségeinek normatíváiról, tételeiről, elszámolási és belső ellenőrzési rendjéről[161]
- 3/2022. (I. 11.) IM rendelet Az országgyűlési képviselők általános választásán és az azzal közös eljárásban lebonyolított országos népszavazáson a választási irodák hatáskörébe tartozó feladatok végrehajtásának részletes szabályairól, a választási és népszavazási eredmény országosan összesített adatai körének megállapításáról, a fővárosi és megyei kormányhivatal választásokkal összefüggő informatikai feladatai ellátásának részletes szabályairól, valamint a közös eljárásban használandó nyomtatványokról[161]
- 1/2022. (I. 12.) NVTNM rendelet A Védelmi Innovációs Kutatóintézet Közhasznú Nonprofit Zártkörűen Működő Részvénytársaság tulajdonosi joggyakorlójának kijelölése érdekében az egyes állami tulajdonban álló gazdasági társaságok felett az államot megillető tulajdonosi jogok és kötelezettségek összességét gyakorló személyek kijelöléséről szóló 1/2018. (VI. 25.) NVTNM rendelet módosításáról[29]
- 1/2022. (I. 12.) PM rendelet A Nemzeti Adó- és Vámhivatal személyi állományának jogállásáról szóló törvény hatálybalépésével, valamint a Nemzeti Adó- és Vámhivatal tevékenységével összefüggő rendeletek módosításáról[161]
- 1/2022. (I. 14.) SZTFH rendelet A bírósági végrehajtás szervezetéről szóló 6/2021. (X. 29.) SZTFH rendelet módosításáról[30]
- 1/2022. (I. 14.) AM rendelet Az agrárgazdasági és vidékfejlesztési szaktanácsadói tevékenységről és az agrárgazdasági szaktanácsadási rendszerről[30]
- 2/2022. (I. 14.) EMMI rendelet Egyes egészségügyi tárgyú miniszteri rendeleteknek a vizsgálati gyógyszerekkel végzett klinikai vizsgálatokra vonatkozó, jogharmonizációs célú módosításáról[30]
- 3/2022. (I. 14.) EMMI rendelet Egyes egészségügyi és egészségbiztosítási tárgyú miniszteri rendeletek módosításáról[30]
- 4/2022. (I. 14.) EMMI rendelet Az új pszichoaktív anyaggá minősített anyagokról vagy vegyületcsoportokról szóló 55/2014. (XII. 30.) EMMI rendelet módosításáról[30]
- 2/2022. (I. 17.) HM rendelet A honvédek illetményéről és illetményjellegű juttatásairól szóló 7/2015. (VI. 22.) HM rendelet és a honvédelmi alkalmazottak jogállásával összefüggő kérdésekről szóló 21/2018. (XII. 28.) HM rendelet módosításáról[162]
- 1/2022. (I. 20.) MNB rendelet A pénzügyi közvetítőrendszer felügyelete alá tartozó személyek és szervezetek törzsadat-bejelentési kötelezettségéről szóló 58/2015. (XII. 22.) MNB rendelet és a Magyar Nemzeti Bank előtti egyes hatósági ügyekben az elektronikus kapcsolattartás szabályairól szóló 36/2017. (XII. 27.) MNB rendelet módosításáról[31]
- 2/2022. (I. 20.) SZTFH rendelet A bírósági végrehajtási eljárásban felszámítandó általános költségátalány mértékéről és megfizetésének szabályairól[31]
- 2/2022. (I. 21.) MvM rendelet A fejezeti kezelésű előirányzatok és a központi kezelésű előirányzatok kezeléséről és felhasználásáról szóló 8/2016. (III. 25.) MvM rendeletnek a 2022. évi felhasználási szabályok megállapítására irányuló módosításáról[163]
- 3/2022. (I. 24.) SZTFH rendelet A szerencsejáték felügyeleti díjról és a szerencsejáték-szervező tevékenység engedélyezéséért és a szerencsejáték-felügyeleti hatóság által végzett egyes igazgatási szolgáltatások igénybevételéért fizetendő igazgatási-szolgáltatási díjról[32]
- 4/2022. (I. 24.) SZTFH rendelet A hites bányamérőről[32]
- 5/2022. (I. 24.) SZTFH rendelet A Mélyfúrási Biztonsági Szabályzatról[32]
- 3/2022. (I. 24.) HM rendelet A honvédek jogállásáról szóló 2012. évi CCV. törvény egyes rendelkezéseinek végrehajtásáról szóló 9/2013. (VIII. 12.) HM rendelet módosításáról[32]
- 1/2022. (I. 24.) KKM rendelet A védettségi igazolások kölcsönös elfogadásának megállapításáról szóló 7/2021. (IV. 29.) KKM rendelet és a védettségi igazolások egyoldalú elismeréséről szóló 17/2021. (V. 22.) KKM rendelet Andorrai Hercegséggel összefüggő módosításáról[32]
- 2/2022. (I. 25.) MNB rendelet A jegybanki alapkamat mértékéről[33]
- 6/2022. (I. 25.) SZTFH rendelet A bányaüzem felelős műszaki vezetőjének kijelöléséről[33]
- 7/2022. (I. 25.) SZTFH rendelet A propán-bután töltő- és tároló üzemek Biztonsági Szabályzatáról[33]
- 8/2022. (I. 26.) SZTFH rendelet A külszíni bányászati tevékenységek Biztonsági Szabályzatáról[164]
- 2/2022. (I. 26.) NVTNM rendelet A DEBRECEN INTERNATIONAL AIRPORT Korlátolt Felelősségű Társaság állami tulajdonú társasági részesedése tulajdonosi joggyakorlójának kijelölése, valamint egyes gazdasági társaságokat érintő változások átvezetése érdekében az egyes állami tulajdonban álló gazdasági társaságok felett az államot megillető tulajdonosi jogok és kötelezettségek összességét gyakorló személyek kijelöléséről szóló 1/2018. (VI. 25.) NVTNM rendelet módosításáról[164]
- 3/2022. (I. 26.) MK rendelet Az árak megállapításáról szóló 1990. évi LXXXVII. törvény veszélyhelyzet ideje alatt történő eltérő alkalmazásáról szóló 6/2022. (I. 14.) Korm. rendelettel összefüggő kereskedői tájékoztatásról[164]
- 2/2022. (I. 27.) AM rendelet Egyes agrártárgyú miniszteri rendeletek jogharmonizációs célú módosításáról[34]
- 2/2022. (I. 27.) KKM rendelet Az egyes külgazdasági és külügyi tárgyú miniszteri rendeletek módosításáról[34]
- 9/2022. (I. 28.) SZTFH rendelet A bányafelügyelet részére fizetendő igazgatási szolgáltatási díjakról és egyéb eljárási költségekről, valamint a felügyeleti díj fizetésének részletes szabályairól[35]
- 10/2022. (I. 28.) SZTFH rendelet A bányászat területén munkabiztonsági szaktevékenységnek minősülő feladatok ellátására jogosult személyek szakképesítési követelményeiről[35]
- 11/2022. (I. 28.) SZTFH rendelet A bányafelügyelet hatáskörébe tartozó egyes nyomástartó berendezések engedélyezéséről és hatósági felügyeletéről[35]
- 12/2022. (I. 28.) SZTFH rendelet A bányafelügyelet hatáskörébe tartozó egyes sajátos építményekre vonatkozó építésügyi hatósági eljárások szabályairól[35]
- 13/2022. (I. 28.) SZTFH rendelet A bányászati hulladékok kezeléséről[35]
- 14/2022. (I. 28.) SZTFH rendelet A földtani szakértői tevékenység folytatásának részletes szabályairól[35]
- 15/2022. (I. 28.) SZTFH rendelet A bányaüzemekben megvalósítandó biztonsági és egészségvédelmi követelmények minimális szintjéről[35]
- 16/2022. (I. 28.) SZTFH rendelet A Kőolaj- és Földgázbányászati Biztonsági Szabályzatról[35]
- 17/2022. (I. 28.) SZTFH rendelet A fogyasztóknál elhelyezett cseppfolyós propán-butángáz tartályok biztonsági követelményeiről és a Cseppfolyós Propán-butángáz Tartályok Biztonsági Szabályzatáról[35]
- 18/2022. (I. 28.) SZTFH rendelet A gázelosztó vezetékek biztonsági követelményeiről és a Gázelosztó Vezetékek Biztonsági Szabályzatáról[35]
- 19/2022. (I. 28.) SZTFH rendelet A bányatérképek méretarányára és tartalmára vonatkozó Bányabiztonsági Szabályzatról[35]
- 3/2022. (I. 28.) AM rendelet A mezőgazdasági krízisbiztosítási rendszer működésének részletes szabályairól szóló 68/2020. (XII. 23.) AM rendelet módosításáról[35]
- 5/2022. (I. 28.) EMMI rendelet A különleges táplálkozási célú élelmiszerekről szóló 36/2004. (IV. 26.) ESzCsM rendelet és az egyes egészségügyi tárgyú miniszteri rendeleteknek a vizsgálati gyógyszerekkel végzett klinikai vizsgálatokra vonatkozó, jogharmonizációs célú módosításáról szóló 2/2022. (I. 14.) EMMI rendelet módosításáról[35]
- 3/2022. (I. 31.) NVTNM rendelet A Pan-Inform Kutatás-fejlesztési és Innovációs Korlátolt Felelősségű Társaság tulajdonosi joggyakorlójának kijelölése érdekében az egyes állami tulajdonban álló gazdasági társaságok felett az államot megillető tulajdonosi jogok és kötelezettségek összességét gyakorló személyek kijelöléséről szóló 1/2018. (VI. 25.) NVTNM rendelet módosításáról[36]
- 20/2022. (I. 31.) SZTFH rendelet A bányászatról szóló 1993. évi XLVIII. törvény végrehajtásának egyes szabályairól[165]
- 21/2022. (I. 31.) SZTFH rendelet A bányafelügyelet hatáskörébe tartozó tevékenység során bekövetkezett súlyos üzemzavar és súlyos baleset bejelentésének és vizsgálatának rendjéről szóló biztonsági szabályzatról[165]
- 22/2022. (I. 31.) SZTFH rendelet A bányászatban műszaki biztonsági szempontból jelentős munkakörök betöltéséhez szükséges szakmai képesítésről és gyakorlatról[165]
- 23/2022. (I. 31.) SZTFH rendelet A föld alatti bányászati tevékenységek biztonsági szabályzatáról[165]
- 24/2022. (I. 31.) SZTFH rendelet A védő- és határpillérek méretezéséről szóló Bányabiztonsági Szabályzatról[165]
- 25/2022. (I. 31.) SZTFH rendelet Az ásványi nyersanyag és a geotermikus energia természetes előfordulási területének komplex érzékenységi és terhelhetőségi vizsgálatáról[165]
- 26/2022. (I. 31.) SZTFH rendelet A szénhidrogén szállítóvezetékek biztonsági követelményeiről és a Szénhidrogén Szállítóvezetékek Biztonsági Szabályzatáról[165]
- 27/2022. (I. 31.) SZTFH rendelet Az Általános Robbantási Biztonsági Szabályzatról[165]
- 28/2022. (I. 31.) SZTFH rendelet A polgári felhasználású robbanóanyagok forgalmazásáról és felügyeletéről[165]
- 29/2022. (I. 31.) SZTFH rendelet Az energetikai és ipari eredetű szén-dioxid tárolására alkalmas földtani szerkezetekkel kapcsolatos részletes szabályokról[165]

#### Február
- 3/2022. (II. 1.) MvM rendelet A közigazgatási, rendészeti, katonai és nemzetbiztonsági felsőoktatás vonatkozásában az évenként felvehető hallgatói létszám megállapításával és elosztásával kapcsolatos eljárás részletes szabályairól, a Nemzeti Közszolgálati Egyetemre történő felvétel különös feltételeiről, valamint a külföldi hallgatók Nemzeti Közszolgálati Egyetemre történő felvételének, jogállásának és tanulmányainak részletes szabályairól szóló 1/2013. (I. 8.) KIM rendelet módosításáról[38]
- 4/2022. (II. 1.) IM rendelet Az igazságügyi szakértők díjazásáról szóló 3/1986. (II. 21.) IM rendelet módosításáról[38]
- 3/2022. (II. 2.) MNB rendelet Az értékpapírszámla, ügyfélszámla belépési azonosító és jelszó megképzésének módszertanáról, a kapcsolódó adatszolgáltatásról, valamint az adatbiztonsági követelményeket rögzítő szabályzat kötelező tartalmi elemeiről szóló 36/2015. (IX. 24.) MNB rendelet módosításáról[166]
- 3/2022. (II. 2.) ITM rendelet A XXXV. Nemzeti Kutatási, Fejlesztési és Innovációs Hivatal költségvetési fejezetbe sorolt fejezeti kezelésű előirányzat 2022. évi kezeléséről és felhasználásáról[166]
- 4/2022. (II. 2.) ITM rendelet A LXII. Nemzeti Kutatási, Fejlesztési és Innovációs Alap költségvetési fejezetbe sorolt előirányzatok 2022. évi kezeléséről és felhasználásáról[166]
- 4/2022. (II. 8.) AM rendelet A mező- és erdőgazdasági légi munkavégzésről szóló 44/2005. (V. 6.) FVM−GKM−KvVM együttes rendelet módosításáról[40]
- 1/2022. (II. 10.) MEKH rendelet A megújuló energiaforrásból termelt villamos energia működési támogatásának mértékéről szóló 13/2017. (XI. 8.) MEKH rendelet módosításáról[167]
- 4/2022. (II. 10.) NVTNM rendelet A BrainVisionCenter Nonprofit Korlátolt Felelősségű Társaság állami tulajdonú társasági részesedése tulajdonosi joggyakorlójának kijelölése érdekében az egyes állami tulajdonban álló gazdasági társaságok felett az államot megillető tulajdonosi jogok és kötelezettségek összességét gyakorló személyek kijelöléséről szóló 1/2018. (VI. 25.) NVTNM rendelet módosításáról[167]
- 5/2022. (II. 11.) AM rendelet Az agrárgazdasági és vidékfejlesztési szaktanácsadói tevékenységről és az agrárgazdasági szaktanácsadási rendszerről szóló 1/2022. (I. 14.) AM rendelet eltérő szöveggel történő hatályba léptetéséről[41]
- 6/2022. (II. 11.) AM rendelet A baromfi ágazatban igénybe vehető állatjóléti támogatások feltételeiről szóló 11/2019. (IV. 1.) AM rendelet módosításáról[41]
- 5/2022. (II. 11.) IM rendelet Az országgyűlési képviselők általános választásán és az azzal közös eljárásban lebonyolított országos népszavazáson a választási irodák hatáskörébe tartozó feladatok végrehajtásának részletes szabályairól, a választási és népszavazási eredmény országosan összesített adatai körének megállapításáról, a fővárosi és megyei kormányhivatal választásokkal összefüggő informatikai feladatai ellátásának részletes szabályairól, valamint a közös eljárásban használandó nyomtatványokról szóló 3/2022. (I. 11.) IM rendelet módosításáról[41]
- 5/2022. (II. 11.) ITM rendelet A Nemzeti Repülésbiztonsági Programra és a Repülésbiztonság-irányítási Rendszer működtetésére vonatkozó részletes szabályokról[41]
- 30/2022. (II. 14.) SZTFH rendelet A nemzeti kiberbiztonsági tanúsító hatóság eljárásával összefüggő kiberbiztonsági tanúsítás keretében fizetendő igazgatási szolgáltatási díjról[168]
- 31/2022. (II. 14.) SZTFH rendelet Az információs és kommunikációs technológiák kiberbiztonsági tanúsításáról[168]
- 5/2022. (II. 14.) NVTNM rendelet A védelmi ipari tevékenységet ellátó gazdasági társaságok egységes irányításának megvalósítása érdekében az egyes állami tulajdonban álló gazdasági társaságok felett az államot megillető tulajdonosi jogok és kötelezettségek összességét gyakorló személyek kijelöléséről szóló 1/2018. (VI. 25.) NVTNM rendelet módosításáról[168]
- 6/2022. (II. 14.) NVTNM rendelet A Pécs-pogányi repülőteret működtető Korlátolt Felelősségű Társaság és az AIR-HORIZONT PÉCS-POGÁNYI REPÜLŐTÉR FEJLESZTÉSÉÉRT Nonprofit Korlátolt Felelősségű Társaság állami tulajdonban lévő társasági részesedései felett a tulajdonosi joggyakorló kijelölése érdekében az egyes állami tulajdonban álló gazdasági társaságok felett az államot megillető tulajdonosi jogok és kötelezettségek összességét gyakorló személyek kijelöléséről szóló 1/2018. (VI. 25.) NVTNM rendelet módosításáról[168]
- 7/2022. (II. 14.) NVTNM rendelet Egyes tulajdonosi joggyakorló kijelölések hatályon kívül helyezése érdekében az egyes állami tulajdonban álló gazdasági társaságok felett az államot megillető tulajdonosi jogok és kötelezettségek összességét gyakorló személyek kijelöléséről szóló 1/2018. (VI. 25.) NVTNM rendelet módosításáról, valamint az állami tulajdonú befektetési jegyek tulajdonosi joggyakorlójának kijelöléséről, valamint az egyes állami tulajdonban álló gazdasági társaságok felett az államot megillető tulajdonosi jogok és kötelezettségek összességét gyakorló személyek kijelöléséről szóló 1/2018. (VI. 25.) NVTNM rendelet módosításáról szóló 23/2021. (XII. 3.) NVTNM rendelet hatályon kívül helyezéséről[168]
- 6/2022. (II. 15.) EMMI rendelet Az Elektronikus Egészségügyi Szolgáltatási Térrel kapcsolatos részletes szabályokról szóló 39/2016. (XII. 21.) EMMI rendelet módosításáról[43]
- 7/2022. (II. 17.) AM rendelet A Nemzeti Földalappal kapcsolatos bevételek és kiadások fejezetbe sorolt központi kezelésű előirányzatok felhasználásáról szóló 32/2015. (VI. 19.) FM rendelet, valamint a fejezeti és központi kezelésű előirányzatok kezelésének és felhasználásának szabályairól szóló 14/2021. (III. 25.) AM rendelet módosításáról[45]
- 7/2022. (II. 17.) EMMI rendelet Az új pszichoaktív anyaggá minősített anyagokról vagy vegyületcsoportokról szóló 55/2014. (XII. 30.) EMMI rendelet módosításáról[45]
- 4/2022. (II. 17.) HM rendelet A honvédelmi miniszter feladatkörébe tartozó egyes miniszteri rendeletek módosításáról[45]
- 6/2022. (II. 17.) ITM rendelet A használati díj megfizetése ellenében használható autópályákról, autóutakról, főutakról és azok díjáról szóló 45/2020. (XI. 28.) ITM rendelet módosításáról[45]
- 4/2022. (II. 18.) MK rendelet A fogyasztónak nyújtott hitelről szóló 2009. évi CLXII. törvény veszélyhelyzetben történő eltérő alkalmazásával összefüggő hitelezői tájékoztatásról szóló 1/2022. (I. 3.) MK rendelet módosításáról[46]
- 8/2022. (II. 18.) EMMI rendelet Az orvostechnikai eszközökről szóló 4/2009. (III. 17.) EüM rendelet módosításáról[46]
- 9/2022. (II. 21.) EMMI rendelet Az Európai Közösségi jog hatálya alá tartozó, feltétel nélkül elismerésre kerülő egyes egészségügyi oklevelek, bizonyítványok és a képesítés megszerzéséről szóló egyéb tanúsítványok megnevezéséről és ezen okiratok birtokosaival azonos jogállású személyek köréről szóló 4/2008. (I. 16.) EüM rendelet jogharmonizációs célú módosításáról[169]
- 4/2022. (II. 22.) MNB rendelet A jegybanki alapkamat mértékéről[153]
- 1/2022. (II. 22.) BM rendelet A központosított informatikai és elektronikus hírközlési szolgáltatásokat egyedi szolgáltatási megállapodás útján igénybe vevő szervezetekről, valamint a központi szolgáltató által üzemeltetett vagy fejlesztett informatikai rendszerekről szóló 7/2013. (II. 26.) NFM rendelet módosításáról[153]
- 3/2022. (II. 22.) KKM rendelet A fejezeti kezelésű előirányzatok kezeléséről és felhasználásáról szóló 4/2019. (VI. 14.) KKM rendeletnek a Magyarország 2022. évi központi költségvetéséről szóló 2021. évi XC. törvény címrendjével összefüggő módosításáról[153]
- 4/2022. (II. 23.) MvM rendelet Az Idősbarát Önkormányzat Díj alapításáról és adományozásáról szóló 58/2004. (VI. 18.) ESzCsM−BM együttes rendelet módosításáról[48]
- 8/2022. (II. 28.) AM rendelet A mezőgazdasági termelőeszközökben bekövetkezett viharkárok részbeni kompenzálásáról[51]
- 9/2022. (II. 28.) AM rendelet A növényegészségügyi feladatok végrehajtásának részletes szabályairól szóló 7/2001. (I. 17.) FVM rendelet, valamint az egyes állat-járványügyi intézkedésekről és az azokkal összefüggő állami kártalanításról szóló 74/2013. (VIII. 30.) VM rendelet módosításáról[51]
- 5/2022. (II. 28.) HM rendelet A honvédségi járművek fenntartásáról szóló 18/2009. (XII. 18.) HM rendelet módosításáról[51]

#### Március
- 10/2022. (III. 3.) AM rendelet A természetes ásványvíz, a forrásvíz, az ivóvíz, az ásványi anyaggal dúsított ivóvíz és az ízesített víz palackozásának és forgalomba hozatalának szabályairól szóló 65/2004. (IV. 27.) FVM−ESzCsM−GKM együttes rendelet módosításáról[53]
- 2/2022. (III. 10.) BM rendelet A fejezeti kezelésű előirányzatok felhasználásának rendjéről szóló 13/2020. (V. 5.) BM rendelet egyes támogatásokkal összefüggő módosításáról[58]
- 3/2022. (III. 11.) BM rendelet Az Országgyűlési Őrség hivatásos állományát érintő humánigazgatási tárgyú szabályokról szóló 56/2012. (XI. 22.) BM rendelet módosításáról[170]
- 7/2022. (III. 11.) ITM rendelet A programkövetelménnyé nyilvánítással összefüggésben fizetendő igazgatási szolgáltatási díjakról[170]
- 8/2022. (III. 11.) ITM rendelet A belvízi utakon közlekedő úszólétesítmények hajózásra alkalmassága és megfelelősége feltételeiről, az üzemképesség vizsgálatáról és tanúsításáról szóló 13/2001. (IV. 10.) KöViM rendelet és a tengeri hajók felszereléseinek alapvető követelményeiről, megfelelőségük tanúsításáról és a piacfelügyeleti eljárásról szóló 45/2016. (XI. 11.) NFM rendelet jogharmonizációs célú módosításáról[170]
- 7/2022. (III. 16.) MNB rendelet A Magyar Pénzmúzeum és Látogatóközpont megnyitása alkalmából 100 forintos címletű érme kibocsátásáról[171]
- 2/2022. (III. 16.) MEKH rendelet A Magyar Energetikai és Közmű-szabályozási Hivatal igazgatási szolgáltatási díjainak mértékéről, valamint az igazgatási szolgáltatási, a felügyeleti díjak és egyéb bevételek beszedésére, kezelésére, nyilvántartására és visszatérítésére vonatkozó szabályokról szóló 1/2014. (III. 4.) MEKH rendelet módosításáról[172]
- 9/2022. (III. 16.) ITM rendelet A meghatározott össztömeget, tengelyterhelést, tengelycsoport-terhelést és méretet meghaladó járművek közlekedéséről szóló 36/2017. (IX. 18.) NFM rendelet módosításáról[172]
- 5/2022. (III. 18.) MK rendelet A fejezeti és központi kezelésű előirányzatok kezeléséről és felhasználásáról szóló 2/2018. (XII. 28.) MK rendeletnek a 2022. évi felhasználási szabályok megállapításával összefüggő módosításáról[4]
- 8/2022. (III. 22.) MNB rendelet A jegybanki alapkamat mértékéről[61]
- 11/2022. (III. 25.) AM rendelet A dohányágazat működéséhez és a COVID−19 világjárvány ágazatra gyakorolt gazdasági negatívumainak az ellentételezéséhez nyújtott támogatásról[173]
- 12/2022. (III. 25.) AM rendelet A tenyészkoca tartása után igénybe vehető jövedelempótló támogatás részletes feltételeiről[173]
- 4/2022. (III. 25.) BM rendelet Egyes belügyminiszteri rendeletek humánigazgatási és egyéb belügyi tárgyú módosításáról[173]
- 4/2022. (III. 25.) KKM rendelet A külképviseletek besorolásáról, valamint a tartós külszolgálaton lévőknek járó deviza-alapilletmény és költségtérítés kiszámításának részletes szabályairól szóló 3/2017. (II. 28.) KKM rendelet módosításáról[173]
- 5/2022. (III. 28.) MvM rendelet A személyes gondoskodást nyújtó gyermekjóléti, gyermekvédelmi intézmények, valamint személyek szakmai feladatairól és működésük feltételeiről szóló 15/1998. (IV. 30.) NM rendelet, továbbá a személyes gondoskodást végző személyek továbbképzéséről és a szociális szakvizsgáról szóló 9/2000. (VIII. 4.) SzCsM rendelet módosításáról[63]
- 2/2022. (III. 28.) PM rendelet A fejezeti kezelésű előirányzatok kezeléséről és felhasználásáról szóló 9/2018. (X. 19.) PM rendeletnek új fejezeti kezelésű előirányzat és uniós versenyjogi értelemben vett állami támogatási szabályok miatti módosításáról[63]
- 3/2022. (III. 30.) MEKH rendelet A rendszeres adatszolgáltatásra kötelezettek által szolgáltatandó adatok köréről, a teljesítés módjára vonatkozó követelményekről, valamint az adatszolgáltatási kötelezettség határidejéről, továbbá a rendkívüli adatszolgáltatással kapcsolatos rendelkezésekről, valamint a földgáz rendszerhasználati díjak, a külön díjak és a csatlakozási díjak meghatározásának keretszabályairól szóló 8/2016. (X. 13.) MEKH rendelet, a földgáz rendszerhasználati díjak, a külön díjak, valamint a csatlakozási díjak alkalmazásának szabályairól szóló 11/2016. (XI. 14.) MEKH rendelet és a földgáz rendszerhasználati díjak, a külön díjak és a csatlakozási díjak mértékéről szóló 13/2016. (XII. 20.) MEKH rendelet módosításáról szóló 7/2017. (VII. 13.) MEKH rendelet eltérő szöveggel történő hatályba léptetéséről szóló 11/2017. (VIII. 25.) MEKH rendelet és a víziközmű-szolgáltatók és ellátásért felelősök adatszolgáltatási kötelezettségéről szóló 13/2019. (X. 4.) MEKH rendelet módosításáról[64]
- 6/2022. (III. 30.) MvM rendelet A fejezeti kezelésű előirányzatok és a központi kezelésű előirányzatok kezeléséről és felhasználásáról szóló 8/2016. (III. 25.) MvM rendeletnek a Miniszterelnökség tulajdonosi joggyakorlásába tartozó gazdasági társaságok tőkeemelésével kapcsolatos módosításáról[64]
- 13/2022. (III. 30.) AM rendelet Az Európai Mezőgazdasági Vidékfejlesztési Alapból finanszírozott egyes támogatások 2022. évi igénybevételével kapcsolatos egységes eljárási szabályokról[64]
- 14/2022. (III. 30.) AM rendelet Az Európai Mezőgazdasági Garancia Alapból, valamint a központi költségvetésből finanszírozott egyes támogatások igénybevételével kapcsolatos eljárási szabályokról szóló miniszteri rendeletek módosításáról[64]
- 15/2022. (III. 30.) AM rendelet A fejezeti és központi kezelésű előirányzatok kezelésének és felhasználásának szabályairól szóló 14/2021. (III. 25.) AM rendelet módosításáról[64]
- 6/2022. (III. 30.) HM rendelet Az állami célú légiközlekedés repülőhajózó, ejtőernyős és földi gyakorló berendezés oktató szakszemélyzet szakszolgálati engedélyeinek és képzéseinek szabályairól[64]
- 3/2022. (III. 30.) PM rendelet A pénzügyminiszter feladatkörét érintő ágazati honvédelmi feladatokról szóló 10/2020. (X. 21.) PM rendelet, valamint a pénzügyminiszter irányítása alá tartozó központi kezelésű előirányzatok kezeléséről és felhasználásáról szóló 21/2021. (XII. 29.) PM rendelet módosításáról[64]
- 5/2022. (III. 31.) BM rendelet A belügyminiszter irányítása alá tartozó rendvédelmi feladatokat ellátó szervek rendvédelmi tisztjelöltjeiről és a rendvédelmi tisztjelölti szolgálati jogviszonyról[174]
- 10/2022. (III. 31.) EMMI rendelet A gyógyászati segédeszközök társadalombiztosítási támogatásba történő befogadásáról, támogatással történő rendeléséről, forgalmazásáról, javításáról és kölcsönzéséről szóló 14/2007. (III. 14.) EüM rendelet módosításáról[174]
- 10/2022. (III. 31.) ITM rendelet Az egyetemes szolgáltatók részére vételre felajánlott földgázforrás és a hazai termelésű földgáz mennyiségéről és áráról, valamint az igénybevételre jogosultak és kötelezettek köréről szóló 67/2016. (XII. 29.) NFM rendelet és a földgázpiaci egyetemes szolgáltatáshoz kapcsolódó hatósági árak képzésének keretszabályairól szóló 70/2016. (XII. 29.) NFM rendelet módosításáról[174]
- 11/2022. (III. 31.) ITM rendelet A felsőoktatási, valamint az államilag elismert nyelvvizsgarendszer működésével kapcsolatos közigazgatási hatósági eljárások igazgatási szolgáltatási díjáról, azok mértékéről szóló 12/2013. (II. 12.) EMMI rendelet módosításáról[174]

#### Április
- 6/2022. (IV. 4.) IM rendelet Egyes cégjogi tárgyú miniszteri rendeletek módosításáról[65]
- 7/2022. (IV. 4.) IM rendelet A szerkezetátalakítási szakértő bírósági kirendelése és kirendelése megszüntetésének részletes szabályairól[65]
- 8/2022. (IV. 4.) IM rendelet A bírósági ügyvitel szabályairól szóló 14/2002. (VIII. 1.) IM rendelet módosításáról[65]
- 9/2022. (IV. 4.) IM rendelet A természetes személyek adósságrendezési eljárása kezdeményezéséhez benyújtandó kérelemről és az ahhoz csatolandó űrlapokról, dokumentumokról és nyilatkozatokról szóló 15/2015. (VIII. 28.) IM rendelet módosításáról[65]
- 1/2022. (IV. 6.) NMHH rendelet A nemzeti frekvenciafelosztásról, valamint a frekvenciasávok felhasználási szabályairól szóló 7/2015. (XI. 13.) NMHH rendelet módosításáról[175]
- 9/2022. (IV. 8.) MNB rendelet A "Nemes Nagy Ágnes" ezüst emlékérme kibocsátásáról[176]
- 10/2022. (IV. 8.) MNB rendelet A "Nemes Nagy Ágnes" rézötvözetű emlékérme kibocsátásáról[176]
- 5/2022. (IV. 8.) KKM rendelet A külképviseletek besorolásáról, valamint a tartós külszolgálaton lévőknek járó deviza-alapilletmény és költségtérítés kiszámításának részletes szabályairól szóló 3/2017. (II. 28.) KKM rendelet módosításáról[176]
- 6/2022. (IV. 14.) BM rendelet A belügyminiszter irányítása alá tartozó szervek egyenruha-ellátásra jogosult személyi állományának ruházati és öltözködési szabályzatáról, valamint a különleges foglalkoztatási állomány ruházati, fegyverzeti, kényszerítőeszköz- és világítástechnikai felszereléséről szóló 14/2016. (V. 10.) BM rendelet módosításáról[68]
- 7/2022. (IV. 14.) BM rendelet A nem a Kormány irányítása vagy felügyelete alá tartozó költségvetési szervek részére nyújtott központosított infokommunikációs közszolgáltatások igénybevételének szabályairól szóló 41/2019. (XI. 19.) BM rendelet módosításáról[68]
- 8/2022. (IV. 14.) BM rendelet Az Országos Tűzvédelmi Szabályzatról szóló 54/2014. (XII. 5.) BM rendelet módosításáról[68]
- 11/2022. (IV. 14.) EMMI rendelet Az Állami Népegészségügyi és Tisztiorvosi Szolgálat egyes közigazgatási eljárásaiért és igazgatási jellegű szolgáltatásaiért fizetendő díjakról szóló 1/2009. (I. 30.) EüM rendelet, valamint az új pszichoaktív anyaggá minősített anyagokról vagy vegyületcsoportokról szóló 55/2014. (XII. 30.) EMMI rendelet módosításáról[68]
- 12/2022. (IV. 14.) EMMI rendelet Az egészségügyi szakmai kollégium működéséről szóló 26/2020. (VIII. 4.) EMMI rendelet módosításáról[68]
- 7/2022. (IV. 14.) HM rendelet Egyes honvédelmi miniszteri rendeleteknek a honvéd tisztjelölti jogviszony átalakulásával összefüggő módosításáról[68]
- 12/2022. (IV. 14.) ITM rendelet A hivatásos hajós képesítésekről[68]
- 13/2022. (IV. 14.) ITM rendelet A hivatásos hajós képesítésekkel összefüggő egyes közlekedési tárgyú miniszteri rendeletek jogharmonizációs célú módosításáról[68]
- 11/2022. (IV. 19.) MNB rendelet A Budapesti Műszaki és Gazdaságtudományi Egyetem ezüst emlékérme kibocsátásáról[69]
- 12/2022. (IV. 19.) MNB rendelet A Budapesti Műszaki és Gazdaságtudományi Egyetem rézötvözetű emlékérme kibocsátásáról[69]
- 2/2022. (IV. 19.) NMHH rendelet A honvédelmi és katasztrófavédelmi feladatok ellátásában közreműködésre kötelezett elektronikus hírközlési szolgáltatók kijelöléséről és felkészülési feladataik meghatározásáról szóló 3/2013. (I. 11.) NMHH rendelet, valamint az elektronikus hírközlő hálózatok azonosítóinak nemzeti felosztási tervéről és az azonosítógazdálkodás rendjéről szóló 14/2020. (XII. 15.) NMHH rendelet módosításáról[69]

#### Május
- 16/2022. (V. 4.) BM rendelet A belügyminiszter irányítása alatt álló rendvédelmi feladatokat ellátó szerveknél a hivatásos szolgálati beosztásokról és a betöltésükhöz szükséges követelményekről szóló 30/2015. (VI. 16.) BM rendelet módosításáról[73]
- 18/2022. (V. 25.) MNB rendelet A jegybanki információs rendszerhez a hitelügyletek egyes adataira vonatkozóan teljesítendő adatszolgáltatási kötelezettségről szóló 35/2018. (XI. 13.) MNB rendelet módosításáról[75]
- 3/2022. (V. 25.) NMHH rendelet Az elektronikus hírközlési építmények elhelyezéséről és az elektronikus hírközlési építményekkel kapcsolatos hatósági eljárásokról szóló 20/2020. (XII. 18.) NMHH rendelet módosításáról[75]
- 1/2022. (V. 26.) GFM rendelet Az egyes állami tulajdonban álló gazdasági társaságok felett az államot megillető tulajdonosi jogok és kötelezettségek összességét gyakorló személyek kijelöléséről[7]
- 14/2022. (V. 26.) IM rendelet A Magyarország Európai Unió melletti Állandó Képviseletére tartós külszolgálatra kihelyezettek ideiglenes kiküldetésének részletes szabályairól[7]
- 15/2022. (V. 27.) IM rendelet A központi kezelésű előirányzatok kezeléséről és felhasználásának szabályairól szóló 15/2020. (XII. 3.) IM rendelet módosításáról[76]

#### Június
- 20/2022. (VI. 2.) MNB rendelet A Békésy György ezüst emlékérme kibocsátásáról[177]
- 21/2022. (VI. 2.) MNB rendelet A Békésy György rézötvözetű emlékérme kibocsátásáról[177]
- 7/2022. (VI. 7.) KKM rendelet az egészségügyi és a hozzájuk kapcsolódó személyes adatok kezeléséről és védelméről szóló 1997. évi XLVII. törvény 35/S. §-a szerinti országok megjelöléséről[78]
- 22/2022. (VI. 11.) MNB rendelet A hitelintézetek jelzálogalapú eszközei és forrásai közötti lejárati összhang szabályozásáról[79]
- 4/2022. (VI. 14.) MEKH rendelet A végfelhasználási energiamegtakarítással kapcsolatos adatszolgáltatásról szóló 17/2020. (XII. 21.) MEKH rendelet módosításáról[80]
- 23/2022. (VI. 17.) MNB rendelet A Magyar Nemzeti Bank egyes hatósági döntéseivel kapcsolatos hatáskörgyakorlás, valamint a hatáskör gyakorlója helyettesítésének részletes szabályairól szóló 45/2019. (XII. 18.) MNB rendelet és a pénzforgalom lebonyolításáról szóló 35/2017. (XII. 14.) MNB rendelet módosításáról[9]
- 18/2022. (VI. 21.) BM rendelet Az új pszichoaktív anyaggá minősített anyagokról vagy vegyületcsoportokról szóló 55/2014. (XII. 30.) EMMI rendelet módosításáról[83]

- 17/2022. (VI. 30.) AM rendelet Az egyes állatbetegségek és zoonózisok felszámolására, az ellenük való védekezésre és figyelemmel kísérésükre irányuló nemzeti programok 2021. és 2022. évi finanszírozásának szabályairól és egyes agrártámogatási tárgyú rendeletek módosításáról[86]
- 16/2022. (VI. 30.) IM rendelet A bírósági végrehajtó állandó helyettes általi helyettesítésével és a végrehajtói szolgálat átadásával, átvételével összefüggő elszámolás, ügyvitel, valamint ügykezelés részletszabályairól[86]
- 10/2022. (VI. 30.) KKM rendelet A koronavírus-járvány következtében szükségessé vált versenyképesség-növelő támogatásról szóló 7/2020. (IV. 16.) KKM rendelet módosításáról[86]
- 4/2022. (VI. 30.) TIM rendelet A villamos energia egyetemes szolgáltatás árképzéséről szóló 4/2011. (I. 31.) NFM rendelet módosításáról[86]
- 5/2022. (VI. 30.) TIM rendelet Az egyetemes szolgáltatók részére vételre felajánlott földgázforrás és a hazai termelésű földgáz mennyiségéről és áráról, valamint az igénybevételre jogosultak és kötelezettek köréről szóló 67/2016. (XII. 29.) NFM rendelet, valamint a földgáz biztonsági készlet mértékéről szóló 59/2021. (XII. 15.) ITM rendelet módosításáról[86]

#### Július
- 10/2022. (VII. 1.) MK rendelet A fejezeti és központi kezelésű előirányzatok kezeléséről és felhasználásáról szóló 2/2018. (XII. 28.) MK rendelet tulajdonosi joggyakorlással kapcsolatos címrendi kiegészítéssel összefüggő módosításáról[11]Magyar Közlöny 2022. évi 107. száma.  Magyar Közlöny,  107. sz. (2022)  ISSN 2063-0379
- 17/2022. (VII. 1.) IM rendelet A jogi szakvizsgáról szóló 5/1991. (IV. 4.) IM rendelet módosításáról[11]
- 18/2022. (VII. 13.) AM rendelet A baromfi- és kocaállomány után igénybe vehető kivételes alkalmazkodási támogatás részletes feltételeiről[90]Magyar Közlöny 2022. évi 115. száma.  Magyar Közlöny,  115. sz. (2022)  ISSN 2063-0379
- 3/2022. (VII. 13.) GFM rendelet Az NKK Nemzeti Közlekedési Központ Nonprofit Zártkörűen Működő Részvénytársaság tulajdonosi joggyakorlójának kijelölése érdekében az egyes állami tulajdonban álló gazdasági társaságok felett az államot megillető tulajdonosi jogok és kötelezettségek összességét gyakorló személyek kijelöléséről szóló 1/2022. (V. 26.) GFM rendelet módosításáról[90]
- 4/2022. (VII. 14.) GFM rendelet Az M5, az M6, az M8 és az M60 autópálya koncessziós szerződései szerinti állami tulajdonú vagyonelemek felett az államot megillető tulajdonosi jogokat gyakorló és kötelezettségeket teljesítő személy kijelöléséről szóló 9/2018. (XII. 21.) NVTNM rendelet és az egyes állami tulajdonban álló gazdasági társaságok felett az államot megillető tulajdonosi jogok és kötelezettségek összességét gyakorló személyek kijelöléséről szóló 1/2022. (V. 26.) GFM rendelet módosításáról[178]
- 19/2022. (VII. 15.) BM rendelet A szerződéses határvadászokról[91]
- 20/2022. (VII. 15.) BM rendelet A belügyminiszter irányítása alá tartozó rendvédelmi szervek és az Országgyűlési Őrség hivatásos állománya vonatkozásában a hivatásos pótlék értékének meghatározásáról[91]
- 21/2022. (VII. 15.) BM rendelet Az egészségügyi szakellátás társadalombiztosítási finanszírozásának egyes kérdéseiről szóló 9/1993. (IV. 2.) NM rendelet, valamint a személyes gondoskodást végző személyek továbbképzéséről és a szociális szakvizsgáról szóló 9/2000. (VIII. 4.) SzCsM rendelet módosításáról[91]
- 5/2022. (VII. 20.) NMHH rendelet A rádióberendezésekről szóló 2/2017. (I. 17.) NMHH rendelet módosításáról[92]
- 6/2022. (VII. 21.) MEKH rendelet Az egyes egyetemes szolgáltatási árszabások meghatározásáról szóló 259/2022. (VII. 21.) Korm. rendelet szerint egyetemes szolgáltatás keretében vételezett földgáz versenypiaci költségeket tükröző árának meghatározásáról[93]
- 7/2022. (VII. 21.) MEKH rendelet Az egyes egyetemes szolgáltatási árszabások meghatározásáról szóló 259/2022. (VII. 21.) Korm. rendelet szerint egyetemes szolgáltatás keretében vételezett villamos energia lakossági piaci árának meghatározásáról[93]
- 32/2022. (VII. 21.) SZTFH rendelet A játékkaszinót, kártyatermet működtetők, távszerencsejátéknak nem minősülő fogadást, távszerencsejátékot és online kaszinójátékot szervezők részére a pénzmosás és a terrorizmus finanszírozása megelőzéséről és megakadályozásáról szóló 2017. évi LIII. törvény végrehajtásának, valamint az Európai Unió és az ENSZ Biztonsági Tanácsa által elrendelt pénzügyi és vagyoni korlátozó intézkedések végrehajtásáról szóló 2017. évi LII. törvény szerinti szűrőrendszer kidolgozásának és működtetése minimumkövetelményeinek részletes szabályairól szóló 4/2021. (X. 21.) SZTFH rendelet módosításáról[94]
- 29/2022. (VII. 26.) MNB rendelet A jegybanki alapkamat mértékéről [179]
- 8/2022. (VII. 29.) MEKH rendelet Az egyes egyetemes szolgáltatási árszabások meghatározásáról szóló 259/2022. (VII. 21.) Korm. rendelet szerint egyetemes szolgáltatás keretében vételezett villamos energia lakossági piaci árának meghatározásáról szóló 7/2022. (VII. 21.) MEKH rendelet módosításáról [95]
- 33/2022. (VII. 29.) SZTFH rendelet Egyes, a Szabályozott Tevékenységek Felügyeleti Hatósága feladatkörét érintő rendeletek módosításáról [95]
- 19/2022. (VII. 29.) AM rendelet A vadászvizsgát megelőző tanfolyamról, a vadászvizsgáról, valamint a vadászíjjal, ragadozó madárral, magyar agárral való vadászatra feljogosító kiegészítő vizsgákról [95]
- 20/2022. (VII. 29.) AM rendelet A Duna-Ipoly Nemzeti Park létesítéséről szóló 34/1997. (XI. 20.) KTM rendelet, valamint a védett és a fokozottan védett növény- és állatfajokról, a fokozottan védett barlangok köréről, valamint az Európai Közösségben természetvédelmi szempontból jelentős növény- és állatfajok közzétételéről szóló 13/2001. (V. 9.) KöM rendelet módosításáról [95]
- 21/2022. (VII. 29.) AM rendelet A szántóföldi növényfajok vetőmagvainak előállításáról és forgalomba hozataláról szóló 48/2004. (IV. 21.) FVM rendelet módosításáról [95]
- 22/2022. (VII. 29.) AM rendelet A növényvédelmi tevékenységről szóló 43/2010. (IV. 23.) FVM rendelet módosításáról [95]
- 22/2022. (VII. 29.) BM rendelet A 2022/2023. tanév rendjéről [95]
- 23/2022. (VII. 29.) BM rendelet	A szerződéses határvadászok képzéséről és vizsgáztatásáról [95]
- 24/2022. (VII. 29.) BM rendelet Egyes gyógyszerészeti tárgyú miniszteri rendeletek módosításáról [95]
- 11/2022. (VII. 29.) HM rendelet A honvédelmi alkalmazottak árvái kiegészítő támogatása megállapításának és folyósításának szabályairól [95]

#### Augusztus
- 34/2022. (VIII. 4.) SZTFH rendelet A dohánytermék-kiskereskedelmi tevékenységhez kapcsolódó engedélyezés és ellenőrzés egyes szabályairól szóló 18/2021. (X. 29.) SZTFH rendelet módosításáról [98]
- 25/2022. (VIII. 4.) BM rendelet Az új pszichoaktív anyaggá minősített anyagokról vagy vegyületcsoportokról szóló 55/2014. (XII. 30.) EMMI rendelet módosításáról [98]
- 18/2022. (VIII. 4.) IM rendelet A dohánytermékek nyilvántartásba vételére és vizsgálatára, valamint a cigaretta kátrány-, nikotin- és szén-monoxid-kibocsátásának mérésére vonatkozó igazgatási szolgáltatási díjakról szóló 29/2017. (VII. 25.) NFM rendelet módosításáról [98]
- 10/2022. (VIII. 4.) TIM rendelet A különleges földgázkészletről, valamint a létrehozásához szükséges feltételekről [98]
- 11/2022. (VIII. 4.) TIM rendelet A radioaktív anyagok szállításáról, fuvarozásáról és csomagolásáról szóló 51/2013. (IX. 6.) NFM rendelet módosításáról [98]
- 24/2022. (VIII. 9.) AM rendelet Az élelmiszerekben előforduló egyes szennyezőanyagokra és természetes eredetű ártalmas anyagokra vonatkozó határértékekről, valamint az élelmiszerekkel rendeltetésszerűen érintkezésbe kerülő egyes anyagokkal, tárgyakkal kapcsolatos követelményekről szóló 49/2014. (IV. 29.) VM rendelet módosításáról[101]

#### November
- 15/2022. (XI. 11.) MK rendelet Az árak megállapításáról szóló 1990. évi LXXXVII. törvény veszélyhelyzet ideje alatt történő eltérő alkalmazásáról szóló 6/2022. (I. 14.) Korm. rendelettel összefüggő kereskedői tájékoztatásról szóló 3/2022. (I. 26.) MK rendelet módosításáról [180]
- 13/2022. (XI. 11.) GFM rendelet A befektetési vállalkozás által alkalmazandó termékjóváhagyási folyamatról szóló 16/2017. (VI. 30.) NGM rendelet módosításáról [180]

#### December
- 17/2022. (XII. 1.) MK rendelet a fejezeti és központi kezelésű előirányzatok kezeléséről és felhasználásáról[22]
- 53/2022. (XII. 2.) MNB rendelet A biztosítási piaci szervezetek által a jegybanki információs rendszerhez elsődlegesen a Magyar Nemzeti Bank felügyeleti feladatai ellátása érdekében teljesítendő adatszolgáltatási kötelezettségekről[143]
- 54/2022. (XII. 2.) MNB rendelet A pénztárak és a foglalkoztatói nyugdíjszolgáltató intézmény által a jegybanki információs rendszerhez elsődlegesen a Magyar Nemzeti Bank felügyeleti feladatai ellátása érdekében teljesítendő adatszolgáltatási kötelezettségekről[143]
- 40/2022. (XII. 2.) BM rendelet Az új pszichoaktív anyaggá minősített anyagokról vagy vegyületcsoportokról szóló 55/2014. (XII. 30.) EMMI rendelet módosításáról[143]
- 26/2022. (XII. 6.) IM rendelet a polgári és közigazgatási bírósági eljárás során meg nem fizetett illeték és állam által előlegezett költség megfizetéséről szóló 30/2017. (XII. 27.) IM rendelet módosításáról[144]
- 37/2022. (XII. 6.) AM rendelet a növényfajták állami elismeréséről szóló 40/2004. (IV. 7.) FVM rendelet és a zöldség-gyümölcs termelői szervezetekről szóló 50/2017. (X. 10.) FM rendelet módosításáról[144]
- 15/2022. (XII. 6.) GFM rendelet az Innovation Europe Agrár Innovációs Magántőkealap által kibocsátott és kibocsátásra kerülő állami tulajdonú befektetési jegyek tulajdonosi joggyakorlójának kijelöléséről[144]
- 41/2022. (XII. 9.) BM rendelet egyes védelmi és biztonsági tevékenységekkel kapcsolatos belügyi tárgyú miniszteri rendeletek módosításáról[148]
- 9/2022. (XII. 9.) PM rendelet az államháztartásban felmerülő egyes gyakoribb gazdasági események kötelező elszámolási módjáról szóló 38/2013. (IX. 19.) NGM rendelet módosításáról[148]
- 2/2022. (XII. 9.) TFM rendelet a közbeszerzési és tervpályázati hirdetmények feladásának, ellenőrzésének és közzétételének szabályairól, a hirdetmények mintáiról és egyes tartalmi elemeiről, valamint az éves statisztikai összegezésről szóló 44/2015. (XI. 2.) MvM rendelet módosításáról[148]
- 55/2022. (XII. 13.) MNB rendelet egyes biztosítási tárgyú MNB rendeletek módosításáról[150]
- 17/2022. (XII. 13.) GFM rendelet a Nemzeti Közszolgálati Egyetem tulajdonosi joggyakorlóként történő kijelölésével összefüggésben az egyes állami tulajdonban álló gazdasági társaságok felett az államot megillető tulajdonosi jogok és kötelezettségek összességét gyakorló személyek kijelöléséről szóló 1/2022. (V. 26.) GFM rendelet módosításáról[150]
- 28/2022. (XII. 13.) IM rendelet a központi kezelésű előirányzatok kezeléséről és felhasználásának szabályairól 15/2020. (XII. 3.) IM rendelet módosításáról[150]

### Kormányhatározatok

#### Január (1000−1033)
- 1001/2022. (I. 7.) Korm. határozat A XI. Miniszterelnökség és a XLVII. Gazdaság-újraindítási Alap fejezetek közötti előirányzat-átcsoportosításról[28]
- 1002/2022. (I. 7.) Korm. határozat A Magyarország projektjavaslatainak az Európai Hálózatfinanszírozási Eszköz 2021. évi pályázati kiírására történő benyújtásáról szóló 1990/2021. (XII. 28.) Korm. határozat módosításáról[28]
- 1003/2022. (I. 12.) Korm. határozat A Ghánai Köztársaság részére történő COVID-19 vakcina adományozásáról[29]
- 1004/2022. (I. 14.) Korm. határozat A közszféra egyes területei béremeléséhez nyújtott támogatásról[30]
- 1005/2022. (I. 14.) Korm. határozat Az 5000 lakos alatti települési önkormányzatok tekintetében a polgármester illetménye és költségtérítése 2022. évi emelésének ellentételezését szolgáló támogatás biztosításáról[30]
- 1006/2022. (I. 20.) Korm. határozat Címrendi kiegészítésről, a Gazdaság-újraindítási programok előirányzatból, fejezetek közötti és fejezeten belüli előirányzat-átcsoportosításról[31]
- 1007/2022. (I. 20.) Korm. határozat Egyes nemzetpolitikai célú kormányhatározatok módosításáról[31]
- 1008/2022. (I. 20.) Korm. határozat A Győri Ipari Park bővítéséről és a bővítéssel összefüggő infrastruktúra-fejlesztésekről[31]
- 1009/2022. (I. 20.) Korm. határozat A Győr Megyei Jogú Város külterületén fekvő földrészletek beruházási célterületté nyilvánításáról[31]
- 1010/2022. (I. 24.) Korm. határozat Mórahalom, Röszke, Zákányszék, Ruzsa, Öttömös, Kelebia, Tompa, Bácsalmás, Ásotthalom és Domaszék mezei őrszolgálata fejlesztéséhez szükséges források biztosításáról[32]
- 1011/2022. (I. 24.) Korm. határozat A budakalászi Kalász Suli Általános Iskola tornaterem-beruházás előkészítéséhez szükséges intézkedésekről[32]
- 1012/2022. (I. 24.) Korm. határozat	A nemzeti identitás erősítését célzó programokról szóló 1042/2019. (II. 18.) Korm. határozat módosításáról[32]
- 1013/2022. (I. 25.) Korm. határozat Az egykori Istenszeme fogadó ingatlannal kapcsolatos állami elővásárlási jog gyakorlásáról és hasznosításáról[181]
- 1014/2022. (I. 25.) Korm. határozat Az Ecuadori Köztársaság részére történő COVID19 vakcina adományozásáról[33]
- 1015/2022. (I. 25.) Korm. határozat A szociális szakosított ellátásokhoz és a gyermekvédelmi szakellátáshoz kapcsolódó egyes állami vagyonelemek ingyenes egyházi tulajdonba adásáról[33]
- 1016/2022. (I. 25.) Korm. határozat A Debrecen megyei jogú város külterületén fekvő földrészletek beruházási célterületté nyilvánításáról[33]
- 1017/2022. (I. 25.) Korm. határozat A Modern Városok Program keretében megvalósuló tatabányai vasútállomás felújítása és akadálymentesítése, valamint a két városrészt összekötő gyalogos felüljáró megépítése érdekében szükséges ingatlanszerzésről[33]
- 1018/2022. (I. 26.) Korm. határozat A Siklósi Kórház Nonprofit Korlátolt Felelősségű Társaság állami tulajdonba vételéhez szükséges intézkedésekről[164]
- 1019/2022. (I. 27.) Korm. határozat A Szudáni Köztársaság részére történő COVID19 vakcina adományozásáról[34]
- 1020/2022. (I. 27.) Korm. határozat A 2022-ben államtudományi és közigazgatási, rendészeti, katonai, nemzetbiztonsági, valamint nemzetközi és európai közszolgálati felsőoktatásban felvehető, államilag támogatott és önköltséges hallgatói létszámkeretről[34]
- 1021/2022. (I. 27.) Korm. határozat Egyházi személyek jövedelempótlékával kapcsolatos megállapodások megkötéséről, továbbá egyes kormányhatározatok visszavonásáról[34]
- 1022/2022. (I. 27.) Korm. határozat	Az Úszó Nemzet Program keretében kidolgozott „Minden gyermek tanuljon meg úszni!” alprogram ütemezett megvalósítása érdekében szükséges kormányzati intézkedésekről[34]
- 1023/2022. (I. 27.) Korm. határozat	A Térségi fejlesztési feladatokhoz szükséges kötelezettségvállalásokról[34]
- 1024/2022. (I. 27.) Korm. határozat Címrendi kiegészítésről, a rendkívüli kormányzati intézkedésekre szolgáló tartalékból, a Gazdaság-újraindítási programok előirányzatból történő és fejezetek közötti előirányzat-átcsoportosításról[34]
- 1025/2022. (I. 27.) Korm. határozat	A debreceni Déli Gazdasági Övezet infrastrukturális fejlesztése előkészítéséhez és egyes elemek ütemezett megvalósításához szükséges intézkedésekről[34][34]
- 1026/2022. (I. 27.) Korm. határozat A Debrecen 2030-ig szóló fejlesztési koncepciója 2020–2023. évi pénzügyi támogatásának megvalósításáról szóló 1292/2020. (VI. 10.) Korm. határozat módosításáról[34]
- 1027/2022. (I. 27.) Korm. határozat A győri új mentőállomás építéséről[34]
- 1028/2022. (I. 27.) Korm. határozat A Nyíregyházi Ipari Park bővítésével összefüggő infrastruktúra-fejlesztésekről[34]
- 1029/2022. (I. 27.) Korm. határozat A Soproni Terminál továbbfejlesztésének megalapozásáról[34]
- 1030/2022. (I. 27.) Korm. határozat A szentesi sportélet támogatása érdekében szükséges kormányzati intézkedésekről[34]
- 1031/2022. (I. 27.) Korm. határozat Az EFOP-4.1.2-17 azonosító jelű („Iskola 2020” Köznevelési intézmények infrastrukturális fejlesztése a hátránykompenzáció elősegítése és a minőségi oktatás megteremtése érdekében című) felhívás keretében megvalósuló egyes projektek támogatásának növeléséről[34]
- 1032/2022. (I. 27.) Korm. határozat Az EFOP-2.2.0-16-2016-00008 azonosító számú („Pszichiátriai és addiktológiai gondozóhálózat fejlesztése” című) kiemelt projekt összköltségének növeléséről, valamint az Emberi Erőforrás Fejlesztési Operatív Program éves fejlesztési keretének megállapításáról szóló 1037/2016. (II. 9.) Korm. határozat módosításáról[34]
- 1033/2022. (I. 28.) Korm. határozat	 A letenyei tanuszoda építéséről szóló 1811/2020. (XI. 17.) Korm. határozat módosításáról[35]

#### Február (1034−1097)
- 1034/2022. (II. 1.) Korm. határozat Címrendi kiegészítésről, a Gazdaság-újraindítási programok előirányzatból, a Beruházás Előkészítési Alapból, a Járvány Elleni Védekezés Központi Tartaléka előirányzatból, a rendkívüli kormányzati intézkedésekre szolgáló tartalékból történő és fejezeten belüli előirányzat-átcsoportosításról, kötelezettségvállalás engedélyezéséről, valamint egyes kormányhatározatok módosításáról[38]
- 1035/2022. (II. 1.) Korm. határozat Helyi önkormányzatok támogatásáról, helyi önkormányzatokat érintő kormányhatározatok módosításáról[38]
- 1036/2022. (II. 2.) Korm. határozat Az Országos Polgárőr Szövetség tagegyesületei állományának határőrizeti feladatokba történő fokozottabb bevonásáról és az azzal összefüggő források biztosításáról[166]
- 1037/2022. (II. 2.) Korm. határozat A tatabányai multifunkciós csarnok beruházás megvalósításáról szóló 1535/2019. (IX. 18.) Korm. határozat módosításáról[166]
- 1038/2022. (II. 4.) Korm. határozat A víziszárnyas ágazat érdekében hozott kormányzati intézkedésekről[39]
- 1039/2022. (II. 4.) Korm. határozat A Dél-budai Centrumkórház Szent Imre Egyetemi Oktatókórházban keletkezett tűzkárok helyreállítása érdekében szükséges kormányzati intézkedésekről[39]
- 1040/2022. (II. 4.) Korm. határozat A Honvédelmi Sportközpontok fejlesztése keretében megvalósuló egyes beruházásokhoz kapcsolódó ingóságok beszerzéséről[39]
- 1041/2022. (II. 4.) Korm. határozat A debreceni Déli Gazdasági Övezet bővítésével összefüggő infrastruktúra-fejlesztésekről[39]
- 1042/2022. (II. 4.) Korm. határozat A Győri Ipari Park bővítésének támogatásáról[39]
- 1043/2022. (II. 4.) Korm. határozat A Nyíregyházi Ipari Park bővítésének támogatásáról[39]
- 1044/2022. (II. 4.) Korm. határozat A kisvárdai multifunkciós sportcsarnok építéséről szóló 1832/2020. (XI. 20.) Korm. határozat módosításáról[39]
- 1045/2022. (II. 4.) Korm. határozat A záhonyi körzetben szükséges vágány-felújításokról[39]
- 1046/2022. (II. 8.) Korm. határozat A 2022. évi 19. FINA Úszó-, Vízilabda-, Műugró, Műúszó és Nyíltvízi Világbajnokság megrendezése érdekében szükséges kormányzati intézkedésekről[182]
- 1047/2022. (II. 8.) Korm. határozat Dunakeszin gimnázium, technikum és szakképző iskola, valamint uszoda kialakításáról[40]
- 1048/2022. (II. 8.) Korm. határozat A Debrecen Nemzetközi Repülőtér működési támogatásáról és fejlesztéséről[40]
- 1049/2022. (II. 10.) Korm. határozat A 2021−2024. években az árufuvarozási folyosók működtetői részére rendelkezésre álló Európai Hálózatfinanszírozási Eszköz technikai segítségnyújtás pályázatok benyújtásáról[167]
- 1050/2022. (II. 10.) Korm. határozat Egyes szennyvízelvezetési és -tisztítási agglomerációk fejlesztési igényeinek finanszírozásáról[167]
- 1051/2022. (II. 10.) Korm. határozat A leégett szentesi sportcsarnok funkcióinak átmeneti biztosításának támogatásáról[167]
- 1052/2022. (II. 10.) Korm. határozat A Kék Bolygó Klímavédelmi Kockázati Tőkealapról szóló 1260/2020. (V. 27.) Korm. határozat módosításáról[167]
- 1053/2022. (II. 10.) Korm. határozat A Győri Gárdonyi Géza Általános Iskola fejlesztéséről szóló 1536/2019. (IX. 18.) Korm. határozat és az egyes kiemelt sportcélú fejlesztési beruházások forrásszükségletének biztosításáról szóló 1801/2016. (XII. 20.) Korm. határozat módosításáról[167]
- 1054/2022. (II. 10.) Korm. határozat Az Integrált Közlekedésfejlesztési Operatív Program éves fejlesztési keretének megállapításáról szóló 1247/2016. (V. 18.) Korm. határozat, valamint egyes projektek forrásszerkezetének módosításáról[167]
- 1055/2022. (II. 15.) Korm. határozat A szociális szakosított ellátásokhoz és a gyermekvédelmi szakellátáshoz kapcsolódó egyes állami vagyonelemek ingyenes tulajdonba adásáról szóló egyes kormányhatározatok módosításáról[43]
- 1056/2022. (II. 15.) Korm. határozat A földügyi szabályozás érvényesítésének koordinálásáért felelős kormánybiztos kinevezéséről és feladatairól szóló 1062/2020. (II. 26.) Korm. határozat módosításáról[43]
- 1057/2022. (II. 15.) Korm. határozat A Balatonfüred Város Önkormányzata által megvalósítandó Alkony program előkészítésének finanszírozásához szükséges forrás biztosításáról szóló 1993/2020. (XII. 23.) Korm. határozat módosításáról[43]
- 1058/2022. (II. 15.) Korm. határozat A Debrecen Nemzetközi Repülőtér koronavírus-járvánnyal összefüggő támogatásáról szóló 1843/2020. (XI. 24.) Korm. határozat módosításáról[43]
- 1059/2022. (II. 15.) Korm. határozat A Székesfehérvári Szakképzési Centrum Vajda János Technikum felújításáról[43]
- 1060/2022. (II. 15.) Korm. határozat A GINOP-7.1.1-15-2017-00030 azonosító számú (A várpalotai Zichy-kastély  Trianon Múzeum turisztikai célú fejlesztése című) projekt támogatásának növeléséről[43]
- 1061/2022. (II. 15.) Korm. határozat A GINOP-7.1.9-17-2018-00007 azonosító számú (Kehidakustány gyógyhely integrált termék- és szolgáltatásfejlesztése című) projekt támogatásának növeléséről[43]
- 1062/2022. (II. 15.) Korm. határozat A KEHOP-1.3.0-15-2016-00012 azonosító számú (Mosoni-Duna torkolati szakaszának vízszint rehabilitációja című) projekt támogatásának növeléséről, valamint a Környezeti és Energiahatékonysági Operatív Program éves fejlesztési keretének megállapításáról szóló 1084/2016. (II. 29.) Korm. határozat módosításáról[43]
- 1063/2022. (II. 15.) Korm. határozat A KEHOP-3.2.1-15-2018-00031 azonosító számú (A hulladékgazdálkodási rendszer fejlesztése a Mórahalmi és Kisteleki járásban, illetve Domaszék és Szatymaz településeken, különös tekintettel az elkülönített hulladékgyűjtési, szállítási és előkezelő rendszerre című) projekt költségnövekményéhez szükséges forrás biztosításáról, valamint a Környezeti és Energiahatékonysági Operatív Program éves fejlesztési keretének megállapításáról szóló 1084/2016. (II. 29.) Korm. határozat módosításáról[43]
- 1064/2022. (II. 15.) Korm. határozat A KEHOP-4.1.0-15-2016-00013 azonosító számú (A Hanság természetes élőhelyeinek komplex helyreállítása és fejlesztése  élőhelyfejlesztési beavatkozások című) projekt támogatásának növeléséről, valamint a Környezeti és Energiahatékonysági Operatív Program éves fejlesztési keretének megállapításáról szóló 1084/2016. (II. 29.) Korm. határozat módosításáról[43]
- 1065/2022. (II. 15.) Korm. határozat A KEHOP-4.1.0-15-2016-00071 azonosító számú (Natura 2000 vizes élőhelyek bemutatása a DunaTisza közén című) projekt támogatásának növeléséről, valamint a Környezeti és Energiahatékonysági Operatív Program éves fejlesztési keretének megállapításáról szóló 1084/2016. (II. 29.) Korm. határozat módosításáról[43]
- 1066/2022. (II. 15.) Korm. határozat A VP3-4.2.1-4.2.2-2-21 azonosító jelű, Élelmiszeripari üzemek komplex fejlesztése című felhívás keretében megvalósuló, hárommilliárd forintot meghaladó támogatási igényű projektjavaslat támogatásához történő hozzájárulásról
- 1067/2022. (II. 15.) Korm. határozat A Vidékfejlesztési Program éves fejlesztési keretének megállapításáról szóló 1248/2016. (V. 18.) Korm. határozat módosításáról[43]
- 1068/2022. (II. 15.) Korm. határozat A bűnüldözési tevékenységek terén történő magyar−szerb rendőri együttműködés elmélyítéséről[43]
- 1069/2022. (II. 15.) Korm. határozat A Magyarország és a Szerb Köztársaság között a minősített adatok cseréjéről és kölcsönös védelméről szóló egyezmény szövegének végleges megállapítására adott felhatalmazásról[43]
- 1070/2022. (II. 15.) Korm. határozat A Magyarország Kormánya és a Szlovén Köztársaság Kormánya között a magyar−szlovén határ két oldalán fekvő vegyes nemzetiségű területen való gazdasági és társadalmi fejlesztési együttműködésről szóló megállapodás szövegének végleges megállapítására adott felhatalmazásról[43]
- 1071/2022. (II. 16.) Korm. határozat Az ENSZ Emberi Jogi Tanács Egyetemes Időszakos Felülvizsgálati Eljárása (UPR) keretében Magyarország 3. felülvizsgálata során tett ajánlásokról[44]
- 1072/2022. (II. 16.) Korm. határozat A Nemzetiségi Tanulmányi Ösztöndíj 2022. évi biztosításához szükséges fejezeten belüli előirányzat-átcsoportosításról[44]
- 1073/2022. (II. 16.) Korm. határozat A Magyar Kultúráért Alapítvány kultúrstratégiai feladatellátásáról[44]
- 1074/2022. (II. 16.) Korm. határozat Egyes egyházi fenntartású egészségügyi intézmények fejlesztéseinek támogatásáról[44]
- 1075/2022. (II. 17.) Korm. határozat A Csongrád-Csanád Megyei Dr. Bugyi István Kórház, valamint az ajkai Magyar Imre Kórház felújításával kapcsolatos egyes döntések meghozataláról[45]
- 1076/2022. (II. 17.) Korm. határozat Révfülöp településen új mentőállomás kialakításához szükséges kormányzati intézkedésekről[45]
- 1077/2022. (II. 17.) Korm. határozat A Nyíregyháza megyei jogú város külterületén fekvő földrészletek beruházási célterületté nyilvánításáról[45]
- 1078/2022. (II. 18.) Korm. határozat A Magyarország Kormánya, valamint a Magyar Kereskedelmi és Iparkamara közötti stratégiai együttműködési megállapodás megkötéséről[46]
- 1079/2022. (II. 21.) Korm. határozat Egészségügyi eszközadomány Ukrajna részére történő biztosításáról[169]
- 1080/2022. (II. 23.) Korm. határozat A Nemzeti Adó- és Vámhivatal Mesterséges Intelligencia Munkacsoportról[48]
- 1081/2022. (II. 23.) Korm. határozat A Dunai Regatta és Sportfesztivál, egyetemi evezős- és sárkányhajóverseny és kísérőrendezvényei 2022. évi megrendezésével kapcsolatos kormányzati intézkedésekről[48]
- 1082/2022. (II. 23.) Korm. határozat A Mikepércsi Hunyadi János Általános Iskola tanteremfejlesztéséről[48]
- 1083/2022. (II. 23.) Korm. határozat A Miskolci Szakképzési Centrum Szemere Bertalan Technikum, Szakképző Iskola és Kollégium komplex fejlesztéséről[48]
- 1084/2022. (II. 23.) Korm. határozat A gazdaság újraindítását célzó egyedi fejlesztési támogatásokról szóló 1448/2021. (VII. 7.) Korm. határozat módosításáról[48]
- 1085/2022. (II. 23.) Korm. határozat A Környezeti és Energiahatékonysági Operatív Program 2. prioritási tengelyén egyes szennyvízelvezetési és -tisztítási projektek összköltségnöveléséről, valamint a Környezeti és Energiahatékonysági Operatív Program éves fejlesztési keretének megállapításáról szóló 1084/2016. (II. 29.) Korm. határozat módosításáról[48]
- 1086/2022. (II. 23.) Korm. határozat A 20212027 időszakra vonatkozó Terület- és Településfejlesztési Operatív Program Plusz pénzügyi keretének területi felosztásáról[48]
- 1087/2022. (II. 23.) Korm. határozat A Terület- és Településfejlesztési Operatív Program keretében megvalósuló egyes projektek összköltségének növeléséről[48]
- 1088/2022. (II. 24.) Korm. határozat A Nemzetbiztonsági Operatív Törzsről[49]
- 1089/2022. (II. 28.) Korm. határozat A koronavírus elleni védőoltási tevékenység fedezetéről[51]
- 1090/2022. (II. 28.) Korm. határozat A választójog Magyarország Kínai Népköztársaság területén található külképviseletein történő gyakorlásával kapcsolatos azonnali feladatról[51]
- 1091/2022. (II. 28.) Korm. határozat A mikro-, kis- és középvállalkozások 2022. évi iparűzési adókedvezményével kapcsolatos önkormányzati támogatásról[51]
- 1092/2022. (II. 28.) Korm. határozat A sertéságazatot érintő egyes kormányzati intézkedésekről[51]
- 1093/2022. (II. 28.) Korm. határozat A Magyarország egész területét érintő, 2022. január 30-ai viharos időjárás következtében keletkezett mezőgazdasági károk enyhítéséről[51]
- 1094/2022. (II. 28.) Korm. határozat Címrendi kiegészítésről, a Gazdaság-újraindítási programok előirányzatból, a Központi Maradványelszámolási Alap előirányzatból, a rendkívüli kormányzati intézkedésekre szolgáló tartalékból történő, valamint fejezeten belüli és fejezetek közötti előirányzat-átcsoportosításról[51]
- 1095/2022. (II. 28.) Korm. határozat Fejezetek közötti előirányzat-átcsoportosításról[51]
- 1096/2022. (II. 28.) Korm. határozat Az ajka-tósokberéndi Szent István király templom felújításának támogatásáról[51]
- 1097/2022. (II. 28.) Korm. határozat A Szeged-Kiskundorozsma és ZalaegerszegZalaszentiván térségében konténerterminálok vasúti bekötéséről[51]

#### Március (1098−1210)
- 1098/2022. (III. 1.) Korm. határozat A szociális szakosított ellátásokhoz kapcsolódó egyes állami vagyonelemek ingyenes egyházi tulajdonba adásáról[183]
- 1099/2022. (III. 2.) Korm. határozat Címrendi kiegészítésről, a Gazdaság-újraindítási programok előirányzatból, a Központi Maradványelszámolási Alap előirányzatból, a rendkívüli kormányzati intézkedésekre szolgáló tartalékból történő előirányzat-átcsoportosításról[52]
- 1100/2022. (III. 2.) Korm. határozat A Környezeti és Energiahatékonysági Operatív Program 2. prioritási tengelyén egyes ivóvízminőség-javító projektek összköltségnöveléséről, valamint a Környezeti és Energiahatékonysági Operatív Program éves fejlesztési keretének megállapításáról szóló 1084/2016. (II. 29.) Korm. határozat módosításáról[52]
- 1101/2022. (III. 2.) Korm. határozat A Budapest közigazgatási területén fekvő ingatlanok beruházási célterületté nyilvánításáról[52]
- 1102/2022. (III. 2.) Korm. határozat Esztergom közműhálózatának fejlesztéséhez szükséges forrás biztosításáról[52]
- 1103/2022. (III. 2.) Korm. határozat Életmentő Emlékérem adományozásáról[52]
- 1104/2022. (III. 2.) Korm. határozat Ózd Város Önkormányzata fejlesztési feladatainak támogatásáról[52]
- 1105/2022. (III. 2.) Korm. határozat A Sberbank Magyarország Zártkörűen Működő Részvénytársaságnál számlavezetéssel érintett önkormányzatok működőképességének megőrzése céljából egyedi támogatás biztosításáról[52]
- 1106/2022. (III. 2.) Korm. határozat A Központi Maradványelszámolási Alap előirányzatból történő előirányzat-átcsoportosításáról[52]
- 1107/2022. (III. 3.) Korm. határozat Egyes települési önkormányzatok beruházásainak támogatásához szükséges 2022. évi előirányzat-átcsoportosításáról[53]
- 1108/2022. (III. 4.) Korm. határozat Magyarország Kormánya és a Magyar Agrár-, Élelmiszergazdasági és Vidékfejlesztési Kamara, valamint Magyarország Kormánya és a Magyar Gazdakörök és Gazdaszövetkezetek Szövetsége közötti együttműködési megállapodás megkötéséről[54]
- 1109/2022. (III. 4.) Korm. határozat A 2022. évi 19. FINA Úszó-, Vízilabda-, Műugró, Műúszó és Nyíltvízi Világbajnokság megrendezésével kapcsolatos egyes intézkedésekről[54]
- 1110/2022. (III. 4.) Korm. határozat A Gazdaságfejlesztési és Innovációs Operatív Program éves fejlesztési keretének megállapításáról szóló 1006/2016. (I. 18.) Korm. határozat módosításáról[54]
- 1111/2022. (III. 4.) Korm. határozat A Gazdaságfejlesztési és Innovációs Operatív Program Plusz éves fejlesztési keretének megállapításáról szóló 1300/2021. (V. 21.) Korm. határozat módosításáról[54]
- 1112/2022. (III. 4.) Korm. határozat A KEHOP-4.1.0-15-2016-00029 azonosító számú (A hosszú távú természetvédelmi területkezelés infrastrukturális feltételeinek megteremtése a Dél-Hevesi Tájegységben című) projekt támogatásának növeléséről, valamint a Környezeti és Energiahatékonysági Operatív Program éves fejlesztési keretének megállapításáról szóló 1084/2016. (II. 29.) Korm. határozat módosításáról[54]
- 1113/2022. (III. 4.) Korm. határozat A Terület- és Településfejlesztési Operatív Program Plusz keretében, a TOP_PLUSZ-3.1.1-21 Megyei foglalkoztatási-gazdaságfejlesztési együttműködések című felhívásra benyújtott 4 db ötmilliárd forintot meghaladó támogatási igényű projekt támogatásához történő hozzájárulásról[54]
- 1114/2022. (III. 4.) Korm. határozat A 20142020. évekre szóló Vidékfejlesztési Program módosításáról[54]
- 1115/2022. (III. 4.) Korm. határozat Egyes állami tulajdonú vagyonelemeknek a Kurdisztáni Autonóm Régió Kormánya részére történő ingyenes átadásáról[54]
- 1116/2022. (III. 4.) Korm. határozat Egyes állami tulajdonú vagyonelemek ingyenes átadásáról[54]
- 1117/2022. (III. 5.) Korm. határozat A kisbenzinkutaknak a vidéki ellátásbiztonság garantálása érdekében történő támogatásáról[55]
- 1118/2022. (III. 5.) Korm. határozat A 2022. évi határátlépéssel járó csapatmozgások engedélyezéséről szóló 1880/2021. (XII. 7.) Korm. határozat módosításáról[55]
- 1119/2022. (III. 5.) Korm. határozat A szomszédos országokban felmerülő humanitárius katasztrófa kezelésének támogatásáról[55]
- 1120/2022. (III. 7.) Korm. határozat Az ukrajnai válsággal összefüggő csapatmozgásokról és egyes kapcsolódó feladatokról[184]
- 1121/2022. (III. 7.) Korm. határozat Címrendi kiegészítésről, a rendkívüli kormányzati intézkedésekre szolgáló tartalékból, a Gazdaság-újraindítási programok előirányzatból, a Központi Maradványelszámolási Alap előirányzatból, a Járvány Elleni Védekezés Központi Tartaléka előirányzatból történő és fejezeten belüli és fejezetek közötti előirányzat-átcsoportosításról, valamint egyes kormányhatározatok módosításáról[55]
- 1122/2022. (III. 8.) Korm. határozat A Thaiföldi Királyság részére történő COVID19 vakcina adományozásáról[57]
- 1123/2022. (III. 8.) Korm. határozat Magyarország Edinburgh-i Főkonzulátusa konzuli kerületének kijelöléséről és az ehhez kapcsolódó intézkedésekről[57]
- 1124/2022. (III. 8.) Korm. határozat A 20212027 közötti időszakban megvalósuló egyes, határon átnyúló együttműködési programokhoz szükséges kiegészítő hazai forrás biztosításáról[57]
- 1125/2022. (III. 8.) Korm. határozat A Magyar Falu Program 2022. évi végrehajtásához kapcsolódó kincstári lebonyolítói díj biztosítása érdekében szükséges előirányzat-átcsoportosításról[57]
- 1126/2022. (III. 8.) Korm. határozat A Nemzeti Köznevelési Infrastruktúra Fejlesztési Program II. ütemébe tartozó tanuszoda beruházások megvalósításáról szóló egyes kormányhatározatok módosításáról[57]
- 1127/2022. (III. 8.) Korm. határozat A Győri Szakképzési Centrum Pattantyús-Ábrahám Géza Technikum komplex fejlesztéséről[57]
- 1128/2022. (III. 8.) Korm. határozat A Kozármisleny város közigazgatási területén fekvő földrészlet beruházási célterületté nyilvánításáról[57]
- 1129/2022. (III. 8.) Korm. határozat A maroslelei tornaterem építéséről[57]
- 1130/2022. (III. 8.) Korm. határozat A Monori Napsugár Óvoda fejlesztéséhez szükséges forrás biztosításáról[57]
- 1131/2022. (III. 8.) Korm. határozat A Nagykanizsai Szakképzési Centrum 21. századi elvárásoknak megfelelő fejlesztését célzó beruházás előkészítéséhez szükséges intézkedésekről[57]
- 1132/2022. (III. 8.) Korm. határozat A Magyar Nemzeti Levéltár Országos Levéltára Lángliliom utcai levéltári létesítményének korszerűsítéséről és bővítéséről szóló 1991/2020. (XII. 23.) Korm. határozat módosításáról[57]
- 1133/2022. (III. 8.) Korm. határozat A Nemzeti Örökség Intézete vagyonkezelésében lévő temetők rekonstrukciójáról szóló 1335/2020. (VI. 22.) Korm. határozat módosításáról[57]
- 1134/2022. (III. 8.) Korm. határozat A KEHOP-3.2.1-15-2016-00005 azonosító számú, Komplex hulladékgazdálkodási rendszer fejlesztése Hajdú-Bihar megyében, különös tekintettel az elkülönített hulladékgyűjtési, szállítási és előkezelő rendszerre című projekt költségnövekményéhez szükséges forrás biztosításáról, valamint a Környezeti és Energiahatékonysági Operatív Program éves fejlesztési keretének megállapításáról szóló 1084/2016. (II. 29.) Korm. határozat módosításáról[57]
- 1135/2022. (III. 8.) Korm. határozat Egyes egyházi célú beruházások támogatásával kapcsolatos kormányhatározatok módosításáról[57]
- 1136/2022. (III. 10.) Korm. határozat A Kambodzsai Királyság részére történő COVID−19 vakcina adományozásáról[58]
- 1137/2022. (III. 10.) Korm. határozat A komplex közútfejlesztési feladatok II. ütemének megvalósítása érdekében szükséges intézkedésekről[58]
- 1138/2022. (III. 10.) Korm. határozat A 2022. évi Felnőtt Birkózó Európa-bajnokság és Grappling Európa-bajnokságon részt vevő járművek számára az autóbusz forgalmi sáv használatáról[58]
- 1139/2022. (III. 10.) Korm. határozat A Békéscsabai Andrássy Gyula Gimnázium és Kollégium tornaterem-építési beruházásáról, címrendi kiegészítésről, a Beruházás Előkészítési Alapból, a Központi Maradványelszámolási Alap előirányzatból történő és fejezetek közötti előirányzat-átcsoportosításról, valamint kötelezettségvállalás engedélyezéséről[58]
- 1140/2022. (III. 10.) Korm. határozat A Csongrád-Csanád Megyei Dr. Bugyi István Kórház, valamint az ajkai Magyar Imre Kórház felújításához szükséges forrás biztosításáról[58]
- 1141/2022. (III. 10.) Korm. határozat A Nemzeti Filmintézet Közhasznú Nonprofit Zártkörűen Működő Részvénytársaság által kezelt letéti számla javára többletforrás biztosításáról[58]
- 1142/2022. (III. 10.) Korm. határozat A Zalaegerszeg külterületén található északi ipari park infrastruktúra fejlesztésével összefüggő közműfejlesztés és közműcsatlakozások megvalósításához szükséges intézkedésekről, valamint a beruházás központi költségvetésből történő támogatásáról szóló 1314/2021. (V. 27.) Korm. határozat módosításáról[58]
- 1143/2022. (III. 10.) Korm. határozat A Környezeti és Energiahatékonysági Operatív Program projektjeinek megvalósításához szükséges REACT-EU források felhasználásával összefüggő intézkedésekről és a Környezeti és Energiahatékonysági Operatív Program éves fejlesztési keretének megállapításáról szóló 1084/2016. (II. 29.) Korm. határozat módosításáról[58]
- 1144/2022. (III. 11.) Korm. határozat a Magyarország Kiváló Művésze, a Magyarország Érdemes Művésze és a Magyarország Babérkoszorúja díjak 2022. évi adományozásáról[170]
- 1145/2022. (III. 17.) Korm. határozat A Vietnámi Szocialista Köztársaság részére történő COVID19 vakcina adományozásáról[185]
- 1146/2022. (III. 21.) Korm. határozat A háziorvosi ügyeleti rendszer pilot jellegű működése többletkiadásainak biztosításával összefüggő fejezetek közötti átcsoportosításról[60]
- 1147/2022. (III. 21.) Korm. határozat A VOLÁNBUSZ Zrt. járműkorszerűsítési programjának folytatásáról[60]
- 1148/2022. (III. 21.) Korm. határozat Egy állami tulajdonban lévő ingatlan versenyeztetés mellőzésével történő értékesítéséről[60]
- 1149/2022. (III. 21.) Korm. határozat A Bolgár Oktatási és Kulturális Központ megépítéséhez nyújtandó további támogatásról[60]
- 1150/2022. (III. 21.) Korm. határozat A 2021−2027 közötti időszakban az európai területi együttműködési célkitűzés keretében megvalósuló Interreg VI-A IPA Magyarország−Szerbia 2021−2027 Program elfogadásáról[60]
- 1151/2022. (III. 21.) Korm. határozat A 2021−2027 közötti időszakban az európai területi együttműködési célkitűzés keretében megvalósuló Interreg VI-A Magyarország−Szlovákia 2021−2027 Program elfogadásáról[60]
- 1152/2022. (III. 21.) Korm. határozat A Magyarországi Baptista Egyház beruházásaihoz szükséges támogatásról és egyéb kormányzati feladatokról[60]
- 1153/2022. (III. 21.) Korm. határozat A Ceglédi Kossuth Lajos Gimnázium fejlesztéséről[60]
- 1154/2022. (III. 21.) Korm. határozat A Karcagi Szakképzési Centrum Teleki Blanka Gimnázium, Technikum és Kollégium komplex fejlesztéséről[60]
- 1155/2022. (III. 21.) Korm. határozat A szentlőrinci tanuszoda építéséről[60]
- 1156/2022. (III. 21.) Korm. határozat A váci Piarista Gimnázium és Kollégium homlokzatának felújításáról[60]
- 1157/2022. (III. 21.) Korm. határozat Az Emberi Erőforrás Fejlesztési Operatív Program éves fejlesztési keretének megállapításáról szóló 1037/2016. (II. 9.) Korm. határozat módosításáról[60]
- 1158/2022. (III. 21.) Korm. határozat A Terület- és Településfejlesztési Operatív Program éves fejlesztési keretének megállapításáról szóló 1005/2016. (I. 18.) Korm. határozat módosításáról[60]
- 1159/2022. (III. 21.) Korm. határozat A KEHOP-5.2.2-16-2016-00082 azonosító számú („Zala Megyei Rendőr-főkapitányság épületeinek energetikai fejlesztése” című) és a KEHOP-5.2.2-16-2016-00094 azonosító számú („Jász-Nagykun-Szolnok Megyei Rendőr-főkapitányság épületeinek energetikai fejlesztése” című) projekt megvalósításához szükséges forrás biztosításáról[60]
- 1160/2022. (III. 21.) Korm. határozat A KEHOP-4.1.0-15-2016-00045 azonosító számú („Natura 2000 jelölő füves élőhelyek és a természetvédelmi céllal művelt szántók kezelése” című) projekt támogatásának növeléséről, valamint a Környezeti és Energiahatékonysági Operatív Program éves fejlesztési keretének megállapításáról szóló 1084/2016. (II. 29.) Korm. határozat módosításáról[60]
- 1161/2022. (III. 21.) Korm. határozat A KEHOP-5.2.4-15-2016-00004 azonosító számú („Energetikai korszerűsítés a Semmelweis Egyetem több helyszínén” című) projekt költségnövekmény-igényének támogatásáról, valamint a Környezeti és Energiahatékonysági Operatív Program éves fejlesztési keretének megállapításáról szóló 1084/2016. (II. 29.) Korm. határozat módosításáról[60]
- 1162/2022. (III. 21.) Korm. határozat A KEHOP-1.6.0 felhívás keretében nevesített, „Logisztikai raktárcsarnok építése − II.” című projekt indikatív támogatási keretösszegének módosításáról, valamint a Környezeti és Energiahatékonysági Operatív Program éves fejlesztési keretének megállapításáról szóló 1084/2016. (II. 29.) Korm. határozat módosításáról[60]
- 1163/2022. (III. 21.) Korm. határozat A KEHOP-1.3.0-15-2015-00009 azonosító számú („Tiszalöki vízlépcső és hajózsilip rekonstrukciója” című) projekt támogatásának növeléséről, valamint a Környezeti és Energiahatékonysági Operatív Program éves fejlesztési keretének megállapításáról szóló 1084/2016. (II. 29.) Korm. határozat módosításáról[60]
- 1164/2022. (III. 21.) Korm. határozat A kiemelt társadalmi igényen alapuló IKOP-2.1.0-15-2016-00026 azonosító számú („Új országos közforgalmú kikötő kiépítése Mohácson” című) projekt támogatási összegének növeléséről, valamint az Integrált Közlekedésfejlesztési Operatív Program éves fejlesztési keretének megállapításáról szóló 1247/2016. (V. 18.) Korm. határozat módosításáról[60]
- 1165/2022. (III. 21.) Korm. határozat A VP3-4.2.1-4.2.2-2-21 azonosító jelű, „Élelmiszeripari üzemek komplex fejlesztése” című felhívás keretében megvalósuló, hárommilliárd forintot meghaladó támogatási igényű projektjavaslat támogatásához történő hozzájárulásról[60]
- 1166/2022. (III. 21.) Korm. határozat A 2022. évi fejlesztéspolitikai pénzügyi célokról, továbbá a 2014−2020 programozási időszakra vonatkozó indikatív támogatási keretösszegekről, valamint a kötelezettségvállalási szükségletről szóló 1207/2021. (IV. 29.) Korm. határozat módosításáról[60]
- 1167/2022. (III. 21.) Korm. határozat A Közép- és Kelet-Európai Történelem és Társadalom Kutatásáért Közalapítvány egyes infrastrukturális fejlesztéseinek támogatásáról szóló 1128/2018. (III. 19.) Korm. határozat végrehajtása során alkalmazandó eltérő rendelkezésekről és módosításáról[60]
- 1168/2022. (III. 22.) Korm. határozat Az Ukrajnában kialakult fegyveres konfliktussal összefüggésben felmerült önkormányzati kiadások ellentételezéséhez kapcsolódó támogatás biztosításáról[61]
- 1169/2022. (III. 22.) Korm. határozat A hazai és a határon túli hátrányos helyzetű településeken élők, illetve a fogyatékkal élők fizikai és lelki egészségének támogatásáról[61]
- 1170/2022. (III. 22.) Korm. határozat A Miniszterelnökség tulajdonosi joggyakorlása alá tartozó egyes gazdasági társaságok, a Millenáris Tudományos Kulturális Alapítvány, valamint a Versenyszféra és a Kormány Állandó Konzultációs Fóruma számára előirányzat-átcsoportosítással történő források nyújtásáról[61]
- 1171/2022. (III. 22.) Korm. határozat Egyes állami tulajdonban álló vagyontárgyak ingyenes tulajdonba adásáról[61]
- 1172/2022. (III. 22.) Korm. határozat A Semmelweis Egyetem II. Sz. Patológiai Intézet Nemzeti Orvosi Innovációs Képző Központjának megvalósításáról[61]
- 1173/2022. (III. 22.) Korm. határozat A boconádi Szeleczky-kastély felújításához szükséges forrás biztosításáról[61]
- 1174/2022. (III. 22.) Korm. határozat Nyírmada város közigazgatási területén található földrészlet beruházási célterületté nyilvánításáról és a terület fejlesztéséhez szükséges intézkedésekről
- 1175/2022. (III. 22.) Korm. határozat A KEHOP-2.1.11-21 azonosító jelű, „Felhívás víziközmű hálózatok átalakítására, hatékonyságnövelő fejlesztésére, víziközmű rendszerek műszaki állapotának felmérésére, problémák feltárására” című felhívásra benyújtott, hárommilliárd forintot meghaladó támogatási igényű projektjavaslatok támogatásához történő hozzájárulásról és az ehhez szükséges többlet-kötelezettségvállalás engedélyezéséről[61]
- 1176/2022. (III. 22.) Korm. határozat A Közigazgatás- és Közszolgáltatás-fejlesztés Operatív Program éves fejlesztési keretének megállapításáról szóló 1004/2016. (I. 18.) Korm. határozat módosításáról[61]
- 1177/2022. (III. 23.) Korm. határozat A kisbenzinkutaknak a vidéki ellátásbiztonság garantálása érdekében történő támogatásáról szóló 1117/2022. (III. 5.) Korm. határozat módosításáról[62]
- 1178/2022. (III. 23.) Korm. határozat Egyes köznevelési és sportcélú beruházások megvalósításához szükséges intézkedésekről[62]
- 1179/2022. (III. 23.) Korm. határozat Az ideiglenes védelemre jogosult, tanköteles tanulók fejlesztésének, nevelése-oktatásának megvalósítása érdekében szükséges forrásbiztosításról[62]
- 1180/2022. (III. 23.) Korm. határozat Címrendi kiegészítésről, a Gazdaság-újraindítási programok előirányzatból, a Központi Maradványelszámolási Alap előirányzatból történő és fejezeten belüli és fejezetek közötti előirányzat-átcsoportosításról, valamint egyes kormányhatározatok módosításáról[62]
- 1181/2022. (III. 23.) Korm. határozat A Magyar Falu Programhoz kapcsolódó unitárius parókia és gyülekezeti terem felújításához szükséges forrás biztosításáról[62]
- 1182/2022. (III. 23.) Korm. határozat Az Európai Hálózatfinanszírozási Eszközből finanszírozott, „A dunai hajóút kitűzési rendszer fejlesztése” című projekt megvalósításához szükséges forrás biztosításáról[62]
- 1183/2022. (III. 28.) Korm. határozat Magyarország Kormánya és Nagy-Britannia és Észak-Írország Egyesült Királyságának Kormánya között a Magyar Népköztársaság Kormánya és Nagy-Britannia és Észak-Írország Egyesült Királyságának Kormánya között a beruházások ösztönzéséről és kölcsönös védelméről szóló megállapodás, valamint e megállapodásnak a Man-szigetre, a Guernsey-i és Jersey-i Bailiwick-ekre, Gibraltárra, a Turks- és Caicos-szigetekre, valamint Bermudára történő kiterjesztéséről szóló, Budapesten, 1991. október 25-én és november 7-én a Magyar Köztársaság Kormánya és a Nagy-Britannia és Észak-Írország Egyesült Királyságának Kormánya között létrejött jegyzékváltás megszűnéséről szóló Megállapodás szövegének végleges megállapítására adott felhatalmazásról[63]
- 1184/2022. (III. 28.) Korm. határozat A Határigazgatási és Vízumpolitikai Eszköz Program Plusz éves fejlesztési keretének megállapításáról[63]
- 1185/2022. (III. 28.) Korm. határozat A 2021−2027 közötti időszakban az európai területi együttműködési célkitűzés keretében megvalósuló Interreg VI-A NEXT Magyarország−Szlovákia−Románia−Ukrajna 2021−2027 Program elfogadásáról[63]
- 1186/2022. (III. 28.) Korm. határozat A Stipendium Hungaricum program keretében a „Students at Risk” alprogram bevezetéséről és az ehhez szükséges finanszírozás biztosításáról[63]
- 1187/2022. (III. 28.) Korm. határozat A Sberbank Magyarország Zártkörűen Működő Részvénytársaságnál számlavezetéssel érintett önkormányzatok átmeneti helyzetének rendezéséről[63]
- 1188/2022. (III. 28.) Korm. határozat A Nemzeti Fegyvergyártási Oktatási Központ projekt megvalósításának jóváhagyásáról[63]
- 1189/2022. (III. 28.) Korm. határozat Fejezeten belüli előirányzat-átcsoportosításról[63]
- 1190/2022. (III. 28.) Korm. határozat A Magyar Falu Program céljaival összhangban a Mikepércsi Református Egyházközség Élő Forrás Kútja Idősek Otthona felújításának és fejlesztésének II. üteme érdekében szükséges forrás biztosításáról[63]
- 1191/2022. (III. 28.) Korm. határozat A Pest Megyei Flór Ferenc Kórház „A” és „B” épületek homlokzati korlát és árnyékoló rendszerének kialakításáról[63]
- 1192/2022. (III. 28.) Korm. határozat Egyes állami tulajdonú vagyonelemek ingyenes átadásáról[63]
- 1193/2022. (III. 28.) Korm. határozat Egyes állami tulajdonban álló vagyontárgyak ingyenes tulajdonba adásáról, valamint az egyes állami vagyonba tartozó ingatlanok ingyenes önkormányzati tulajdonba adásáról szóló 1357/2013. (VI. 24.) Korm. határozatban meghatározott hasznosítási cél módosításáról[63]
- 1194/2022. (III. 28.) Korm. határozat A csornai sportcsarnok beruházás megvalósításához szükséges forrás biztosításáról[63]
- 1195/2022. (III. 28.) Korm. határozat A ráckevei Nagyboldogasszony szerb ortodox templom felújításával kapcsolatos intézkedésekről[63]
- 1196/2022. (III. 28.) Korm. határozat Egyes helyi önkormányzatok támogatásáról[63]
- 1197/2022. (III. 28.) Korm. határozat Egyes községi önkormányzatok beruházásainak támogatásáról[63]
- 1198/2022. (III. 28.) Korm. határozat A Modern Városok Program keretében megvalósuló Veszprém belterületi közúthálózat fejlesztési céljainak és kapcsolódó tereinek megvalósítása elnevezésű projekthez kapcsolódó szakmai tartalom módosításáról[63]
- 1199/2022. (III. 28.) Korm. határozat A Kulcsi Fekete István Általános Iskola fejlesztéséről[63]
- 1200/2022. (III. 28.) Korm. határozat A Miskolci Szakképzési Centrum Szentpáli István Kereskedelmi és Vendéglátó Technikum és Szakképző Iskola komplex fejlesztéséről[63]
- 1201/2022. (III. 28.) Korm. határozat A nyírbátori Báthori István Múzeum felújításáról[63]
- 1202/2022. (III. 28.) Korm. határozat Az ÓAM ÓZDI ACÉLMÜVEK Korlátolt Felelősségű Társaság barnamezős területeinek kiemelt társadalmi igényeken alapuló és munkahelyteremtést támogató beruházás keretében történő hasznosításáról szóló 1217/2021. (IV. 29.) Korm. határozat módosításáról[63]
- 1203/2022. (III. 28.) Korm. határozat Sé község önkormányzati beruházásának támogatásáról[63]
- 1204/2022. (III. 28.) Korm. határozat Az EFOP-2.4.1-16-2017-00060 azonosító számú („Szociális lakhatási lehetőségek javítása Kunágota településen” című) projekt támogatásának növeléséről[63]
- 1205/2022. (III. 28.) Korm. határozat Egyes EFOP 4.1.2-17 uniós projektekben megvalósuló beruházások befejezéséhez szükséges pótmunkáinak támogatásáról[63]
- 1206/2022. (III. 28.) Korm. határozat A GINOP-7.1.6-16-2017-00004 azonosító számú („Balaton-felvidéki kultúrtáj világörökség várományosi helyszín turisztikai célú fejlesztése” című) projekt támogatásának növeléséről[63]
- 1207/2022. (III. 28.) Korm. határozat A Terület- és Településfejlesztési Operatív Program, valamint a Versenyképes Közép-Magyarország Operatív Program keretében megvalósuló egyes projektek összköltségének növeléséről[63]
- 1208/2022. (III. 30.) Korm. határozat Fejezeten belüli előirányzat-átcsoportosításról[64]
- 1209/2022. (III. 30.) Korm. határozat A Kelenföldi Duna-parti Sétány megvalósítását célzó kormányzati intézkedésekről[64]
- 1210/2022. (III. 30.) Korm. határozat A ceglédi Toldy Ferenc Kórház és Rendelőintézet járóbeteg-szakellátásának fejlesztése keretében új szakrendelői épület kialakításának megvalósításáról[64]

#### Április (1211−1250)
- 1211/2022. (IV. 5.) Korm. határozat Egyes családpolitikai tárgyú kormányhatározatok módosításáról[66]
- 1212/2022. (IV. 5.) Korm. határozat Magyarország Kormánya és az Egységes Magyarországi Izraelita Hitközség (Statusquo Ante) közötti megállapodás megkötéséről és az azzal összefüggő feladatokról szóló 1666/2019. (XI. 28.) Korm. határozattal közzétett Megállapodás módosításával kapcsolatos feladatokról[66]
- 1213/2022. (IV. 5.) Korm. határozat A Budapest-Belgrád vasútvonal újjáépítési beruházás engedélyezési eljárása során felmerült települési igények megvalósításához szükséges többletforrások biztosításáról[66]
- 1214/2022. (IV. 5.) Korm. határozat Fejezeti előirányzat címének módosításáról[66]
- 1215/2022. (IV. 5.) Korm. határozat A Külügyi és Külgazdasági Intézet és a Magyar Diplomáciai Akadémia épülete felújításának megvalósításával kapcsolatos intézkedésekről[66]
- 1216/2022. (IV. 5.) Korm. határozat A Központi Közigazgatási Irattár többletköltségeinek finanszírozásáról[66]
- 1217/2022. (IV. 5.) Korm. határozat A Kézilabda Munkacsarnok-fejlesztési Program keretében megvalósuló beruházásokhoz kapcsolódó ingóságok beszerzéséről[66]
- 1218/2022. (IV. 5.) Korm. határozat A Ferencvárosi Szabadidő- és Sportpark részeként szabadtéri atlétikai edzőpályák és kapcsolódó létesítményei megvalósításáról[66]
- 1219/2022. (IV. 5.) Korm. határozat A Hajdúnánás város külterületén található földrészletek beruházási célterületté nyilvánításáról szóló 1536/2021. (VIII. 3.) Korm. határozat módosításáról[66]
- 1220/2022. (IV. 5.) Korm. határozat A Sajópetri község külterületén fekvő földrészletek beruházási célterületté nyilvánításáról
- 1221/2022. (IV. 5.) Korm. határozat Az URBS PRO PATIENTE Egészségügyi Fejlesztő és Üzemeltető Közhasznú Nonprofit Korlátolt Felelősségű Társaság működésével kapcsolatos intézkedésekről[66]
- 1222/2022. (IV. 5.) Korm. határozat A KEHOP-1.4.0 felhívás keretében nevesített, "Árvízi biztonság növelése a Dél-Duna területén" című projekt indikatív támogatási keretösszegének módosításáról, valamint a Környezeti és Energiahatékonysági Operatív Program éves fejlesztési keretének megállapításáról szóló 1084/2016. (II. 29.) Korm. határozat módosításáról[66]
- 1223/2022. (IV. 7.) Korm. határozat Egyes kutatás-fejlesztési és innovációs célú programok és projektek támogatásáról[67]
- 1224/2022. (IV. 7.) Korm. határozat Egy állami tulajdonban álló vagyontárgy ingyenes tulajdonba adásáról[67]
- 1225/2022. (IV. 7.) Korm. határozat A Nemzeti Egészséginformatikai Stratégiáról szóló 1455/2021. (VII. 13.) Korm. határozat módosításáról[67]
- 1226/2022. (IV. 7.) Korm. határozat A Gazdaság-újraindítási Akcióterv végrehajtása érdekében Magyarország Helyreállítási és Ellenállóképességi Tervéhez kapcsolódó intézkedési lista jóváhagyásáról szóló 1495/2021. (VII. 23.) Korm. határozat módosításáról[67]
- 1227/2022. (IV. 7.) Korm. határozat A felcsúti Endresz György Általános Iskola építéséről szóló 1667/2020. (X. 15.) Korm. határozat módosításáról[67]
- 1228/2022. (IV. 14.) Korm. határozat Az emberkereskedelem elleni küzdelemről szóló 2020-2023 közötti nemzeti stratégia végrehajtását szolgáló, 2022-2023 közötti időszakban végrehajtandó intézkedési tervről[68]
- 1229/2022. (IV. 19.) Korm. határozat A Honvédelmi Minisztérium 2022. évi tömeges bevándorlás kezeléséhez kapcsolódó feladatellátásáról és annak forrásigényéről[69]
- 1230/2022. (IV. 19.) Korm. határozat A rendkívüli migrációs nyomás kezeléséhez szükséges további források biztosításáról[69]
- 1231/2022. (IV. 19.) Korm. határozat A Fenntarthatósági feladatok és közműszolgáltatások előirányzathoz szükséges kötelezettségvállalásokról[69]
- 1232/2022. (IV. 19.) Korm. határozat A 2022. évi 19. FINA Úszó-, Vízilabda-, Műugró, Műúszó és Nyíltvízi Világbajnokságon részt vevő járművek számára az autóbusz-forgalmi sáv használatáról[69]
- 1233/2022. (IV. 19.) Korm. határozat A V4+ Professzori Hálózat létrehozásáról és a hozzá kapcsolódó V4+ Junior Program támogatásáról, valamint az ezekkel összefüggő intézkedésekről szóló 1694/2020. (X. 27.) Korm. határozat módosításáról[69]
- 1234/2022. (IV. 19.) Korm. határozat A „Kanizsa” kulturális, turisztikai és gasztronómiai látogatóközpont kialakítása az egykori ferences rendházban elnevezésű projekt megvalósításához szükséges intézkedésekről[69]
- 1235/2022. (IV. 19.) Korm. határozat A Győr Megyei Jogú Város külterületén fekvő földrészletek beruházási célterületté nyilvánításáról szóló 1009/2022. (I. 20.) Korm. határozat módosításáról[69]
- 1236/2022. (IV. 19.) Korm. határozat Szikszó és térsége fejlesztésének érdekében szükséges intéz-kedésekről szóló 1821/2020. (XI. 18.) Korm. határozat módosításáról[69]
- 1237/2022. (IV. 19.) Korm. határozat A Környezeti és Energiahatékonysági Operatív Program éves fejlesztési keretének megállapításáról szóló 1084/2016. (II. 29.) Korm. határozat módosításáról[69]
- 1238/2022. (IV. 19.) Korm. határozat Az EFOP-4.1.6-16-2017-00023 azonosító számú („Súlyos és halmozott fogyatékossággal élő gyermekeket ellátó intézmények infrastrukturális fejlesztése a Kaposvári Tankerületi Központban” című) projekt támogatásának növeléséről[69]
- 1239/2022. (IV. 19.) Korm. határozat A VP3-4.2.1-4.2.2-2-21 azonosító jelű, „Élelmiszeripari üzemek komplex fejlesztése” című felhívás keretében megvalósuló, hárommilliárd forintot meghaladó támogatási igényű projektjavaslat támogatásához történő hozzájárulásról[69]
- 1240/2022. (IV. 19.) Korm. határozat A Magyarország Kormánya és a Kenyai Köztársaság Kormánya közötti pénzügyi együttműködési keretprogram kialakításáról szóló megállapodás jegyzékváltással történő módosításáról szóló Megállapodás szövegének végleges megállapítására adott felhatalmazásról
- 1241/2022. (IV. 28.) Korm. határozat A kisbenzinkutaknak a vidéki ellátásbiztonság garantálása érdekében történő támogatásáról szóló 1117/2022. (III. 5.) Korm. határozat módosításáról[71]
- 1242/2022. (IV. 28.) Korm. határozat Magyarország 2021. évi vízgyűjtő-gazdálkodási tervéről[71]
- 1243/2022. (IV. 28.) Korm. határozat A magyarországi segélyszervezetek Ukrajnában kialakult humanitárius válsághelyzet enyhítésére irányuló tevékenységéhez szükséges, a Hungary Helps Program javára szolgáló forrásbiztosításról[71]
- 1244/2022. (IV. 28.) Korm. határozat Egyes állami tulajdonú vagyonelemeknek a koszovói Podujevoi Járási Kórház részére történő ingyenes átadásáról[71]
- 1245/2022. (IV. 28.) Korm. határozat Tudományos és technológiai szakdiplomata álláshely Münchenben történő létesítéséről és egyes tudományos és technológiai szakdiplomata álláshelyek működtetéséhez szükséges forrás biztosításáról[71]
- 1246/2022. (IV. 29.) Korm. határozat A távhőkassza pozitív egyenlege megőrzéséhez szükséges intézkedésekről[72]
- 1247/2022. (IV. 29.) Korm. határozat Az Országos Polgárőr Szövetség tagegyesületei állományának határőrizeti feladatokba történő fokozottabb bevonásáról és az azzal összefüggő források biztosításáról szóló 1036/2022. (II. 2.) Korm. határozat módosításáról[72]
- 1248/2022. (IV. 29.) Korm. határozat A Gazdaságfejlesztési és Innovációs Operatív Program Plusz éves fejlesztési keretének megállapításáról szóló 1300/2021. (V. 21.) Korm. határozat módosításáról[72]
- 1249/2022. (IV. 29.) Korm. határozat A Magyarország Kormánya és az Egységes Magyarországi Izraelita Hitközség (Statusquo Ante) közötti megállapodás megkötéséről és az azzal összefüggő feladatokról szóló 1666/2019. (XI. 28.) Korm. határozattal közzétett Megállapodás módosításával kapcsolatos feladatokról szóló 1212/2022. (IV. 5.) Korm. határozat módosításáról[72]
- 1250/2022. (IV. 29.) Korm. határozat Orvostechnikai eszközök Kárpátalja részére történő adományozásáról[72]

#### Május (1251−1280)
- 1251/2022. (V. 4.) Korm. határozat A Nyíregyházi Ipari Park villamosenergia hálózat fejlesztés megvalósításához szükséges intézkedésekről[73]
- 1252/2022. (V. 6.) Korm. határozat Egyes orvostechnikai eszközök Montenegrói Köztársaság, Észak-macedón Köztársaság és a Moldovai Köztársaság részére történő adományozásáról[186]
- 1253/2022. (V. 6.) Korm. határozat A szenttamási Almásy-kastély és a hozzá tartozó park kertépítészeti, kertművészeti és tájökológiai felújítása előkészítésének a Beruházás Előkészítési Alapból történő támogatásáról szóló 1349/2019. (VI. 11.) Korm. határozat és a Győri Ipari Park bővítésének támogatásáról szóló 1042/2022. (II. 4.) Korm. határozat módosításáról[186]
- 1254/2022. (V. 9.) Korm. határozat A 2022. május 14-i köztársasági elnöki beiktatási ünnepség kiemelt fontosságú rendezvénnyé nyilvánításáról[187]
- 1255/2022. (V. 9.) Korm. határozat A debreceni Déli Gazdasági Övezet bővítésével összefüggő infrastruktúra-fejlesztésekről szóló 1041/2022. (II. 4.) Korm. határozat módosításáról[187]
- 1256/2022. (V. 13.) Korm. határozat Egyes orvostechnikai eszközök Szomáli Szövetségi Köztársaság és Fülöp-szigeteki Köztársaság részére történő adományozásáról[155]
- 1257/2022. (V. 13.) Korm. határozat Orvostechnikai eszközök Ukrajna Egészségügyi Minisztériuma részére történő adományozásáról[155]
- 1258/2022. (V. 18) Korm. határozat egyes orvostechnikai eszközök Kubai Köztársaság részére történő adományozásáról[156]
- 1259/2022. (V. 19.) Korm. határozat Bük város gazdaságfejlesztéséhez kapcsolódó infrastruktúra-fejlesztésekről[188]
- 1260/2022. (V. 24.) Korm. határozat A Kormány ügyrendjéről szóló 1144/2010. (VII. 7.) Korm. határozat módosításáról[6]
- 1261/2022. (V. 25.) Korm. határozat A Nemzetközi Munkaügyi Konferencia 2022. május 27. − június 11. között sorra kerülő 110. ülésszakán való magyar részvételről[75]
- 1262/2022. (V. 25.) Korm. határozat Fejezeten belüli és fejezetek közötti előirányzat-átcsoportosításról[75]
- 1263/2022. (V. 26.) Korm. határozat Egyes állami sportcélú ingatlanok versenyeztetés mellőzésével történő bérbeadásáról[7]
- 1264/2022. (V. 27.) Korm. határozat A Beruházás ösztönzési célelőirányzat keretösszegének emeléséről[76]
- 1265/2022. (V. 27.) Korm. határozat A gazdasági versenyképesség jogi feltételrendszerének erősítését célzó intézkedésekkel összefüggő feladatok ellátásáért felelős kormánybiztos kinevezéséről és feladatairól[76]
- 1266/2022. (V. 27.) Korm. határozat A Magyar Államkincstár és a Nemzeti Adó- és Vámhivatal adatvagyonának optimalizálásáért felelős kormánybiztos kinevezéséről és feladatairól[76]
- 1267/2022. (V. 27.) Korm. határozat A rezsicsökkentés fenntartásáért felelős kormánybiztos kinevezéséről és feladatairól[76]
- 1268/2022. (V. 27.) Korm. határozat A modern települések fejlesztéséért felelős kormánybiztos kinevezéséről és feladatairól[76]
- 1269/2022. (V. 27.) Korm. határozat A hazai kommunikációért és az országmárka kialakításáért felelős kormánybiztos kinevezéséről és feladatairól[76]
- 1270/2022. (V. 27.) Korm. határozat A deregulációért felelős kormánybiztos kinevezéséről és feladatairól[76]
- 1271/2022. (V. 27.) Korm. határozat Az állatvédelmi cselekvési terv kidolgozásáért és végrehajtásáért felelős kormánybiztos kinevezéséről és feladatairól[76]
- 1272/2022. (V. 27.) Korm. határozat A Dél-alföldi Gazdaságfejlesztési Zóna komplex fejlesztéséért felelős kormánybiztos kinevezéséről és feladatairól[76]
- 1273/2022. (V. 27.) Korm. határozat A Dél-dunántúli Gazdaságfejlesztési Zóna komplex fejlesztéséért felelős kormánybiztos kinevezéséről és feladatairól[76]
- 1274/2022. (V. 27.) Korm. határozat Az Északkelet-magyarországi Gazdaságfejlesztési Zóna komplex fejlesztéséért felelős kormánybiztos kinevezéséről és feladatairól[76]
- 1275/2022. (V. 27.) Korm. határozat Az Északnyugat-magyarországi Gazdaságfejlesztési Zóna komplex fejlesztéséért felelős kormánybiztos kinevezéséről és feladatairól[76]
- 1276/2022. (V. 27.) Korm. határozat A Közép-magyarországi Gazdaságfejlesztési Zóna komplex fejlesztéséért felelős kormánybiztos kinevezéséről és feladatairól[76]
- 1277/2022. (V. 27.) Korm. határozat A Budai Várnegyed, a Citadella és a visegrádi műemlék-együttes területén megvalósuló kormányzati beruházásokkal kapcsolatos egyes feladatok ellátásáért felelős kormánybiztos kinevezéséről és feladatairól[76]
- 1278/2022. (V. 27.) Korm. határozat A Tokaj-Zemplén térség fejlesztéséért felelős kormánybiztos kinevezéséről és feladatairól[76]
- 1279/2022. (V. 27.) Korm. határozat Az Indonéz Köztársaság közúthálózata útdíjfizetési rendszerének létrehozása és fejlesztése tekintetében Magyarország által biztosított szakmai támogatásokért felelős kormánybiztos kinevezéséről és feladatairól[76]
- 1280/2022. (V. 27.) Korm. határozat A magyar nemzeti mozgóképipar fejlesztéséért felelős kormánybiztos kinevezéséről és feladatairól[76]

#### Június (1280−1315)
- 1281/2022. (VI. 4.) Korm. határozat A Magyarország szomszédságában zajló háború idején a rezsicsökkentés megvédése és a honvédelmi célok teljesítése érdekében szükséges költségvetési intézkedésekről[77]
- 1282/2022. (VI. 7.) Korm. határozat A 2021−2027 közötti időszakban az európai területi együttműködés célkitűzés keretében megvalósuló Interreg VIA Szlovénia−Magyarország 2021−2027 Program elfogadásáról[78]
- 1283/2022. (VI. 7.) Korm. határozat A kormányzati egyeztetések koordinálásáért, valamint az Országos Beruházás Monitoring rendszer működtetéséért felelős kormánybiztos kinevezéséről és feladatairól[78]
- 1284/2022. (VI. 7.) Korm. határozat A pártokat és a pártalapítványokat az országgyűlési képviselők 2022. évi általános választása eredményének megfelelően megillető támogatás mértékének meghatározásáról, valamint a támogatást szolgáló előirányzatok közötti átcsoportosításról[78]
- 1285/2022. (VI. 7.) Korm. határozat A Gazdaság-újraindítási programok előirányzatból történő átcsoportosításról[78]
- 1286/2022. (VI. 7.) Korm. határozat A Szeged−Szabadka vasútvonalon a határforgalom-ellenőrzés végrehajtása érdekében kialakítandó ideiglenes infrastruktúra megteremtéséhez szükséges forrás biztosításáról[78]
- 1287/2022. (VI. 7.) Korm. határozat A VP3-4.2.1-4.2.2-2-21 azonosító jelű, „Élelmiszeripari üzemek komplex fejlesztése” című felhívás keretében megvalósuló, hárommilliárd forintot meghaladó támogatási igényű projektjavaslatok támogatásához történő hozzájárulásról[78]
- 1288/2022. (VI. 7.) Korm. határozat Egyes állami erdészeti társaságok támogatási kérelmének a Vidékfejlesztési Program VP5-8.4.1-16 azonosító jelű, „Az erdőgazdálkodási potenciálban okozott erdőkárok helyreállítása” című, valamint a VP5-8.5.1-17 azonosító jelű, „Az erdei ökoszisztémák ellenálló képességének és környezeti értékének növelését célzó beruházások” című felhívásaira történő benyújtásához való hozzájárulásról[78]
- 1289/2022. (VI. 7.) Korm. határozat A Magyarország Kormánya és a San Marino Köztársaság Kormánya között a beruházások ösztönzéséről és kölcsönös védelméről szóló megállapodás szövegének végleges megállapítására adott felhatalmazásról[78]
- 1290/2022. (VI. 11.) Korm. határozat Fejezetrendi, valamint címrendi kiegészítésről[79]
- 1291/2022. (VI. 11.) Korm. határozat Az önkormányzatok adósságot keletkeztető, valamint kezesség-, illetve garanciavállalásra vonatkozó ügyleteihez történő 2022. márciusi−áprilisi előzetes kormányzati hozzájárulásról[79]
- 1292/2022. (VI. 11.) Korm. határozat A kormányzati szektorba nem sorolt, 100%-os önkormányzati tulajdonban álló, valamint a 100%-nál kisebb önkormányzati tulajdonban álló gazdasági társaságok adósságot keletkeztető ügyleteihez történő 2022. márciusi−áprilisi előzetes kormányzati hozzájárulásról[79]
- 1293/2022. (VI. 11.) Korm. határozat A befektetésösztönzésért és kiemelt magyarországi nagybefektetések megvalósításáért felelős kormánybiztos kinevezéséről és feladatairól[79]
- 1294/2022. (VI. 14.) Korm. határozat Az ukrajnai válsággal összefüggő csapatmozgásokról és egyes kapcsolódó feladatokról szóló 1120/2022. (III. 7.) Korm. határozat módosításáról[80]
- 1295/2022. (VI. 14.) Korm. határozat A Brexit Alkalmazkodási Tartalék (BAR) megnevezésű központi kezelésű előirányzat előirányzat-módosítás nélküli túllépésének engedélyezéséről[80]
- 1296/2022. (VI. 17.) Korm. határozat A kisbenzinkutaknak a vidéki ellátásbiztonság garantálása érdekében történő támogatásáról szóló 1117/2022. (III. 5.) Korm. határozat módosításáról[82]
- 1297/2022. (VI. 17.) Korm. határozat A roma kapcsolatokért felelős kormánybiztos kinevezéséről és feladatairól[82]
- 1298/2022. (VI. 20.) Korm. határozat A Széchenyi Kártya Program felülvizsgálatáról[157]
- 1299/2022. (VI. 21.) Korm. határozat Egyes helyi önkormányzatok infrastrukturális fejlesztéseinek támogatásáról[83]
- 1300/2022. (VI. 21.) Korm. határozat A 2021. évi LXVI. törvénnyel kihirdetett, a Magyarország Kormánya és az Egyesült Nemzetek képviseletében eljáró, az Afrikai-eurázsiai vándorló vízimadarak védelméről szóló megállapodás UNEP által ellátott Titkársága (UNEP/AEWA Titkárság) között az Afrikai-eurázsiai vándorló vízimadarak védelméről szóló megállapodásban részes felek találkozója 8. ülésének megrendezéséről (2021. október 5−9., Budapest, Magyarország) szóló megállapodás jegyzékváltással történő módosításáról szóló Megállapodás szövegének végleges megállapításáról[83]
- 1301/2022. (VI. 21.) Korm. határozat Az Európai Beruházási Bank Kormányzótanácsában Magyarországot képviselő kormányzó kijelöléséről[83]
- 1302/2022. (VI. 22.) Korm. határozat Címrendi kiegészítésről, a Gazdaság-újraindítási programok előirányzatból, a Központi Maradványelszámolási Alap előirányzatból, fejezetek közötti előirányzat-átcsoportosításról, valamint egyes kormányhatározatok módosításról[84]
- 1303/2022. (VI. 22.) Korm. határozat A vízügyi igazgatási szervek 2021. évi mezőgazdasági vízszolgáltatási költségeinek kiegészítő finanszírozásáról[84]
- 1304/2022. (VI. 22.) Korm. határozat A kéményseprő-ipari közszolgáltatás ellátása érdekében a IX. Helyi önkormányzatok támogatásai fejezetben 2022. évben szükséges forrás biztosításáról[84]
- 1305/2022. (VI. 22.) Korm. határozat Egyes állami erdészeti társaságok támogatási kérelmének a Vidékfejlesztési Program keretében meghirdetett, gazdaságfejlesztést célzó projektek megvalósítására irányuló felhívásaira történő benyújtásához való hozzájárulásról
- 1306/2022. (VI. 22.) Korm. határozat A Térségi fejlesztési feladatokhoz szükséges kötelezettségvállalásokról szóló 1023/2022. (I. 27.) Korm. határozat módosításáról[84]
- 1307/2022. (VI. 22.) Korm. határozat Az iváncsai ipari-innovációs fejlesztési terület kialakításával összefüggő vízgazdálkodási és víziközmű infrastruktúra fejlesztések megvalósításához szükséges intézkedésekről szóló 1384/2021. (VI. 15.) Korm. határozat módosításáról[84]
- 1308/2022. (VI. 28.) Korm. határozat A NATO Észak-atlanti Védelmi Innovációt Ösztönző Mechanizmus kezdeményezés nemzeti képviseleti és hatósági feladataihoz és a magyarországi tesztközpont kialakításához kapcsolódó feladatokról[85]
- 1309/2022. (VI. 28.) Korm. határozat A NATO Innovációs Alaphoz való csatlakozásról és kapcsolódó feladatokról[85]
- 1310/2022. (VI. 28.) Korm. határozat Magyarország képviseletéről a Nemzetközi Beruházási Bank Kormányzótanácsában[85]
- 1311/2022. (VI. 28.) Korm. határozat A Magyarország csatlakozásáról a Multilaterális Fejlesztésfinanszírozási Együttműködési Központhoz című 1226/2020. (V. 14.) Korm. határozat módosításáról[85]
- 1312/2022. (VI. 28.) Korm. határozat A Központi Maradványelszámolási Alap előirányzatból történő előirányzat-átcsoportosításról, valamint kormányhatározat módosításáról[85]
- 1313/2022. (VI. 28.) Korm. határozat Az Emberi Erőforrás Fejlesztési Operatív Program éves fejlesztési keretének megállapításáról szóló 1037/2016. (II. 9.) Korm. határozat módosításáról[85]
- 1314/2022. (VI. 28.) Korm. határozat A GINOP-7.1.9-17-2018-00026 azonosító számú, a Balatoni vízi megállóhelyek létesítése című projekt támogatásának növeléséről[85]
- 1315/2022. (VI. 30.) Korm. határozat Az Emberi Erőforrás Fejlesztési Operatív Program keretében finanszírozott EFOP-2.4.1-16-2018-00117 azonosító számú, az „Újabb esélytöbblet a Baksiaknak!” című projekt támogatásának növeléséről[86]

#### Július (1316−1378)
- 1316/2022. (VII. 1.) Korm. határozat Egyes tankerületi központok kistelepüléseket érintő beruházásának támogatásához szükséges 2022. évi előirányzat-átcsoportosításról[11]
- 1317/2022. (VII. 1.) Korm. határozat Bodrogkeresztúri ingatlanok tulajdonjogának magyar állam javára történő megszerzéséről[11]
- 1318/2022. (VII. 1.) Korm. határozat Az ukrajnai infrastrukturális újjáépítéshez, valamint a belső menekültek megsegítéséhez szükséges pénzügyi forrás biztosításáról[11]
- 1319/2022. (VII. 1.) Korm. határozat A Magyarország Kormánya és a Szerb Köztársaság Kormánya között a közúti, a vasúti és a vízi határforgalom ellenőrzéséről szóló, Magyarország Kormánya és a Szerb Köztársaság Kormánya közötti Megállapodás módosításáról szóló Megállapodás szövegének végleges megállapítására adott felhatalmazásról[11]
- 1320/2022. (VII. 4.) Korm. határozat A Finn Köztársaságnak az Észak-atlanti Szerződéshez való csatlakozásáról szóló Jegyzőkönyv szövegének végleges megállapításáról[87]
- 1321/2022. (VII. 4.) Korm. határozat A Svéd Királyságnak az Észak-atlanti Szerződéshez való csatlakozásáról szóló Jegyzőkönyv szövegének végleges megállapításáról[87]
- 1322/2022. (VII. 8.) Korm. határozat A központi költségvetés címrendjének a Kormány tagjainak feladat- és hatásköréről szóló kormányrendelettel összefüggő módosításáról[88]
- 1323/2022. (VII. 8.) Korm. határozat Az Eximbank Zrt. kamatkiegyenlítése kiadási előirányzat túllépésének jóváhagyásáról[88]
- 1324/2022. (VII. 8.) Korm. határozat Az Idősek Tanácsáról szóló 1712/2014. (XII. 5.) Korm. határozat módosításáról[88]
- 1325/2022. (VII. 11.) Korm. határozat A költségvetési fejezeteket érintő államháztartási stabilizációs intézkedésekről[189]
- 1326/2022. (VII. 11.) Korm. határozat A közfoglalkoztatással összefüggő egyes kérdésekről[89]
- 1327/2022. (VII. 11.) Korm. határozat A nemzeti bormarketingért felelős kormánybiztos kinevezéséről és feladatairól[89]
- 1328/2022. (VII. 11.) Korm. határozat Az egyes állami tulajdonú vagyonelemeknek a koszovói Podujevoi Tűzoltóság részére történő ingyenes átadásáról[89]
- 1329/2022. (VII. 11.) Korm. határozat Magyarország Kormánya és a Norvég Királyság Kormánya között a Magyar Köztársaság Kormánya és a Norvég Királyság Kormánya között a beruházások ösztönzéséről és kölcsönös védelméről szóló megállapodás megszűnéséről szóló Megállapodás szövegének végleges megállapítására adott felhatalmazásról[89]
- 1330/2022. (VII. 13.) Korm. határozat Egyes kistelepülési önkormányzatok beruházásainak támogatásáról  [90]
- 1331/2022. (VII. 13.) Korm. határozat Tatárszentgyörgy Község Önkormányzata infrastrukturális fejlesztéseinek támogatásáról és helyi önkormányzatokat érintő egyes kormányhatározatok módosításáról[90]
- 1332/2022. (VII. 13.) Korm. határozat A 2021−2027 közötti időszakban az európai területi együttműködés célkitűzés keretében megvalósuló Interreg VI-A Románia−Magyarország 2021−2027 Program elfogadásáról[90]
- 1333/2022. (VII. 13.) Korm. határozat Az EFOP-2.4.1-16-2017-00036 azonosító számú, „ESÉLY=MARÓTVÖLGYÉBEN … avagy biztos alapokon Somogysámsonban” című projekt támogatásának növeléséről[90]
- 1334/2022. (VII. 13.) Korm. határozat Az EFOP-2.4.1-16-2017-00072 azonosító számú, „Szegregált élethelyzetek felszámolása komplex programokkal (ERFA) − Nyíracsád” című projekt támogatásának növeléséről[90]
- 1335/2022. (VII. 15.) Korm. határozat Az energia-veszélyhelyzettel összefüggő egyes szükségszerű intézkedések megtételéről[91]
- 1336/2022. (VII. 15.) Korm. határozat Az Energia-veszélyhelyzeti Operatív Törzsről[91]
- 1337/2022. (VII. 15.) Korm. határozat A Korrupcióellenes Munkacsoportról[91]
- 1338/2022. (VII. 15.) Korm. határozat Az ideiglenes biztonsági határzár kiépítésével, illetve a meglévő határkerítés megerősítésével kapcsolatos intézkedésekről[91]
- 1339/2022. (VII. 15.) Korm. határozat A belügyminiszter irányítása alá tartozó rendvédelmi szervek és az Országgyűlési Őrség állományának illetményemeléséről, valamint a határvadászok foglalkoztatási feltételeinek biztosításáról[91]
- 1340/2022. (VII. 15.) Korm. határozat A honvédek jogállásáról szóló 2012. évi CCV. törvény hatálya alá tartozó katonák illetményfejlesztésével összefüggő források biztosításáról[91]
- 1341/2022. (VII. 15.) Korm. határozat A Gazdaság-újraindítási programok előirányzatból, a Központi Maradványelszámolási Alap előirányzatból történő, valamint fejezetek közötti előirányzat-átcsoportosításról[91]
- 1342/2022. (VII. 15.) Korm. határozat Az EFOP-2.2.0-16-2016-00001 azonosító számú, "Egészségügyi szakellátók szállóinak fejlesztése" című kiemelt projekt összköltségének növeléséről[91]
- 1343/2022. (VII. 15.) Korm. határozat Az IKOP-3.2.0-15-2017-00026 azonosító számú, "Szeged-Hódmezővásárhely tram-train rendszer – járműbeszerzés" című projekt kapcsán jelentkező árfolyamváltozás kompenzálásáról, valamint az Integrált Közlekedésfejlesztési Operatív Program éves fejlesztési keretének megállapításáról szóló 1247/2016. (V. 18.) Korm. határozat módosításáról[91]
- 1344/2022. (VII. 15.) Korm. határozat Az új Nemzeti Atlétikai Központ megvalósításához szükséges források biztosításáról szóló 1727/2020. (X. 30.) Korm. határozat módosításáról[91]
- 1345/2022. (VII. 18.) Korm. határozat Az Egészségügyi Világszervezet (WHO) budapesti Globális Szolgáltató Központjának második ütemű bővítéséről[13]
- 1346/2022. (VII. 20.) Korm. határozat Egyes fejlesztéspolitikai tárgyú kormányhatározatok kormányzati szerkezetátalakítással összefüggő módosításáról[92]
- 1347/2022. (VII. 20.) Korm. határozat Az önkormányzatok adósságot keletkeztető, valamint kezesség-, illetve garanciavállalásra vonatkozó ügyleteihez történő 2022. májusi előzetes kormányzati hozzájárulásról[92]
- 1348/2022. (VII. 20.) Korm. határozat A Kecskeméti Ipari Park bővítésével összefüggő infrastruktúra-fejlesztésről[92]
- 1349/2022. (VII. 20.) Korm. határozat A GINOP-7.1.9-17-2018-00022 azonosító számú, „Négy évszakos kulturális és rendezvényhelyszín fejlesztése Balatonfüreden a meglévő kulturális kínálat erősítésével” című, hárommilliárd forintot meghaladó támogatási igényű projekt támogatásának növeléséről, valamint a Gazdaságfejlesztési és Innovációs Operatív Program éves fejlesztési keretének megállapításáról szóló 1006/2016. (I. 18.) Korm. határozat módosításáról[92]
- 1350/2022. (VII. 21.) Korm. határozat A 2024. második félévi magyar EU-elnökség előkészítésével összefüggő feladatokról[94]
- 1351/2022. (VII. 21.) Korm. határozat Az EU-elnökség Kormánybizottság létrehozásáról[94]
- 1352/2022. (VII. 21.) Korm. határozat A Kormány ügyrendjéről[94]
- 1353/2022. (VII. 21.) Korm. határozat A fogyasztóvédelmi politikáról[94]
- 1354/2022. (VII. 21.) Korm. határozat A Digitális Megújulás Operatív Program Plusz tervezetének elfogadásáról és az Európai Bizottság részére történő benyújtásáról[94]
- 1355/2022. (VII. 21.) Korm. határozat Az Emberi Erőforrás Fejlesztési Operatív Program módosításáról[94]
- 1356/2022. (VII. 21.) Korm. határozat A 2021−2027 programozási időszakra vonatkozó Gazdaságfejlesztési és Innovációs Operatív Program Plusz tervezetének elfogadásáról és az Európai Bizottság részére történő benyújtásáról[94]
- 1357/2022. (VII. 21.) Korm. határozat Az Integrált Közlekedésfejlesztési Operatív Program Plusz tervezetének elfogadásáról és az Európai Bizottság részére történő benyújtásáról[94]
- 1358/2022. (VII. 21.) Korm. határozat A 2021−2027 programozási időszakra vonatkozó Környezeti és Energiahatékonysági Operatív Program Plusz tervezetének elfogadásáról és az Európai Bizottság részére történő benyújtásáról[94]
- 1359/2022. (VII. 21.) Korm. határozat A Közigazgatás- és Közszolgáltatás-fejlesztés Operatív Program éves fejlesztési keretének megállapításáról szóló 1004/2016. (I. 18.) Korm. határozat módosításáról[94]
- 1360/2022. (VII. 21.) Korm. határozat A 2021−2027 programozási időszakra vonatkozó Magyar Halgazdálkodási Operatív Program Plusz tervezetének elfogadásáról és az Európai Bizottság részére történő benyújtásáról[94]
- 1361/2022. (VII. 21.) Korm. határozat A 2021−2027 programozási időszakra vonatkozó Végrehajtás Operatív Program Plusz tervezetének elfogadásáról és az Európai Bizottság részére történő benyújtásáról[94]
- 1362/2022. (VII. 21.) Korm. határozat A Végrehajtás Operatív Program Plusz éves fejlesztési keretének megállapításáról[94]
- 1363/2022. (VII. 21.) Korm. határozat Címrendi kiegészítésről, a Központi Maradványelszámolási Alap előirányzatból történő, valamint fejezetek közötti és fejezeten belüli előirányzat-átcsoportosításról[94]
- 1364/2022. (VII. 21.) Korm. határozat Az állami hulladékgazdálkodási közfeladat ellátásához kapcsolódó intézkedésről[94]
- 1365/2022. (VII. 21.) Korm. határozat A különleges földgázkészlet létrehozásához szükséges földgáz beszerzését szolgáló hitelhez kapcsolódó egyedi állami kezesség vállalásáról[94]
- 1366/2022. (VII. 21.) Korm. határozat A kisbenzinkutaknak a vidéki ellátásbiztonság garantálása érdekében történő támogatásáról szóló 1117/2022. (III. 5.) Korm. határozat módosításáról[94]
- 1367/2022. (VII. 21.) Korm. határozat A 2021−2027 programozási időszakra vonatkozó Terület- és Településfejlesztési Operatív Program Plusz tervezetének elfogadásáról és az Európai Bizottság részére történő benyújtásáról[94]
- 1368/2022. (VII. 27.) Korm. határozat a 2021-2027 közötti időszakban az európai területi együttműködési célkitűzés keretében megvalósuló Interreg Duna Régió Program kereteinek elfogadásáról [15]
- 1369/2022. (VII. 27.) Korm. határozat a Szeged-Szabadka vasútvonalon a határforgalom ellenőrzés végrehajtása érdekében létrehozott ideiglenes infrastruktúra üzemeltetéséhez szükséges forrás 2022. évi biztosításáról[15]
- 1370/2022. (VII. 27.) Korm. határozat a VP3-4.2.1-4.2.2-2-21 azonosító jelű, "Élelmiszer-ipari üzemek komplex fejlesztése" című felhívás keretében megvalósuló, hárommilliárd forintot meghaladó támogatási igényű projektjavaslatok támogatásához történő hozzájárulásról[15]
- 1371/2022. (VII. 27.) Korm. határozat a Magyar Közút Nonprofit Zártkörűen Működő Részvénytársaság támogatási kérelmének a GINOP Plusz-3.2.1-21 – "A munkavállalók és vállalatok alkalmazkodóképességének és termelékenységének javítása a munkaerő fejlesztésén keresztül" tárgyú pályázati felhívásra történő benyújtásához való hozzájárulásról[15]
- 1372/2022. (VII. 27.) Korm. határozat a Kisalföldi Erdőgazdaság Zártkörűen Működő Részvénytársaság támogatási kérelmének a GINOP Plusz 3.2.1-21 azonosító számú, "A munkavállalók és vállalatok alkalmazkodóképességének és termelékenységének javítása a munkaerő fejlesztésén keresztül" című képzési támogatás pályázati felhívásában való részvételéhez szükséges hozzájárulásról[15]
- 1373/2022. (VII. 27.) Korm. határozat a Nemzetiségi Tanulmányi Ösztöndíj 2022. évi biztosításához szükséges fejezeten belüli előirányzat-átcsoportosításról[15]
- 1374/2022. (VII. 29.) Korm. határozat A közszférában alkalmazandó nyugdíjpolitikai elvekről szóló 1700/2012. (XII. 29.) Korm. határozat alkalmazásának eltérő szabályairól[95]
- 1375/2022. (VII. 29.) Korm. határozat A katona egyéni felszerelésének beszerzéséhez szükséges források biztosításáról[95]
- 1376/2022. (VII. 29.) Korm. határozat Az állami fenntartású egyetemekhez kapcsolódó szakkollégiumok fejlesztéséről[95]
- 1377/2022. (VII. 29.) Korm. határozat A SzegedHódmezővásárhely közötti vasút-villamos rendszer egyes kérdéseiről[95]
- 1378/2022. (VII. 29.) Korm. határozat Címrendi módosításról és kiegészítésről, előirányzat-átcsoportosításról és kormányhatározatok módosításáról[95]

#### Augusztus (1379–1419)
- 1379/2022. (VIII. 1.) Korm. határozat A hit- és erkölcstanoktatás, hittanoktatás és tankönyvtámogatás jogcímcsoport előirányzat túllépésének jóváhagyásáról[97]
- 1380/2022. (VIII. 1.) Korm. határozat A ferencvárosi lakótömb rehabilitációjának támogatásához szükséges intézkedésekről[97]
- 1381/2022. (VIII. 1.) Korm. határozat Az Indonéz Köztársaság közúthálózata útdíjfizetési rendszerének létrehozása és fejlesztése tekintetében Magyarország által biztosított szakmai támogatásokért felelős kormánybiztos kinevezéséről és feladatairól szóló 1279/2022. (V. 27.) Korm. határozat módosításáról[97]
- 1382/2022. (VIII. 5.) Korm. határozat A 2023-ban Budapesten megrendezendő atlétikai világbajnokság megrendezésével kapcsolatos összkormányzati feladatok koordinációjának ellátásáért felelős kormánybiztos kinevezéséről és feladatairól[99]
- 1383/2022. (VIII. 5.) Korm. határozat A 2023. évi Atlétikai Világbajnokság Szervezését és Lebonyolítását Irányító Testület létrehozásáról[99]
- 1384/2022. (VIII. 8.) Korm. határozat A mezőgazdasági vízszolgáltatási tevékenységgel összefüggő üzemeltetési feladatok többletforrás-finanszírozási igényéről[100]
- 1385/2022. (VIII. 8.) Korm. határozat Az aszály által okozott takarmányellátási krízis miatt megnövekedett takarmányszállítási költségek támogatásáról[100]
- 1386/2022. (VIII. 9.) Korm. határozat A hazai földgázkitermelés növelése érdekében szükséges intézkedésekről [101]
- 1387/2022. (VIII. 9.) Korm. határozat Az ideiglenes védelemre jogosult köznevelésben, szakképzésben tanulók fejlesztésének, nevelésének-oktatásának megvalósítása érdekében szükséges forrásbiztosításról [101]
- 1388/2022. (VIII. 9.) Korm. határozat Címrendi kiegészítésről, a Gazdaság-újraindítási programok előirányzatból, a Központi Maradványelszámolási Alap előirányzatból, a Járvány Elleni Védekezés Központi Tartaléka előirányzatból történő előirányzat-átcsoportosításról, fejezeten belüli előirányzat-átcsoportosításról, valamint kötelezettségvállalás engedélyezéséről [101]
- 1389/2022. (VIII. 9.) Korm. határozat Nagykanizsa Megyei Jogú Város külterületén fekvő földrészletek beruházási célterületté nyilvánításáról [101]
- 1390/2022. (VIII. 11.) Korm. határozat A Kormány ügyrendjéről szóló 1352/2022. (VII. 21.) Korm. határozat módosításáról[102]
- 1391/2022. (VIII. 11.) Korm. határozat A 20212027 programozási időszakban az egyes európai uniós alapokból származó támogatások kihelyezését végző pénzügyi közvetítők kiválasztását szolgáló nyílt közbeszerzési eljárás kiírásához szükséges döntésekről és a kihelyezhető forrásokról szóló 1859/2021. (XII. 1.) Korm. határozat módosításáról[102]
- 1392/2022. (VIII. 11.) Korm. határozat Az Emberi Erőforrás Fejlesztési Operatív Program Plusz tervezetének elfogadásáról és az Európai Bizottság részére történő benyújtásáról[102]
- 1393/2022. (VIII. 11.) Korm. határozat A Beruházás ösztönzési célelőirányzat keretösszegének megemeléséről[102]
- 1394/2022. (VIII. 11.) Korm. határozat A Siklósi Kórház Nonprofit Korlátolt Felelősségű Társaság állami tulajdonba vételéhez szükséges intézkedésekről szóló 1018/2022. (I. 26.) Korm. határozat végrehajtásához szükséges további intézkedésekről[102]
- 1395/2022. (VIII. 11.) Korm. határozat A BBA-2.6.1/6-2018-00001 azonosító számú, „Kübekháza–Rábé közúti határátkelőhely létesítése” című projekt megvalósításához szükséges források biztosításáról[102]
- 1396/2022. (VIII. 11.) Korm. határozat A GINOP-2.3.3-15-2016-00016 azonosító számú, „Mágneses nulltér laboratórium létrehozása” című projekt támogatásának növeléséről, valamint a Gazdaságfejlesztési és Innovációs Operatív Program éves fejlesztési keretének megállapításáról szóló 1006/2016. (I. 18.) Korm. határozat módosításáról[102]
- 1397/2022. (VIII. 11.) Korm. határozat A GINOP-7.1.1-15-2017-00033 azonosító számú, „A tiszadobi Andrássy-kastély turisztikai célú fejlesztése” című projekt támogatásának növeléséről és a GINOP-7.1.9-17-2018-00024 azonosító számú, „Hortobágy – Világörökségünk a Puszta” című, hárommilliárd forintot meghaladó támogatási igényű projekt támogatásának jóváhagyásáról[102]
- 1398/2022. (VIII. 11.) Korm. határozat A MECSEKÉRC Környezetvédelmi Zártkörűen Működő Részvénytársaságnak „A munkavállalók és vállalatok alkalmazkodóképességének és termelékenységének javítása a munkaerő fejlesztésén keresztül”GINOP Plusz-3.2.1-21 kódszámú támogatási programra történő támogatási kérelem benyújtásához való hozzájárulásról[102]
- 1399/2022. (VIII. 11.) Korm. határozat „Életmentő Emlékérem” adományozásáról[102]
- 1400/2022. (VIII. 16.) Korm. határozat A Fogyasztóvédelmi Tanácsról szóló 1259/2011. (VII. 27.) Korm. határozat módosításáról[102]
- 1401/2022. (VIII. 16.) Korm. határozat A Piacfelügyeleti Munkacsoportról szóló 1044/2014. (II. 7.) Korm. határozat módosításáról[102]
- 1402/2022. (VIII. 16.) Korm. határozat A Magyarország Helyreállítási és Ellenállóképességi Tervét szabályozó kormányhatározatok kormányzati szerkezetátalakítással összefüggő módosításáról[102]
- 1403/2022. (VIII. 16.) Korm. határozat A MÁV-HÉV Zrt. vasútüzemeltetési infrastruktúráját érintő beruházásainak finanszírozásáról[102]
- 1404/2022. (VIII. 16.) Korm. határozat A hazai és határon túli egyházi fejlesztések támogatásáról szóló 2071/2017. (XII. 28.) Korm. határozat és a református köznevelési intézmények és hitéleti célú fejlesztések támogatásáról szóló 1874/2020. (XII. 2.) Korm. határozat módosításáról[102]
- 1405/2022. (VIII. 16.) Korm. határozat A Terület- és Településfejlesztési Operatív Program és a Versenyképes Közép-Magyarország Operatív Program keretében megvalósuló egyes projektek összköltségének növeléséről[102]
- 1406/2022. (VIII. 16.) Korm. határozat Az EFOP-1.6.1-VEKOP-16-2016-00001 azonosító számú, „Felzárkózási együttműködések támogatása” című projekt tekintetében a támogatási összeg 2%-át meghaladó ingatlanvásárláshoz történő hozzájárulásról[102]
- 1407/2022. (VIII. 16.) Korm. határozat Az EFOP-2.2.0-16-2016-00005 azonosító számú, „A pszichiátriai ellátórendszer strukturált fejlesztése keretében a szakellátások minőségének és hozzáférésének javítása” című kiemelt projekt összköltségének növeléséről, valamint az Emberi Erőforrás Fejlesztési Operatív Program éves fejlesztési keretének megállapításáról szóló 1037/2016. (II. 9.) Korm. határozat módosításáról[102]
- 1408/2022. (VIII. 16.) Korm. határozat Az EFOP-2.4.1-16-2017-00057 azonosító számú, „Szegregált élethelyzetek felszámolása komplex programokkal Kompolton (ERFA)” című projekt támogatásának növeléséről, valamint az ingatlanvásárlás költségtípus mértékétől történő eltérésről[102]
- 1409/2022. (VIII. 18.) Korm. határozat Az ENSZ Közgyűlésének 77. ülésszakán való magyar részvételről[104]
- 1410/2022. (VIII. 18.) Korm. határozat A Horizont Európa kutatási és innovációs keretprogram egyes partnerségeihez való csatlakozásról és a csatlakozáshoz szükséges pénzügyi fedezet biztosításáról[104]
- 1411/2022. (VIII. 18.) Korm. határozat Magyarország szennyvízszolgáltatásokról és ivóvízellátásról készült 2021/2022. évi nemzeti jelentéséről[104]
- 1412/2022. (VIII. 18.) Korm. határozat A Magyarország új buszstratégiai koncepciójával és a Zöld Busz Mintaprojekttel kapcsolatos feladatokról szóló 1537/2019. (IX. 20.) Korm. határozat módosításáról[104]
- 1413/2022. (VIII. 18.) Korm. határozat Az Emberi Erőforrás Fejlesztési Operatív Program éves fejlesztési keretének megállapításáról szóló 1037/2016. (II. 9.) Korm. határozat módosításáról[104]
- 1414/2022. (VIII. 18.) Korm. határozat A Nemzeti Kutatási, Fejlesztési és Innovációs Alap 2022. évi programstratégiájáról, valamint az Elektromobilitás Fejlesztő Központ létrehozása a Robert Bosch Kft.-nél című projektjavaslat támogatásáról szóló 1435/2021. (VII. 2.) Korm. határozat végrehajtásához szükséges intézkedésekről[104]
- 1415/2022. (VIII. 18.) Korm. határozat A debreceni Déli Gazdasági Övezet bővítésével összefüggő infrastruktúra-fejlesztésekről szóló 1041/2022. (II. 4.) Korm. határozat módosításáról[104]
- 1416/2022. (VIII. 18.) Korm. határozat A kultúrstratégiai, valamint egyes kulturális intézmények működéséhez szükséges források hosszú távú biztosításáról, továbbá az Eszterháza Turisztikai Beruházással kapcsolatos egyes intézkedésekről szóló 1501/2021. (VII. 26.) Korm. határozat végrehajtása során alkalmazandó eltérő intézkedésekről[104]
- 1417/2022. (VIII. 18.) Korm. határozat A GINOP-7.1.1-15-2016-00019 azonosító számú, A keszthelyi Festetics-kastély turisztikai célú fejlesztése című projekt támogatásának növeléséről, valamint a Gazdaságfejlesztési és Innovációs Operatív Program éves fejlesztési keretének megállapításáról szóló 1006/2016. (I. 18.) Korm. határozat módosításáról[104]
- 1418/2022. (VIII. 23.) Korm. határozat Fejezetek közötti előirányzat-átcsoportosításról[105]
- 1419/2022. (VIII. 23.) Korm. határozat A Nyíregyháza megyei jogú város külterületén fekvő földrészletek beruházási célterületté nyilvánításáról[105]

#### Szeptember (1420–1470)
- 1420/2022. (IX. 1.) Korm. határozat A Népművészet Mestere díj 2022. évi adományozásáról[106]
- 1421/2022. (IX. 1.) Korm. határozat Az Ukrajna részére történő COVID-19 vakcina adományozásáról[106]
- 1422/2022. (IX. 1.) Korm. határozat Az Egészségbiztosítási és Járvány Elleni Védekezési Alap egyes előirányzatai közötti, a nagyértékű gyógyszerfinanszírozással összefüggő átcsoportosításokról[106]
- 1423/2022. (IX. 1.) Korm. határozat A központi költségvetési szervek elhelyezésével kapcsolatos bérleti díjak kiadási előirányzat túllépésének jóváhagyásáról[106]
- 1424/2022. (IX. 5.) Korm. határozat Az európai uniós források lebonyolítását érintő jogellenességek és szabálytalanságok megelőzése, felderítése és kijavítása érdekében működő független hatóság felállításával összefüggő feladatokról[107]
- 1425/2022. (IX. 5.) Korm. határozat A közbeszerzések hatékonyságát és költséghatékonyságát értékelő teljesítménymérési keretrendszer kidolgozásáról[107]
- 1426/2022. (IX. 5.) Korm. határozat A vallási turizmussal kapcsolatos előirányzat-átcsoportosításról[107]
- 1427/2022. (IX. 5.) Korm. határozat Egyes kormányhatározatok módosításáról[107]
- 1428/2022. (IX. 5.) Korm. határozat Egyes helyi önkormányzatokat érintő kormányhatározatok módosításáról[107]
- 1429/2022. (IX. 6.) Korm. határozat Az EFOP-2.4.1-16-2018-00122 azonosító számú, „Másolat – Méhtelek község szegregátumaiban élő személyek lakhatási feltételeinek fejlesztése” című projekt támogatásának növeléséről[108]
- 1430/2022. (IX. 6.) Korm. határozat A Környezeti és Energiahatékonysági Operatív Program „A COVID–19-világjárványt követő zöld és reziliens gazdasági helyreállítás előkészítéséről szóló 6. prioritás (REACT-EU)” terhére átforgatásra kerülő projektek technikai módosításáról, valamint a kapcsolódó egyes Korm. határozatok módosításáról[108]
- 1431/2022. (IX. 6.) Korm. határozat A KEHOP-4.1.0-15-2016-00021 azonosító számú, „Legeltetési infrastruktúra átfogó fejlesztése a Káli-medence és a Kis-Balaton térségében a természetvédelmi célú területkezelés biztosítása érdekében” című projekt támogatásának növeléséről, valamint a Környezeti és Energiahatékonysági Operatív Program éves fejlesztési keretének megállapításáról szóló 1084/2016. (II. 29.) Korm. határozat módosításáról[108]
- 1432/2022. (IX. 6.) Korm. határozat Az EFOP-2.4.1-16-2017-00053 azonosító számú, „Telep program Nagydobos településen – infrastruktúra fejlesztéssel” című projekt támogatásának növeléséről[108]
- 1433/2022. (IX. 6.) Korm. határozat A Svájci Szövetségi Tanács és Magyarország Kormánya között létrejött, az Európai Unió kiválasztott tagállamai számára az Európai Unión belüli gazdasági és társadalmi egyenlőtlenségek csökkentését célzó Svájci Hozzájárulás II. időszak végrehajtásáról szóló keretmegállapodás szövegének végleges megállapítására adott felhatalmazásról[108]
- 1434/2022. (IX. 7.) Korm. határozat A Védelmi Igazgatási Hivatal létrehozásával összefüggő egyes költségvetési intézkedésekről[109]
- 1435/2022. (IX. 7.) Korm. határozat A vasúti személyszállítás járműállományának korszerűsítésével összefüggő feladatokról[109]
- 1436/2022. (IX. 7.) Korm. határozat Az állami repülések céljára szolgáló pápai repülőtér fejlesztések végrehajtása kapcsán az érintett vasúti szakasz elbontásához szükséges források biztosításáról[109]
- 1437/2022. (IX. 7.) Korm. határozat Az Országos Polgárőr Szövetség tagegyesületei állományának határőrizeti feladatokba történő fokozottabb bevonásáról és az azzal összefüggő források biztosításáról szóló 1036/2022. (II. 2.) Korm. határozat módosításáról[109]
- 1438/2022. (IX. 9.) Korm. határozat A központi költségvetési szervek földgáz-beszerzésével összefüggő további kötelezettségvállalásairól[110]
- 1439/2022. (IX. 9.) Korm. határozat Egyes sportcélú és infrastruktúrafejlesztési kormányhatározatok módosításáról és visszavonásáról[110]
- 1440/2022. (IX. 12.) Korm. határozat A 2023. évi pápalátogatás előkészítése és lebonyolítása kormányzati felelősének kijelöléséről[111]
- 1441/2022. (IX. 13.) Korm. határozat Magyarország projektjavaslatainak az Európai Hálózatfinanszírozási Eszköz 2022. évi CEF2 Katonai mobilitás második pályázati kiírására történő benyújtásáról[111]
- 1442/2022. (IX. 13.) Korm. határozat Magyarország nem önálló képviseletének megszüntetéséhez, illetve megnyitásához szükséges elvi jóváhagyásról[111]
- 1443/2022. (IX. 13.) Korm. határozat A XV. Pénzügyminisztérium fejezet és a XI. Miniszterelnökség fejezet, valamint a XII. Agrárminisztérium fejezet közötti előirányzat-átcsoportosításról[111]
- 1444/2022. (IX. 17.) Korm. határozat A Montenegró részére történő COVID–19 vakcina adományozásáról[190]
- 1445/2022. (IX. 19.) Korm. határozat A köznevelési és más állami épületek alternatív fűtési módokra való áttérésének biztosításához szükséges intézkedésekről[113]
- 1446/2022. (IX. 19.) Korm. határozat A veszélyhelyzet ideje alatt a külképviseletekről és a tartós külszolgálatról szóló 2016. évi LXXIII. törvény hatálya alá tartozó kihelyezetteknek járó devizaárfolyam-kompenzációhoz szükséges forrás biztosításáról[113]
- 1447/2022. (IX. 19.) Korm. határozat Az aszály által sújtott mezőgazdasági termelők számára nyújtott Agrár Széchenyi Kártya Folyószámlahitel költségeinek emelt szintű kamattámogatásáról[113]
- 1448/2022. (IX. 19.) Korm. határozat Egyes állami tulajdonú vagyonelemeknek a koszovói bánya kutató-mentő csoportok részére történő ingyenes átadásáról[113]
- 1449/2022. (IX. 19.) Korm. határozat Egyes állami tulajdonú vagyonelemeknek a koszovói Abdyl Ramaj Szakközépiskola, a Stana Bacanin Általános Iskola, az SOS Gyermekfalvak koszovói szervezete és a Novo Brdo-i önkormányzat részére történő ingyenes átadásáról[113]
- 1450/2022. (IX. 19.) Korm. határozat Egyes állami vagyontárgyak ingyenes tulajdonba adásáról[113]
- 1451/2022. (IX. 19.) Korm. határozat Az állami tulajdonú cementgyár létrehozásához szükséges intézkedésekről[113]
- 1452/2022. (IX. 19.) Korm. határozat Az MVM Mátra Energia Zártkörűen Működő Részvénytársaság lignitalapú termelése fokozásához szükséges intézkedésekről[113]
- 1453/2022. (IX. 19.) Korm. határozat Az önkormányzatok adósságot keletkeztető, valamint kezesség-, illetve garanciavállalásra vonatkozó ügyleteihez történő 2022. júniusi előzetes kormányzati hozzájárulásról[113]
- 1454/2022. (IX. 19.) Korm. határozat Címrendi kiegészítésről, a Központi Maradványelszámolási Alap előirányzatból, a rendkívüli kormányzati intézkedésekre szolgáló tartalékból, a Járvány Elleni Védekezés Központi Tartaléka előirányzatból történő előirányzat-átcsoportosításról, fejezetek közötti előirányzat-átcsoportosításról, a 2020. évi kötelezettségvállalással terhelt költségvetési maradványok felhasználásáról, valamint kormányhatározat végrehajtása során alkalmazandó eltérő intézkedésről[113]
- 1455/2022. (IX. 19.) Korm. határozat A Terület- és Településfejlesztési Operatív Program és a Versenyképes Közép-Magyarország Operatív Program keretében megvalósuló egyes projektek összköltségének növeléséről[113]
- 1456/2022. (IX. 23.) Korm. határozat A közszolgáltatók közbeszerzéseire vonatkozó szerződéses biztosítékokra vonatkozó különös szabályok alkalmazásához való hozzájárulásról[114]
- 1457/2022. (IX. 23.) Korm. határozat A Közép-Duna Menti Kiemelt Térség Területfejlesztési Koncepciójáról és Területfejlesztési Programjáról[114]
- 1458/2022. (IX. 23.) Korm. határozat Az Európai Hálózatfinanszírozási Eszköz 2021. évi pályázati kiírása keretében támogatott CEF projektek hazai társfinanszírozásának biztosításáról[114]
- 1459/2022. (IX. 26.) Korm. határozat A 20212027 közötti időszakban az európai területi együttműködési célkitűzés keretében megvalósuló ESPON 2030 program végrehajtásáról szóló megállapodás aláírójának kijelöléséről[115]
- 1460/2022. (IX. 26.) Korm. határozat A látvány-csapatsport támogatási program meghosszabbításáról[115]
- 1461/2022. (IX. 26.) Korm. határozat A 2022. évi határátlépéssel járó csapatmozgások engedélyezéséről szóló 1880/2021. (XII. 7.) Korm. határozat módosításáról[115]
- 1462/2022. (IX. 28.) Korm. határozat A Kazah Köztársaság részére történő COVID19 vakcina adományozásáról[191]
- 1463/2022. (IX. 29.) Korm. határozat A határokat átlépő vízfolyások és nemzetközi tavak védelméről és használatáról szóló ENSZEGB Egyezményhez kapcsolódó Víz és Egészség Jegyzőkönyv 7. cikk 5. pontjában előírt jelentési kötelezettség teljesítéséről[116]
- 1464/2022. (IX. 29.) Korm. határozat A 20202022 közötti időszakra szóló középtávú Nemzeti Korrupcióellenes Stratégia, valamint az ahhoz kapcsolódó intézkedési terv elfogadásáról szóló 1328/2020. (VI. 19.) Korm. határozat kormányzati struktúraváltással összefüggő módosításáról[116]
- 1465/2022. (IX. 29.) Korm. határozat A Nemzeti Állatvédelmi Tanácsról szóló 1124/2021. (III. 12.) Korm. határozat módosításáról[116]
- 1466/2022. (IX. 29.) Korm. határozat A Téry Ödön Nemzeti Turistaház-fejlesztési Program módosításával kapcsolatos intézkedésekről szóló 1739/2018. (XII. 20.) Korm. határozat módosításáról[116]
- 1467/2022. (IX. 29.) Korm. határozat A Vidékfejlesztési Program éves fejlesztési keretének megállapításáról szóló 1248/2016. (V. 18.) Korm. határozat módosításáról[116]
- 1468/2022. (IX. 29.) Korm. határozat A záhonyi körzetben szükséges vágányfelújításokról szóló 1045/2022. (II. 4.) Korm. határozat módosításáról[116]
- 1469/2022. (IX. 29.) Korm. határozat A Délkelet-ázsiai Nemzetek Szövetségének tagállamai, valamint az Európai Unió és tagállamai közötti átfogó légiközlekedési megállapodás szövegének végleges megállapítására adott felhatalmazásról[116]
- 1470/2022. (IX. 30.) Korm. határozat A 2021–2027 programozási időszakra, valamint a Helyreállítási és Ellenállóképességi Terv végrehajtására vonatkozó csalás és korrupció elleni stratégia elfogadásáról[117]

#### Október (1471–1518)
- 1471/2022. (X. 5.) Korm. határozat Címrendi módosításról és kiegészítésről, a Központi Maradványelszámolási Alap előirányzatból, a rendkívüli kormányzati intézkedésekre szolgáló tartalékból, a Gazdaság-újraindítási programok előirányzatból történő előirányzat-átcsoportosításról, fejezetek közötti és fejezeten belüli előirányzat-átcsoportosításról, kormányhatározat végrehajtása során alkalmazandó eltérő rendelkezésről, valamint egyes kormányhatározatok módosításáról[118]
- 1472/2022. (X. 5.) Korm. határozat Az Eximbank Zrt. kamatkiegyenlítése kiadási előirányzat túllépésének jóváhagyásáról[118]
- 1473/2022. (X. 5.) Korm. határozat Az önkormányzatokkal folytatandó tárgyalások eljárásrendjéről[118]
- 1474/2022. (X. 5.) Korm. határozat Az Országos Mentőszolgálat mentőjármű ellátásának és a mentőautók hazai gyártásának megvalósításáról szóló 1120/2017. (III. 17.) Korm. határozatban foglaltak teljesítését elősegítő forrásigényről[118]
- 1475/2022. (X. 5.) Korm. határozat A Vöröskereszt és Vörös Félhold Társaságok Nemzetközi Szövetsége (IFRC) budapesti Globális Szolgáltató Központjának bővítéséről[118]
- 1476/2022. (X. 5.) Korm. határozat A Magyarország Kormánya és a Török Köztársaság Kormánya közötti katonai keretmegállapodás szövegének végleges megállapítására adott felhatalmazásról[118]
- 1477/2022. (X. 6.) Korm. határozat Az energiaintenzív vállalatok támogatásáról[119]
- 1478/2022. (X. 6.) Korm. határozat A Széchenyi Kártya Program konstrukcióival kapcsolatos intézkedésekről[119]
- 1479/2022. (X. 11.) Korm. határozat A Digitális Élelmiszeripari Stratégiáról[120]
- 1480/2022. (X. 13.) Korm. határozat Magyarország 2021. évi árvízkockázat-kezelési tervéről[121]
- 1481/2022. (X. 13.) Korm. határozat Egyes helyi önkormányzatokat érintő kormányhatározatok módosításáról[121]
- 1482/2022. (X. 13.) Korm. határozat A Gazdaságfejlesztési és Innovációs Operatív Program éves fejlesztési keretének megállapításáról szóló 1006/2016. (I. 18.) Korm. határozat módosításáról[121]
- 1483/2022. (X. 13.) Korm. határozat A Gazdaságfejlesztési és Innovációs Operatív Program Plusz éves fejlesztési keretének megállapításáról szóló 1300/2021. (V. 21.) Korm. határozat módosításáról[121]
- 1484/2022. (X. 13.) Korm. határozat A Nemzeti Adó- és Vámhivatal Mesterséges Intelligencia Munkacsoportról szóló 1080/2022. (II. 23.) Korm. határozat módosításáról[121]
- 1485/2022. (X. 13.) Korm. határozat Az Alstom Transport Hungary Zártkörűen Működő Részvénytársaság, valamint a Bombardier Transportation Hungary Korlátolt Felelősségű Társaság magyarországi nagybefektetőkkel való stratégiai együttműködési megállapodás megkötéséről[121]
- 1486/2022. (X. 14.) Korm. határozat A GINOP-7.1.9-17-2018-00009 azonosító számú, „Fenékpusztai Majorság fejlesztése I. ütem” című projekt támogatásának növeléséről[122]
- 1487/2022. (X. 19.) Korm. határozat Az önkormányzatok adósságot keletkeztető, valamint kezesség-, illetve garanciavállalásra vonatkozó ügyleteihez történő 2022. júliusiaugusztusi előzetes kormányzati hozzájárulásról[124]
- 1488/2022. (X. 19.) Korm. határozat A kormányzati szektorba nem sorolt, 100%-os önkormányzati tulajdonban álló, valamint a 100%-nál kisebb önkormányzati tulajdonban álló gazdasági társaságok adósságot keletkeztető ügyleteihez történő 2022. júliusiaugusztusi előzetes kormányzati hozzájárulásról[124]
- 1489/2022. (X. 19.) Korm. határozat A diákhitelezés intézményrendszerének továbbfejlesztéséről[124]
- 1490/2022. (X. 19.) Korm. határozat A 20142020 programozási időszakra vonatkozó indikatív támogatási keretösszegekről, valamint a kötelezettségvállalási szükségletről szóló 1207/2021. (IV. 29.) Korm. határozat módosításáról[124]
- 1491/2022. (X. 19.) Korm. határozat A Honvédelmi Minisztérium hatáskörébe tartozó sportlétesítmény-fejlesztések megvalósításához szükséges intézkedésekről[124]
- 1492/2022. (X. 19.) Korm. határozat Egyes kivitelezés alatt álló beruházások megvalósításához szükséges többletforrások biztosításáról[124]
- 1493/2022. (X. 19.) Korm. határozat Az iváncsai ipari-innovációs fejlesztési terület kialakításával összefüggő vízgazdálkodási és víziközmű infrastruktúra fejlesztések megvalósításához szükséges intézkedésekről szóló 1384/2021. (VI. 15.) Korm. határozat módosításáról[124]
- 1494/2022. (X. 19.) Korm. határozat A Károli Gáspár Református Egyetem elhelyezésével kapcsolatos egyes kérdésekről[124]
- 1495/2022. (X. 19.) Korm. határozat A Tatabánya–Oroszlány–Tata és térsége víziközmű-hálózatának komplex előkészítése, fejlesztése, hatékonyságának növelése és rekonstrukciója megvalósításához szükséges intézkedésekről szóló 1558/2021. (VIII. 5.) Korm. határozat, valamint a Térségi fejlesztési feladatokhoz szükséges kötelezettségvállalásokról szóló 1023/2022. (I. 27.) Korm. határozat módosításáról[124]
- 1496/2022. (X. 19.) Korm. határozat A GINOP-7.1.9-17-2018-00016 azonosító számú, „Balaton madártávlatból” Kilátók és kilátópontok hálózatba kapcsolása című projekt támogatásának növeléséről[124]
- 1497/2022. (X. 19.) Korm. határozat A GINOP-7.1.6-16-2017-00005 azonosító számú, „Tokaj-Hegyaljai történelmi borvidék kultúrtáj világörökségi helyszíneinek fejlesztése” és a GINOP-7.1.9-17-2018-00028 azonosító számú, „Zempléni és Abaúji várak fejlesztése” című projektek támogatásának növeléséről[124]
- 1498/2022. (X. 19.) Korm. határozat A KEHOP-2.1.2-15-2016-00002 azonosító számú, „Délkelet-Magyarországi ivóvízminőség-javító program 1. (DKMO 1)” című projekt költségnövekményéhez szükséges forrás biztosításáról, valamint a Környezeti és Energiahatékonysági Operatív Program éves fejlesztési keretének megállapításáról szóló 1084/2016. (II. 29.) Korm. határozat módosításáról[124]
- 1499/2022. (X. 19.) Korm. határozat A KEHOP-3.2.1-15-2017-00027 azonosító számú, „Komplex hulladékgazdálkodási rendszer fejlesztése a Duna–Tisza közi régióban, különös tekintettel az elkülönített hulladékgyűjtési, szállítási és előkezelő rendszerre” című projekt költségnövekményéhez szükséges forrás biztosításáról, valamint a Környezeti és Energiahatékonysági Operatív Program éves fejlesztési keretének megállapításáról szóló 1084/2016. (II. 29.) Korm. határozat módosításáról[124]
- 1500/2022. (X. 19.) Korm. határozat A Dunakeszi vasúti rakodó terminál létrehozását célzó beruházás előkészítési feladatainak megvalósításához szükséges forrás biztosításáról szóló 1521/2021. (VII. 30.) Korm. határozat módosításáról[124]
- 1501/2022. (X. 19.) Korm. határozat Egyes ipari parki, iparterületi beruházások megvalósításával összefüggő feladatokról[124]
- 1502/2022. (X. 19.) Korm. határozat Az iváncsai ipari-innovációs fejlesztési terület kialakításával összefüggő közúti és vasúti infrastruktúra-fejlesztések megvalósításához szükséges intézkedésekről[124]
- 1503/2022. (X. 19.) Korm. határozat A közúti infrastruktúra-fejlesztésekhez szükséges kötelezettségvállalásokról[124]
- 1504/2022. (X. 19.) Korm. határozat A vasúti infrastruktúra-fejlesztésekhez szükséges kötelezettségvállalásokról[124]
- 1505/2022. (X. 20.) Korm. határozat Az Európai Unió döntéshozatali tevékenységében való kormányzati részvétel összehangolásáról és az Európai Koordinációs Tárcaközi Bizottságról[125]
- 1506/2022. (X. 20.) Korm. határozat A különleges földgázkészlet létrehozásához szükséges földgáz beszerzését szolgáló hitelhez kapcsolódó egyedi állami kezesség vállalásáról szóló 1365/2022. (VII. 21.) Korm. határozat módosításáról[125]
- 1507/2022. (X. 20.) Korm. határozat A tiszta közúti járművek beszerzésének az alacsony kibocsátású mobilitás támogatása érdekében történő előmozdításához kapcsolódó feladatokról[125]
- 1508/2022. (X. 21.) Korm. határozat A védelmi felkészítés egyes kérdéseiről[126]
- 1509/2022. (X. 21.) Korm. határozat A geotermikus energiahasznosítással kapcsolatos intézkedésekről[126]
- 1510/2022. (X. 21.) Korm. határozat A 2022. évi honvédelmi igazgatási feladatok végrehajtásához szükséges költségvetési források átcsoportosításáról[126]
- 1511/2022. (X. 24.) Korm. határozat A Széchenyi Kártya Programmal kapcsolatos intézkedésekről[126]
- 1512/2022. (X. 24.) Korm. határozat Az állami hátterű tőkealapok jelenlegi struktúrájáról és átalakítási javaslatáról[126]
- 1513/2022. (X. 24.) Korm. határozat A Magyarország tagállami projektjavaslatainak az Európai Hálózatfinanszírozási Eszköz 2021. évi pályázati kiírására történő benyújtásáról szóló 1990/2021. (XII. 28.) Korm. határozat végrehajtása kapcsán szükséges intézkedésekről[126]
- 1514/2022. (X. 26.) Korm. határozat A Gyármentő Programról[126]
- 1515/2022. (X. 26.) Korm. határozat Címrendi módosításról és kiegészítésről, a Központi Maradványelszámolási Alap előirányzatból, a Rezsivédelmi Alap központi kiadása előirányzatból, a Gazdaság-újraindítási programok előirányzatból, a Járvány Elleni Védekezés Központi Tartaléka előirányzatból történő előirányzat-átcsoportosításról, fejezetek közötti és fejezeten belüli előirányzat-átcsoportosításról, kormányhatározat módosításáról és kötelezettségvállalás engedélyezéséről[126]
- 1516/2022. (X. 28.) Korm. határozat Az Európai Unió számára készített A nők szerepének erősítése a családban és a társadalomban (20212030) akcióterv módosításáról, valamint a 20232024. évekre szóló Intézkedési Terv végrehajtásának elfogadásáról[130]
- 1517/2022. (X. 28.) Korm. határozat Az NKK Nemzeti Közlekedési Központ Nonprofit Zártkörűen Működő Részvénytársaság feladataihoz kapcsolódó kormányhatározatok felülvizsgálatáról[130]
- 1518/2022. (X. 28.) Korm. határozat Az Integrált Közlekedésfejlesztési Operatív Program Plusz tervezetének elfogadásáról és az Európai Bizottság részére történő benyújtásáról[130]

#### November (1519–1590)
- 1519/2022. (XI. 2.) Korm. határozat A veszélyhelyzet idején a villamos energia és földgáz egyetemes szolgáltatás változatlan feltételek szerinti nyújtását biztosító rezsivédelmi szolgáltatás költségeinek ellentételezéséről[132]
- 1520/2022. (XI. 2.) Korm. határozat Egyes belügyi tárgyú kormányhatározatok módosításáról, illetve visszavonásáról[132]
- 1521/2022. (XI. 2.) Korm. határozat Egyes belügyi tárgyú kormányhatározatok kormányzati struktúraváltással összefüggő módosításáról és hatályon kívül helyezéséről[132]
- 1522/2022. (XI. 2.) Korm. határozat Az Országos Fogyatékosságügyi Program végrehajtásának 2022. évig tartó Intézkedési Tervéről szóló 1187/2020. (IV. 28.) Korm. határozat módosításáról[132]
- 1523/2022. (XI. 2.) Korm. határozat A Határigazgatási és Vízumpolitikai Eszköz Program Plusz éves fejlesztési keretének megállapításáról szóló 1184/2022. (III. 28.) Korm. határozat módosításáról[132]
- 1524/2022. (XI. 2.) Korm. határozat A KEHOP-1.1.0-15-2016-00002 azonosító számú, „A Víz Keretirányelv előírásai szerinti monitoring vizsgálatok és az ahhoz szükséges fejlesztések végrehajtása, továbbá a Víz Keretirányelv végrehajtásához kapcsolódó monitoring állomások kiépítése, fejlesztése” című projekt támogatásának növeléséről, valamint a Környezeti és Energiahatékonysági Operatív Program éves fejlesztési keretének megállapításáról szóló 1084/2016. (II. 29.) Korm. határozat módosításáról[132]
- 1525/2022. (XI. 2.) Korm. határozat A KEHOP-1.3.0-15-2019-00020 azonosító számú, „Szévíz-csatorna komplex rendezése a 0+000  23+500 km szelvények között” című projekt támogatásának növeléséről, valamint a Környezeti és Energiahatékonysági Operatív Program éves fejlesztési keretének megállapításáról szóló 1084/2016. (II. 29.) Korm. határozat módosításáról[132]
- 1526/2022. (XI. 2.) Korm. határozat A VP3-4.2.1-4.2.2-2-21 azonosító jelű, „Élelmiszeripari üzemek komplex fejlesztése” című felhívás keretében megvalósuló, hárommilliárd forintot meghaladó támogatási igényű projektjavaslatok támogatásához történő hozzájárulásról[132]
- 1527/2022. (XI. 2.) Korm. határozat A Kecskeméti Ipari Park fejlesztésével összefüggő közúti közlekedési infrastruktúra-beruházások előkészítéséhez szükséges források biztosításáról[132]
- 1528/2022. (XI. 2.) Korm. határozat A debreceni Észak-Nyugati Gazdasági Övezet kialakításával összefüggő közúti fejlesztésekhez kapcsolódóan a 33. számú főút Iparterület és a 3316 jelű összekötő út közötti szakaszának 2×2 sávra bővítéséről[132]
- 1529/2022. (XI. 2.) Korm. határozat Az Országház belső rekonstrukciójával és modernizációjával kapcsolatos kormányzati döntésekről[132]
- 1530/2022. (XI. 2.) Korm. határozat Egyes beruházási tárgyú kormányhatározatok módosításáról és visszavonásáról[132]
- 1531/2022. (XI. 4.) Korm. határozat A Közös ügyünk az állatvédelem Alapítvány létrehozásáról, valamint a működéséhez szükséges feltételek és forrás biztosításáról[18]
- 1532/2022. (XI. 4.) Korm. határozat A XII. Agrárminisztérium fejezet, valamint a X. Igazságügyi Minisztérium fejezet közötti előirányzat-átcsoportosításról[18]
- 1533/2022. (XI. 4.) Korm. határozat Az állatvédelemmel kapcsolatos intézkedésekről szóló 1991/2021. (XII. 28.) Korm. határozat módosításáról[18]
- 1534/2022. (XI. 7.) Korm. határozat A Gazdaság-újraindítási programok előirányzatból történő előirányzat-átcsoportosításról és egyes kormányhatározatok módosításáról[133]
- 1535/2022. (XI. 7.) Korm. határozat Egyes állami vagyontárgyak ingyenes tulajdonba adásáról szóló kormányhatározatok módosításáról[133]
- 1536/2022. (XI. 9.) Korm. határozat A 2014–2020 programozási időszakban rendelkezésre álló európai uniós források maradéktalan felhasználása érdekében szükséges intézkedésekről[134]
- 1537/2022. (XI. 9.) Korm. határozat A Nemzeti Filmintézet Közhasznú Nonprofit Zártkörűen Működő Részvénytársaság által kezelt letéti számla javára történő forrás biztosításáról[134]
- 1538/2022. (XI. 9.) Korm. határozat Fejezetek közötti és fejezeten belüli előirányzat-átcsoportosításról, a Rezsivédelmi Alap központi kiadása előirányzatból és a Gazdaság-újraindítási programok előirányzatból történő előirányzat-átcsoportosításról[134]
- 1539/2022. (XI. 14.) Korm. határozat A kistelepülési üzletek támogatásának biztosításáról[19]
- 1540/2022. (XI. 15.) Korm. határozat Az Európai Unióból származó forrásokra vonatkozó csalás és korrupció elleni stratégia elfogadásáról[136]
- 1541/2022. (XI. 15.) Korm. határozat A 2021–2030 közötti időszakra szóló Nemzeti Akvakultúra Stratégiai Tervről[136]
- 1542/2022. (XI. 15.) Korm. határozat Az Integritás Hatóság létrehozandó nyilvántartásához kapcsolódó informatikai fejlesztési igényekhez szükséges forrás biztosításáról[136]
- 1543/2022. (XI. 15.) Korm. határozat A NAHU 2014–2020 informatikai rendszer finanszírozásához szükséges intézkedésekről szóló 1219/2019. (IV. 23.) Korm. határozat módosításáról[136]
- 1544/2022. (XI. 16.) Korm. határozat Magyarország projektjavaslatainak az Európai Hálózatfinanszírozási Eszköz 2021. évi CEF2 Alternatív üzemanyagtöltő infrastruktúra fejlesztése harmadik körös pályázati kiírására történő benyújtásáról[192]
- 1545/2022. (XI. 18.) Korm. határozat Egyes család- és ifjúságügyi feladatok érdekében történő fejezetek közötti és fejezeten belüli előirányzat-átcsoportosításról[137]
- 1546/2022. (XI. 18.) Korm. határozat Az önkormányzatok adósságot keletkeztető, valamint kezesség-, illetve garanciavállalásra vonatkozó ügyleteihez történő 2022. szeptemberi előzetes kormányzati hozzájárulásról[137]
- 1547/2022. (XI. 18.) Korm. határozat A Tihanyi Bencés Apátság műemléki és kiegészítő fejlesztéseihez szükséges többletforrás biztosításáról[137]
- 1548/2022. (XI. 18.) Korm. határozat Az Európa Kulturális Fővárosa 2023 cím viselésével összefüggő intézkedésekről szóló 1468/2020. (VIII. 5.) Korm. határozat módosításáról[137]
- 1549/2022. (XI. 18.) Korm. határozat A Gazdaságfejlesztési és Innovációs Operatív Program éves fejlesztési keretének megállapításáról szóló 1006/2016. (I. 18.) Korm. határozat módosításáról[137]
- 1550/2022. (XI. 18.) Korm. határozat Az EFOP-2.4.1-16-2018-00116 azonosító számú, „Éljünk Együtt Piricsén” Szegregált élethelyzetek felszámolása komplex programmal című projekt támogatásának növeléséről[137]
- 1551/2022. (XI. 18.) Korm. határozat A GINOP-7.1.9-17-2018-00008 azonosító számú, „Balatonfüred reformkori városrészének integrált termék- és szolgáltatás fejlesztése” című projekt támogatásának növeléséről[137]
- 1552/2022. (XI. 18.) Korm. határozat A GINOP-7.1.1-15-2016-00027 azonosító számú, „A fertődi Esterházy-kastély turisztikai célú fejlesztése” című projekt támogatásának növeléséről[137]
- 1553/2022. (XI. 21.) Korm. határozat Az Európai Unió Tanácsa 2024. második félévi magyar elnöksége operatív feladatainak előkészítéséért és lebonyolításáért felelős kormánybiztos kinevezéséről és feladatairól[138]
- 1554/2022. (XI. 21.) Korm. határozat A Széchenyi Pihenő Kártyára vonatkozó szabályozás felülvizsgálatáról[138]
- 1555/2022. (XI. 21.) Korm. határozat A Magyarország 2022. évi központi költségvetéséről szóló 2021. évi XC. törvény 1. melléklet XI. Miniszterelnökség fejezet, 30. Fejezeti kezelésű előirányzatok cím, 5. Fővárosi és megyei kormányhivatalok peres ügyei alcím kiadási előirányzat túllépésének jóváhagyásáról[138]
- 1556/2022. (XI. 21.) Korm. határozat A Belső Biztonsági Alap Plusz éves fejlesztési keretének megállapításáról[138]
- 1557/2022. (XI. 21.) Korm. határozat A Gazdaság-újraindítási programok előirányzatból történő előirányzat-átcsoportosításról[138]
- 1558/2022. (XI. 21.) Korm. határozat A 2022. évi fejlesztéspolitikai pénzügyi célokról, továbbá a 20142020 programozási időszakra vonatkozó indikatív támogatási keretösszegekről, valamint a kötelezettségvállalási szükségletről szóló 1207/2021. (IV. 29.) Korm. határozat módosításáról szóló 1166/2022. (III. 21.) Korm. határozat módosításáról[138]
- 1559/2022. (XI. 21.) Korm. határozat A 20142020 programozási időszakra vonatkozó indikatív támogatási keretösszegekről, valamint a kötelezettségvállalási szükségletről szóló 1207/2021. (IV. 29.) Korm. határozat módosításáról[138]
- 1560/2022. (XI. 21.) Korm. határozat A Versenyképes Közép-Magyarország Operatív Program éves fejlesztési keretének megállapításáról szóló 1011/2016. (I. 20.) Korm. határozat módosításáról[138]
- 1561/2022. (XI. 21.) Korm. határozat Az EFOP-2.2.0-16-2016-00008 azonosító számú, Pszichiátriai és addiktológiai gondozóhálózat fejlesztése című kiemelt projekt összköltségének növeléséről[138]
- 1562/2022. (XI. 23.) Korm. határozat Ukrajna pénzügyi támogatása érdekében szükséges kormányzati intézkedésekről[20]
- 1563/2022. (XI. 24.) Korm. határozat Az energia-veszélyhelyzet következtében a nemzetiségi önkormányzatok által fenntartott köznevelési intézményeket érintő energiaár-növekedésből eredő többletköltségekről[140]
- 1564/2022. (XI. 24.) Korm. határozat A bevett egyházak közfeladataihoz kapcsolódó energiaár-növekedés kompenzálásáról[140]
- 1565/2022. (XI. 24.) Korm. határozat A tömeges bevándorlás kezeléséhez kapcsolódó kiadásokkal összefüggő intézkedésekről és egyes kormányhatározatok módosításáról[140]
- 1566/2022. (XI. 24.) Korm. határozat A 2022. évi költségvetés fejezetei közötti előirányzat-átcsoportosításról[140]
- 1567/2022. (XI. 24.) Korm. határozat A gödi ipari-innovációs fejlesztési terület villamosenergia-ellátásához kapcsolódó infrastruktúra-fejlesztései megvalósítása érdekében a Gazdaságvédelmi Akcióterv keretében a gödi ipari-innovációs fejlesztési terület infrastruktúra-fejlesztéseiről szóló 1173/2020. (IV. 22.) Korm. határozat és a Térségi fejlesztési feladatokhoz szükséges kötelezettségvállalásokról szóló 1023/2022. (I. 27.) Korm. határozat módosításáról[140]
- 1568/2022. (XI. 24.) Korm. határozat Várpalota város és Csór község külterületén fekvő földrészletek beruházási célterületté nyilvánításáról[140]
- 1569/2022. (XI. 24.) Korm. határozat A nemzeti orvoslaboratóriumi diagnosztikai laborhálózat kialakításáról[140]
- 1570/2022. (XI. 28.) Korm. határozat A Széchenyi Kártya Programmal kapcsolatban felmerült többletforrásigényekről[141]
- 1571/2022. (XI. 28.) Korm. határozat A Nemzeti Rendezvényszervező Ügynökség Nonprofit Zártkörűen Működő Részvénytársaság alapításával és működésének megkezdésével kapcsolatos intézkedésekről[141]
- 1572/2022. (XI. 28.) Korm. határozat A XXI. Miniszterelnöki Kabinetiroda költségvetési fejezetet érintő intézkedésekről[141]
- 1573/2022. (XI. 28.) Korm. határozat Egyes állami erdészeti társaságok támogatási kérelmének a Vidékfejlesztési Program keretében meghirdetett, gazdaságfejlesztést célzó projektek megvalósítására irányuló felhívásaira történő benyújtásához való hozzájárulásról[141]
- 1574/2022. (XI. 28.) Korm. határozat Egyes települések mezei őrszolgálata fenntartásához szükséges források biztosításáról[141]
- 1575/2022. (XI. 28.) Korm. határozat A Környezeti és Energiahatékonysági Operatív Program 2. prioritási tengelyén egyes ivóvízminőség-javító projektek összköltségnöveléséről, valamint a Környezeti és Energiahatékonysági Operatív Program éves fejlesztési keretének megállapításáról szóló 1084/2016. (II. 29.) Korm. határozat módosításáról[141]
- 1576/2022. (XI. 28.) Korm. határozat A Fejlesztéspolitikai Adatbázis és Információs Rendszer (FAIR) működésének finanszírozásáról, valamint a fejlesztéspolitikai adatbázis és információs rendszer finanszírozásáról szóló 1596/2019. (X. 16.) Korm. határozat módosításáról[141]
- 1577/2022. (XI. 28.) Korm. határozat A Térségi fejlesztési feladatokhoz szükséges kötelezettségvállalásokról szóló 1023/2022. (I. 27.) Korm. határozat és a debreceni Déli Gazdasági Övezet bővítésével összefüggő infrastruktúra-fejlesztésekről szóló 1041/2022. (II. 4.) Korm. határozat módosításáról[141]
- 1578/2022. (XI. 28.) Korm. határozat A Kecskemét Déli Iparterület bővítési feladataihoz kapcsolódó víziközmű-fejlesztésekről[141]
- 1579/2022. (XI. 28.) Korm. határozat Az EFOP-2.2.3-17-2017-00018 azonosító számú, „Koroncói rehabilitációs intézmény korszerűsítése” című projekt összköltségének növeléséről[141]
- 1580/2022. (XI. 28.) Korm. határozat Az EFOP-4.1.5-16-2017-00103 azonosító számú, „Dr. Enyedy Andor Református Általános Iskola, Óvoda és Bölcsőde bővítése” című projekt összköltségének növeléséről, valamint az Emberi Erőforrás Fejlesztési Operatív Program éves fejlesztési keretének megállapításáról szóló 1037/2016. (II. 9.) Korm. határozat módosításáról[141]
- 1581/2022. (XI. 28.) Korm. határozat A GINOP-2.3.1-20-2020-00007 azonosító számú, „Tudományos és Innovációs Park kialakítása a Pécsi Tudományegyetemen – I. ütem” című projekt támogatásának növeléséről, valamint a Gazdaságfejlesztési és Innovációs Operatív Program éves fejlesztési keretének megállapításáról szóló 1006/2016. (I. 18.) Korm. határozat módosításáról[141]
- 1582/2022. (XI. 30.) Korm. határozat Magyarország Nemzeti Digitalizációs Stratégiájának (2022–2030) elfogadásáról[21]
- 1583/2022. (XI. 30.) Korm. határozat A 2023. évi határátlépéssel járó csapatmozgások engedélyezéséről[21]
- 1584/2022. (XI. 30.) Korm. határozat Egyes nemzetpolitikai célú kormányhatározatok módosításáról[21]
- 1585/2022. (XI. 30.) Korm. határozat A pénzügyi szektor digitalizációs fejlődésének elősegítéséről[21]
- 1586/2022. (XI. 30.) Korm. határozat Az EFOP-2.2.0-16-2016-00005 azonosító számú, „A pszichiátriai ellátórendszer strukturált fejlesztése keretében a szakellátások minőségének és hozzáférésének javítása” című kiemelt projekt összköltségének növeléséről, valamint az Emberi Erőforrás Fejlesztési Operatív Program éves fejlesztési keretének megállapításáról szóló 1037/2016. (II. 9.) Korm. határozat módosításáról[21]
- 1587/2022. (XI. 30.) Korm. határozat Az Energia-veszélyhelyzeti Operatív Törzsről szóló 1336/2022. (VII. 15.) Korm. határozat és a Kormány ügyrendjéről szóló 1352/2022. (VII. 21.) Korm. határozat módosításáról[21]
- 1588/2022. (XI. 30.) Korm. határozat Címrendi kiegészítésről, fejezetek közötti előirányzat-átcsoportosításról, a Rezsivédelmi Alap központi kiadása előirányzatból és a Gazdaság-újraindítási programok előirányzatból történő előirányzat-átcsoportosításról, valamint egyes kormányhatározatok módosításáról[21]
- 1589/2022. (XI. 30.) Korm. határozat Kormánybiztos kinevezéséről és feladatairól[21]
- 1590/2022. (XI. 30.) Korm. határozat Az ISD POWER Energiatermelő és Szolgáltató Korlátolt Felelősségű Társaság székhelye és telephelyei zavartalan villamosenergia-ellátásának biztosításáról[21]

#### December (1591– )
- 1591/2022. (XII. 1.) Korm. határozat A Világélelmezési Program (WFP) Global Payments Solution (GPS) Szolgáltató Központjának Magyarországon történő létrehozásáról[22]
- 1592/2022. (XII. 1.) Korm. határozat a "Gabona Ukrajnából" elnevezésű programban való magyar részvételről[22]
- 1593/2022. (XII. 1.) Korm. határozat a Fogyatékosságügyi Független Mechanizmus létrehozásához szükséges forrás biztosításáról[22]
- 1594/2022. (XII. 1.) Korm. határozat az energiaválság enyhítése érdekében a barnaszén- és lignitbányászattal összefüggő egyes intézkedésekről[22]
- 1595/2022. (XII. 1.) Korm. határozat egyes szociális tárgyú kormányhatározatok módosításáról és hatályon kívül helyezéséről[22]
- 1596/2022. (XII. 1.) Korm. határozat a köznevelési és más állami épületek alternatív fűtési módokra való áttérésének biztosításához szükséges intézkedésekről szóló 1445/2022. (IX. 19.) Korm. határozatban szereplő kazánok telepítéséhez, üzemeltetéséhez, valamint a barnaszén-támogatási programhoz kapcsolódó többletkiadások finanszírozásáról[22]
- 1597/2022. (XII. 1.) Korm. határozat az energiaintenzív vállalatok támogatásáról szóló 1477/2022. (X. 6.) Korm. határozat módosításáról[22]
- 1598/2022. (XII. 1.) Korm. határozat a Nemzeti Atlétikai Központ megvalósításához kapcsolódó egyes feladatokról[22]
- 1599/2022. (XII. 1.) Korm. határozat a Zalaegerszeg-Zalaszentiván térségben megvalósuló konténerterminál közúti és vasúti bekötés előkészítésének módosításáról[22]
- 1600/2022. (XII. 6.) Korm. határozat Egyes vízkár-elhárítási tevékenységek fedezetének biztosításáról[146]
- 1601/2022. (XII. 6.) Korm. határozat A Magyarság Háza Nonprofit Korlátolt Felelősségű Társaság üzletrészének magyar állam javára történő megszerzéséről[146]
- 1602/2022. (XII. 6.) Korm. határozat A Szikszó város külterületén fekvő földrészletek beruházási célterületté nyilvánításáról[146]
- 1603/2022. (XII. 6.) Korm. határozat A Gazdaságfejlesztési és Innovációs Operatív Program éves fejlesztési keretének megállapításáról szóló 1006/2016. (I. 18.) Korm. határozat módosításáról[146]
- 1604/2022. (XII. 6.) Korm. határozat A GINOP-7.1.9-17-2018-00010 azonosító számú, „Szántódpuszta Majorsági épületek fejlesztése és látogatóközpont létrehozása I. ütem” című projekt támogatásának növeléséről[146]
- 1605/2022. (XII. 8.) Korm. határozat Az Integritás Hatóság, valamint a Belső Ellenőrzési és Integritási Igazgatóság működésének alapfeltételeit biztosító informatikai infrastruktúra és alkalmazás szolgáltatások létesítéséhez és ezek üzemeltetéséhez szükséges központi költségvetési források biztosításáról[147]
- 1606/2022. (XII. 8.) Korm. határozat A 2023. évi IAAF Atlétikai Világbajnokság megrendezése érdekében szükséges további intézkedésekről[147]
- 1607/2022. (XII. 8.) Korm. határozat A Gazdaság-újraindítási Akcióterv keretében az MFB Növekedési Garanciaprogram meghirdetéséről szóló 1085/2021. (III. 1.) Korm. határozat módosításáról és az MFB Gyármentő Likviditási Garanciaprogram meghirdetéséről[147]
- 1608/2022. (XII. 8.) Korm. határozat Egyes kormányhatározatok módosításáról[147]
- 1609/2022. (XII. 8.) Korm. határozat Egyes helyi önkormányzatokat érintő kormányhatározatok módosításáról[147]
- 1610/2022. (XII. 9.) Korm. határozat A Kormány ügyrendjéről szóló 1352/2022. (VII. 21.) Korm. határozat módosításáról[148]
- 1611/2022. (XII. 9.) Korm. határozat A budapesti 4-es metróvonal és kapcsolódó felszíni beruházásai megvalósításához kapcsolódóan kötött Támogatási Szerződés, Finanszírozási Szerződés és Finanszírozási Szerződés Kiegészítő Megállapodás módosításáról és egységes szerkezetbe foglalásáról szóló szerződés 7. számú módosításának jóváhagyásáról[148]
- 1612/2022. (XII. 13.) Korm. határozat A közvetlen irányítású európai uniós programokban való magyar részvétel növeléséről, valamint egyes közvetlen uniós pályázatok önerő költségének biztosításáról[150]
- 1613/2022. (XII. 13.) Korm. határozat Egyes egészségügyi ellátások finanszírozását segítő intézkedésekről[150]
- 1614/2022. (XII. 13.) Korm. határozat Az egészségügyi intézményrendszer adósságállományának rendezéséről[150]
- 1615/2022. (XII. 13.) Korm. határozat Az Agrár Széchenyi Kártyával kapcsolatos kormányzati intézkedésekről[150]
- 1616/2022. (XII. 13.) Korm. határozat Mintagazdaság kijelöléséről[150]
- 1617/2022. (XII. 13.) Korm. határozat Állami tulajdonú ingatlanok ingyenes önkormányzati tulajdonba adásáról[150]
- 1618/2022. (XII. 13.) Korm. határozat Fejezeten belüli és fejezetek közötti előirányzat-átcsoportosításról, a Rezsivédelmi Alap központi kiadása előirányzatból és a Gazdaság-újraindítási programok előirányzatból történő előirányzat-átcsoportosításról, előirányzatok átrendezéséről és éven túli kötelezettségvállalás engedélyezéséről[150]
- 1619/2022. (XII. 13.) Korm. határozat Az önkormányzatok adósságot keletkeztető, valamint kezesség-, illetve garanciavállalásra vonatkozó ügyleteihez történő 2022. október–novemberi előzetes kormányzati hozzájárulásról[150]
- 1620/2022. (XII. 13.) Korm. határozat A kormányzati szektorba nem sorolt, 100%-os önkormányzati tulajdonban álló, valamint a 100%-nál kisebb önkormányzati tulajdonban álló gazdasági társaságok adósságot keletkeztető ügyleteihez történő 2022. október–novemberi előzetes kormányzati hozzájárulásról[150]
- 1621/2022. (XII. 13.) Korm. határozat A Modern Városok Program keretében megvalósuló szekszárdi új fedett városi uszoda előkészítése és megvalósítása érdekében szükséges intézkedésekről[150]
- 1622/2022. (XII. 13.) Korm. határozat A Szikszó és térsége fejlesztésének érdekében szükséges intézkedésekről szóló 1821/2020. (XI. 18.) Korm. határozat módosításáról[150]
- 1623/2022. (XII. 14.) Korm. határozat Az állatvédelmi cselekvési terv kidolgozásáért és végrehajtásáért felelős kormánybiztos feladatainak ellátásához kapcsolódó többletforrás biztosításáról[23]
- 1624/2022. (XII. 14.) Korm. határozat A XI. Miniszterelnökség és a LXV. Bethlen Gábor Alap fejezet közötti előirányzat-átcsoportosításról[23]
- 1625/2022. (XII. 14.) Korm. határozat A XV. Pénzügyminisztérium fejezet és a XI. Miniszterelnökség fejezet, valamint a XII. Agrárminisztérium fejezet közötti előirányzat-átcsoportosításról[23]
- 1626/2022. (XII. 14.) Korm. határozat Egyes állami tulajdonú vagyonelemek ingyenes átadásáról[23]
- 1627/2022. (XII. 15.) Korm. határozat Magyarország Kormánya és a Magyar Ökumenikus Segélyszervezet közötti megállapodás megkötéséről és az azzal összefüggő feladatokról[151]
- 1628/2022. (XII. 15.) Korm. határozat A Környezeti és Energiahatékonysági Operatív Program éves fejlesztési keretének megállapításáról szóló 1084/2016. (II. 29.) Korm. határozat módosításáról[151]
- 1629/2022. (XII. 15.) Korm. határozat A Terület- és Településfejlesztési Operatív Program és a Versenyképes Közép-Magyarország Operatív Program keretében megvalósuló egyes projektek összköltségének növeléséről[151]
- 1630/2022. (XII. 16.) Korm. határozat A közszférában alkalmazandó nyugdíjpolitikai elvekről szóló 1700/2012. (XII. 29.) Korm. határozatnak, valamint a közszférában alkalmazandó nyugdíjpolitikai elvekről szóló 1700/2012. (XII. 29.) Korm. határozatnak az egészségügyi ágazatban való végrehajtásáról szóló 1150/2013. (III. 22.) Korm. határozatnak az egészségügyi szolgálati jogviszony tekintetében történő eltérő alkalmazásáról[152]
- 1631/2022. (XII. 16.) Korm. határozat A szomszédos országokban felmerülő humanitárius katasztrófa kezelésének támogatásáról szóló 1119/2022. (III. 5.) Korm. határozat módosításáról[152]
- 1632/2022. (XII. 16.) Korm. határozat A Honvédelmi Minisztérium fejezet tömeges bevándorlás kezeléséhez kapcsolódó feladatellátásáról és annak 2022. II. félévi forrásigényéről[152]
- 1633/2022. (XII. 16.) Korm. határozat A Közös Agrárpolitika Stratégiai Terv és a Vidékfejlesztési Program eredményes végrehajtásának elősegítéséről[152]
- 1634/2022. (XII. 16.) Korm. határozat A Budapest Music Center működésének támogatásáról[152]
- 1635/2022. (XII. 16.) Korm. határozat Az EFOP-2.4.1-16-2017-00084 azonosító számú, „Élethelyzetek javítása komplex programmal Kőkúton” című projekt támogatásának növeléséről[152]
- 1636/2022. (XII. 16.) Korm. határozat Az EFOP-4.1.5-16-2017-00167 azonosító számú, „A Lorántffy Zsuzsanna Református Általános Iskola sport- és oktatási célú fejlesztése Tiszakesziben” című projekt összköltségének növeléséről, valamint az Emberi Erőforrás Fejlesztési Operatív Program éves fejlesztési keretének megállapításáról szóló 1037/2016. (II. 9.) Korm. határozat módosításáról[152]
- 1637/2022. (XII. 16.) Korm. határozat Az EFOP-4.1.3-17-2017-00345 azonosító számú, „A Kratochvil Károly Honvéd Középiskola és Kollégium tanulást segítő tereinek infrastrukturális fejlesztése” című projekt összköltségének növeléséről[152]
- 1638/2022. (XII. 16.) Korm. határozat A GINOP-7.1.9-17-2018-00029 azonosító számú, „Magas-hegyi Sportcentrum szolgáltatás fejlesztése” című projekt támogatásának növeléséről[152]
- 1639/2022. (XII. 16.) Korm. határozat A VP3-4.2.1-4.2.2-2-21 azonosító jelű, „Élelmiszeripari üzemek komplex fejlesztése” című felhívás keretében megvalósuló, hárommilliárd forintot meghaladó támogatási igényű projektjavaslatok támogatásához történő hozzájárulásról[152]
- 1640/2022. (XII. 16.) Korm. határozat A központi költségvetési szervek villamosenergia-beszerzésével összefüggő további kötelezettségvállalásairól[152]

### A köztársasági elnök határozatai

#### Január
- 7/2022. (I. 11.) KE határozat Az országgyűlési képviselők 2022. évi általános választása kitűzéséről[161]
- 8/2022. (I. 11.) KE határozat Országos népszavazás időpontjának kitűzéséről[161]

#### Április
- 107/2022. (IV. 19.) KE határozat Az Országgyűlés alakuló ülésének összehívásáról[193]

#### Május
- 186/2022. (V. 24.) KE határozat Miniszterek kinevezéséről[6]
- 187/2022. (V. 25.) KE határozat Államtitkárok kinevezéséről[75]
- 188/2022. (V. 25.) KE határozat Közigazgatási államtitkárok megbízatása megszűnésének megállapításáról és közigazgatási államtitkárok felmentéséről[75]
- 189/2022. (V. 25.) KE határozat Közigazgatási államtitkárok kinevezéséről[75]

## Dél-Amerika
- szeptember 4.: az új chilei alkotmányról szóló kezdeményezést népszavazás útján elutasítják, nem szavazzák meg.[194]